# Irán
Irán, oficialmente República Islámica de Irán (en persa: جمهوری اسلامی ایران‎, romanizado:  Jomhuri-ye Eslâmi-ye Irân), es un país de Oriente Próximo y Asia Occidental. Es una república islámica teocrática basada en los principios religiosos del islam chií. Limita con Irak y Turquía al oeste, con Azerbaiyán y Armenia al noroeste, con el mar Caspio y Turkmenistán al norte, con Afganistán y Pakistán al este, y con el golfo de Omán y el golfo Pérsico al sur.
Desde el I milenio a. C. hasta 1935 fue conocido en Occidente como Persia (en persa: پارس‎, romanizado:  Pārs), aunque hoy en día este nombre sigue siendo válido y aceptado junto con el de Irán.
Es el decimoséptimo país más extenso del mundo con 1 648 195 km². Irán tiene una población de casi 100 millones de personas de diversas etnias. Es un país con una importancia muy significativa en la geopolítica al encontrarse entre Oriente Próximo, Asia Central y Asia del Sur. La capital es Teherán, centro político, industrial, comercial y cultural del país. Irán es una gran potencia regional a la que sus grandes reservas de hidrocarburos (cuartas reservas de petróleo y primeras de gas a nivel mundial) confieren una situación de superpotencia energética y le reportan desde hace décadas una sustancial renta petrolera.
La diversidad étnica de la sociedad iraní, compuesta por persas, que es el grupo étnico principal, azeríes, kurdos, luros, turcomanos y balochis entre otros, forma parte intrínseca de su cultura y ha proporcionado un atractivo especial a este amplio territorio. Los árabes son una pequeña minoría en Irán (alrededor del 1%).
Irán, junto a Irak, es la cuna de algunas de las civilizaciones más antiguas. Las primeras dinastías conocidas en el oeste de Irán son las de Elam, desde 2800 a. C. Los medos formaron el primer imperio que abarcó el «Gran Irán» en 625 a. C. Estos fueron sucedidos por el Imperio aqueménida, helenizado por los seléucidas tras la conquista por Alejandro Magno y recentrado después en referencias autóctonas por los sucesivos imperios de los partos arsácidas y los sasánidas. Los musulmanes la conquistan en el 651 d. C., con el resultado de la difusión de la lengua persa por toda la meseta iraní y de distintos aspectos de la cultura iraní a lo largo del mundo islámico.
En 1501 el surgimiento de la dinastía Safaví produjo la sustitución del islam suní, hasta entonces mayoritario, por el chiismo duodecimano como religión oficial del reino, además de una intensa persecución de la mayor parte de cofradías sufíes desarrolladas tras la invasión mongola del siglo XII. Bajo el gobierno de Nader Shah, iniciado en 1736, Irán alcanzó su mayor extensión territorial desde la época sasánida. Durante el siglo xix, Irán perdió grandes cantidades de territorio en la Guerra ruso-persa (1804-1813) al Imperio ruso en el Cáucaso. A principios del siglo xx, la Revolución Constitucional de 1906 estableció la primera asamblea legislativa del país (y del continente asiático), sometiendo el poder monárquico a una constitución. En 1953, el primer ministro Mohammad Mosaddeq —que había nacionalizado el petróleo dos años antes—, fue derrocado por un golpe de Estado, orquestado por Reino Unido y Estados Unidos, lo que permitió al Sha Reza Pahleví tener un mayor poder sobre el gobierno nacional. La monarquía llegó a su fin en 1979, mediante una revolución popular que derivó en una revolución islámica, al terminar siendo liderada por chiitas, dirigidos por Jomeini, lo que dio lugar al establecimiento de una república islámica el 1 de abril de 1979. En 2015 se firmó el Plan de Acción Integral Conjunto con los P5+1 sobre el programa nuclear de Irán.
Irán es miembro fundador de Naciones Unidas, Movimiento de Países No Alineados, Organización para la Cooperación Islámica y OPEP. El sistema político de Irán está basado en la Constitución de la República Islámica de 1979, que regula las relaciones entre los distintos órganos de gobierno. La máxima autoridad estatal es el líder supremo de Irán, aunque la dirección cotidiana de la administración corre a cargo del presidente. La religión y la lengua oficiales del país son, respectivamente, el islam chií duodecimano y el persa.

## Toponimia
El nombre «Irán» es un cognado de «ario», y significa «tierra de los arios». El topónimo aparece por primera vez en los textos avésticos bajo la forma Aryānā vaēža, referido a una región que suele ubicarse en Asia Central. Desde la época sasánida se registran las voces Ērānšahr y Ērān, que perviven tal cual hasta el siglo xxi d. C. en distintos dialectos o idiomas orientales del persa y de las que la segunda está atestiguada ya en una inscripción del siglo iii a. C., junto a un texto paralelo en parto en el que aparece el etnónimo aryān, ya con el significado de «arios», «iranios» o «iraníes».
Hasta 1935, Irán fue conocido en Occidente como Persia, nombre derivado del griego Persis, usado para referirse a la nación irania, su pueblo y sus imperios antiguos. Los iraníes identificaban a su país con el nombre ērān («de los iraníes») desde el período sasánida. El nombre Persia proviene de la región del sur de Irán, llamada Fars/Pars, derivado de Parshua, lugar de origen del Imperio persa.

## Historia

### Prehistoria
Irán presenta vestigios de ocupación humana ya desde la Edad de Piedra. Durante el Neolítico se desarrolló un proceso de sedentarización, producción estable de alimentos y establecimiento de rutas de intercambio de corta distancia. La Edad del Cobre, caracterizada por la aparición de elementos de cobre y cerámica pintada en Susiana (sudoeste de Irán) y en Sialk (centro-oeste), se extiende en Irán a lo largo del IV milenio a. C. Comienzan a surgir asentamientos urbanos, en un proceso regional que se desarrolla entre Anatolia, Mesopotamia, el Complejo Arqueológico de Bactria-Margiana y la Cultura del valle del Indo.

### Antigüedad

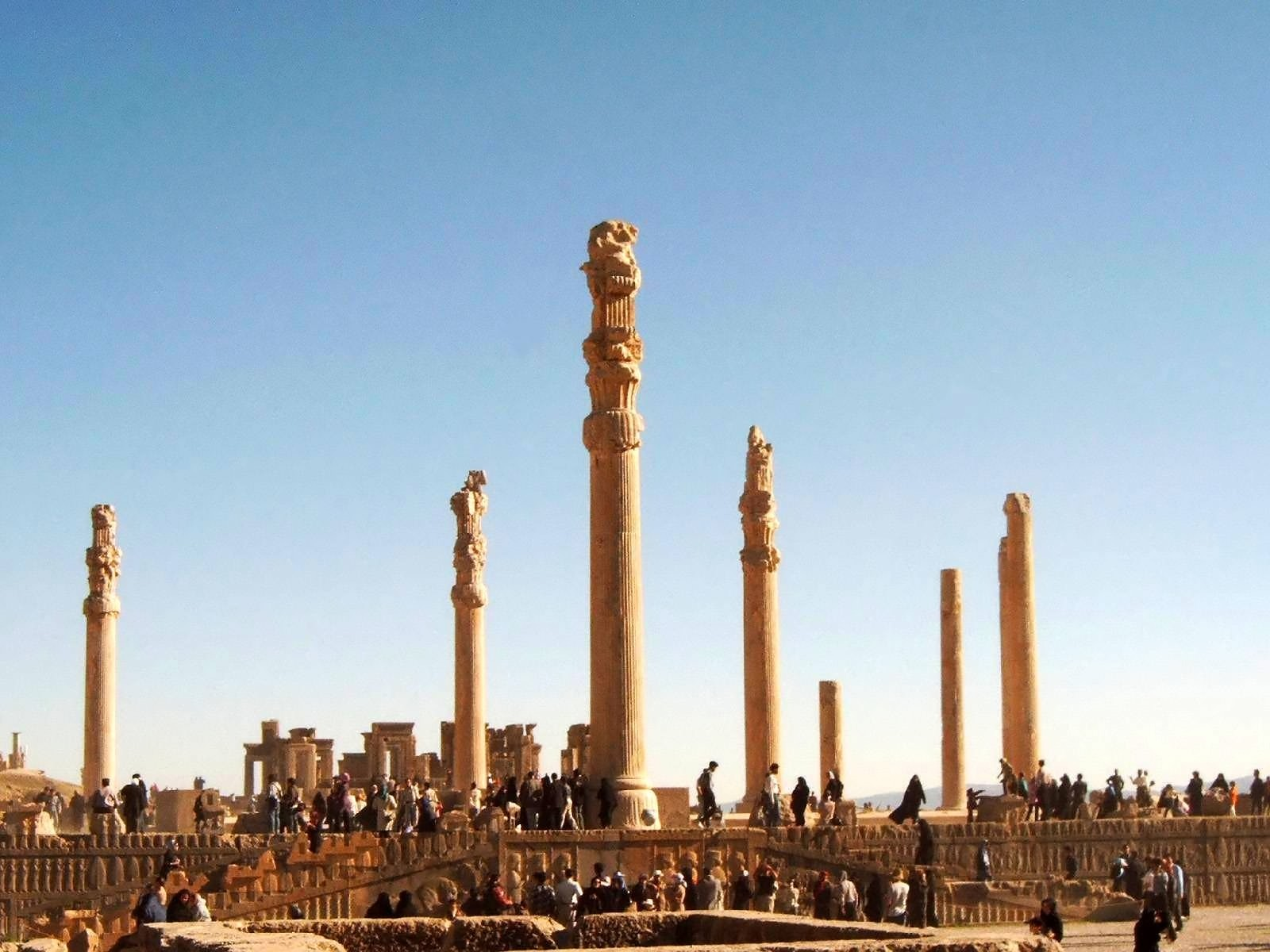
Apadana de Persépolis.

A comienzos del III milenio a. C. aparece en Susa una forma de escritura, posiblemente derivada del sistema sumerio para representar la lengua elamita. El Imperio elamita del sudoeste de Irán compite con los imperios vecinos de Babilonia y Asiria. A partir del 2000 a. C. los medos y los persas, pueblos arios o indoeuropeos, comenzaron a desplazarse desde las llanuras del sur de Rusia y Asia Central hacia Europa y Asia. A finales del siglo VII a. C., grupos de tribus iranias identificadas como medos, establecidos al norte y noroeste de Irán, se libran del yugo asirio, estableciendo su poder sobre la región bajo el liderazgo de Deyoces, primer Sah. Gracias a Ciáxares y Astiages se acaba con el poderío asirio, tomando Nínive en el 612 a. C. y consolidando el primer imperio iranio. De ese mismo periodo son las fuentes que mencionan a Ciro I, rey de Anshan.
El dominio meda, no obstante, fue breve, gracias a la labor emprendida por un noble persa de la familia Aqueménida, Ciro el Grande (555-529 a. C.), rey de Anshan, quien unificó a los persas, sometió a los medos y conquistó Babilonia, Siria, el Levante mediterráneo y Asia Menor. Su labor de conquista fue continuada por su hijo y sucesor, Cambises (530-522), quien se anexionó Egipto y marcó la máxima extensión del Imperio aqueménida, configurando el mayor imperio hasta entonces conocido en el Próximo Oriente.

Mapa del Imperio aqueménida. Puede verse el Camino Real de Susa a Sardes.

El esplendor del Imperio persa viene marcado por la figura de Darío I (522-486). Se dedicó fundamentalmente a organizar el extenso imperio heredado a través de satrapías. Elaboró una red de caminos con los que se pretendía unir las diversas partes del imperio, el más famoso de los cuales es el Camino Real de Susa a Sardes, y también palacios y monumentos en las capitales: Susa y Persépolis. Convirtió en religión oficial el mazdeísmo. Con él comenzó también el declive del Imperio aqueménida, al emprender una lucha contra los griegos que se conocería como las guerras médicas y que continuaron sus sucesores: Jerjes I, Artajerjes I, Darío II, Artajerjes II y Darío III. Las continuas derrotas de los persas culminaron con la invasión en 334 a. C. y fin del propio imperio por Alejandro Magno (336 a. C.). A su muerte, los sucesores se repartieron sus territorios, y pasó a Seleuco I Nicátor (312 a. C.).
Los seléucidas gobernaron durante una época de gran debilidad, tanto externa como interna. El declive del imperio seléucida fue aprovechado por la dinastía arsácida de Partia, que gobernó el antiguo Irán a partir del año 250 a. C. Los partos (Parni) eran un pueblo de origen septentrional, que construyeron un imperio a partir de la región a orillas del mar Caspio. En los cuatro siglos siguientes, los partos defendieron el territorio de la antigua Persia frente a los romanos, al tiempo que funcionó como intermediario entre Roma y China. En 224 surge el Imperio sasánida (224-652) que luchó a lo largo de los siglos contra los romanos, los bizantinos y las tribus que lo acosaban desde Asia Central. Solo la invasión árabe del siglo VII, en plena expansión del Islam, pudo ponerle fin con la derrota del último sah, Yazdgard III.

### Edad Media (652–1501)

Extensión del Imperio jorezmita hacia el 1200.

A mediados del siglo VII, concretamente en el año 636 d. C. (14 de la Hégira), se produjo la conquista de Persia por los musulmanes árabes. Los califas de Damasco y primeros abbasíes fueron tolerantes hacia las antiguas religiones, perdurando en Persia las creencias zoroastrianas, monofisitas y nestorianas. Tendencias contrarias a Damasco (chiismo, jariyismo), encontraron su amparo en la meseta irania, y acabaron interviniendo en la revuelta de 747 contra los omeyas. Los nuevos califas de Bagdad dependieron cada vez más de sus jefes militares, persas primero y turcos después. Amplias zonas de Persia escaparon a su control, constituyéndose en reinos independientes. Las revueltas contra el poder central fueron especialmente intensas en el Jorasán, cuyo primer reino independiente fue establecido por Táhir ibn Husáyn, príncipe de Nishapur, de Jorasán y de Kermán (822). La primera dinastía en Jorasán, después de la introducción del islam, fue la dinastía saffarí (861-1003). Los Samaníes (875-999), también oriundos del Jorasán, gobernaron extensos territorios, desde el mar de Aral al océano Índico y el golfo Pérsico. Los Buyíes (932-1055) son una dinastía fundada por un príncipe persa de sangre real próximo a los chiitas; reinaron en Persia occidental, llegando luego a Bagdad, hasta Fars y Kermán. El gobernador de Jorasán era un turco que se sublevó contra el califa en 961 y fundó en Ghazna (Afganistán) un imperio que se extendió hacia el Jorasán iraní.
Los buyíes de Persia se vieron conquistados por los turcos selyúcidas que hacia el año 1000 invadieron el Jorasán y el Irak. En 1092, a la muerte del sultán, Persia se convirtió en reino independiente gobernado por uno de los hijos del sultán. Un siglo después (1190), los Jorezmitas fundaron un imperio iranio sobre Persia oriental hasta Afganistán. Los jorezmitas, como el resto de Persia, fueron conquistados por los mongoles de Gengis Kan (1220), fundándose el kanato de Persia (o «Iljanato»). Los ejércitos mongoles de Tamerlán asolaron Persia en 1380-1385. Los Timuríes gobernaron entre 1370 y 1506.

### Edad Moderna

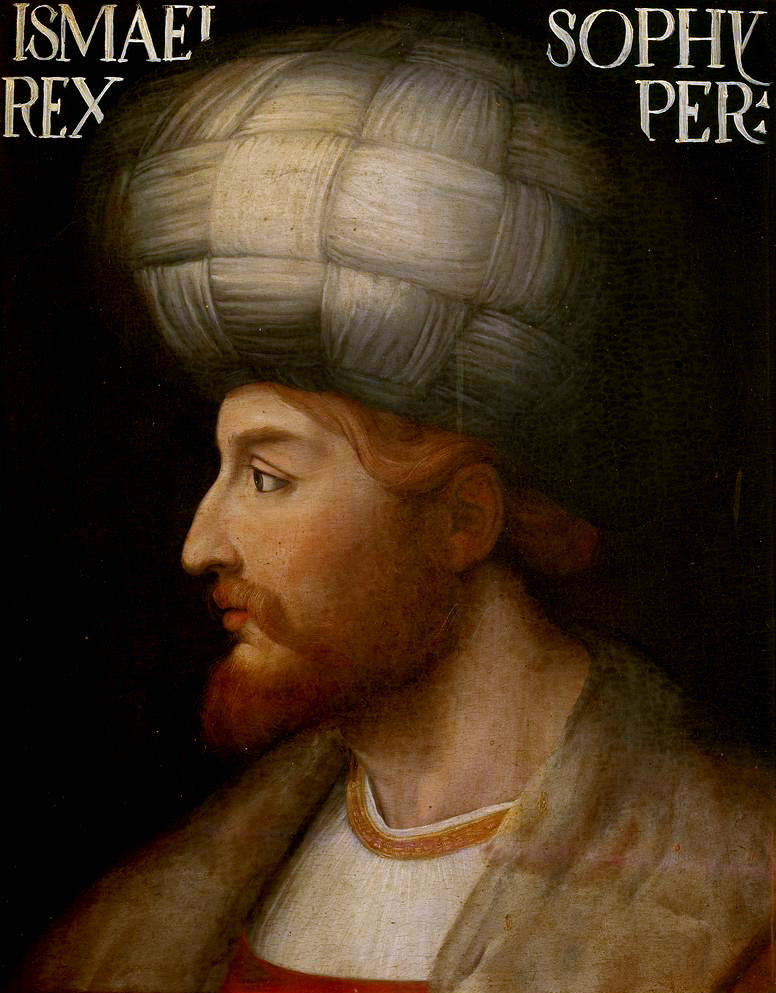
Ismail I, fundador de la dinastía safávida (1501-1736).

El siglo XVI fue el de la independencia con la dinastía safaví o sefévida. Tiene su origen en las órdenes religiosas sufíes (místicos chiitas) de las montañas de Azerbaiyán. Organizaron su estado en torno al santuario de Ardabil, cerca del mar Caspio. Ismail, su jefe, se proclamó sah en el año 1501. El reino sefévida consolidó definitivamente la diferencia entre los persas y el resto de los musulmanes, al consagrar la preeminencia del chiismo dentro de Irán. De esta dinastía, cabe destacar el reinado de Abás el Grande (1587-1629).

### Edad Contemporánea

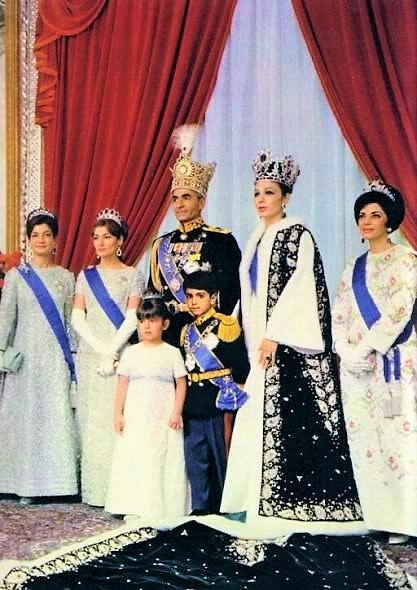
Foto de familia posterior a la coronación, de izquierda a derecha, la princesa Ashraf Pahlaví, la princesa Shahnaz Pahlaví, su majestad imperial el sah Mohammad Reza Pahleví, la emperatriz Farah y la princesa Shams Pahlaví. En el medio, la princesa Farahnaz Pahlaví y el príncipe heredero Reza Ciro Pahlaví.

En 1794 los Zand fueron apartados del poder por Agha-Mohamed-Khan, quien inauguró el periodo kadjar o kayar de Persia. Los kayares gobernaron en Persia desde 1786 hasta 1925. A lo largo del siglo XIX, Persia se vio sometida a las influencias de Rusia y el Imperio británico, que luchaban entre sí por ser la potencia hegemónica al tiempo que modernizaban el país. En 1907 se llegó a un acuerdo anglo-ruso para diferenciar entre zonas de influencia de uno y otro.
En el año 1925 subió al poder Reza Pahlaví, jefe militar de ideología nacionalista. En 1941 Reza Pahlaví abdicó en su hijo Mohammad Reza Pahlaví. Tras la Segunda Guerra Mundial aumentó el rol del parlamento, eligiéndose democráticamente el gobierno y primer ministro, encaminandose hacia una monarquía constitucional. En 1953, el primer ministro Mohammad Mosaddeq, fue expulsado del poder al intentar nacionalizar los recursos petrolíferos, en un golpe de Estado orquestado por británicos y estadounidenses a través de su embajada y denominado Operación Ajax. El sah, con el apoyo de los Estados Unidos y el Reino Unido, estableció un régimen autoritario y eliminó toda oposición con la ayuda de la agencia de Inteligencia SAVAK.

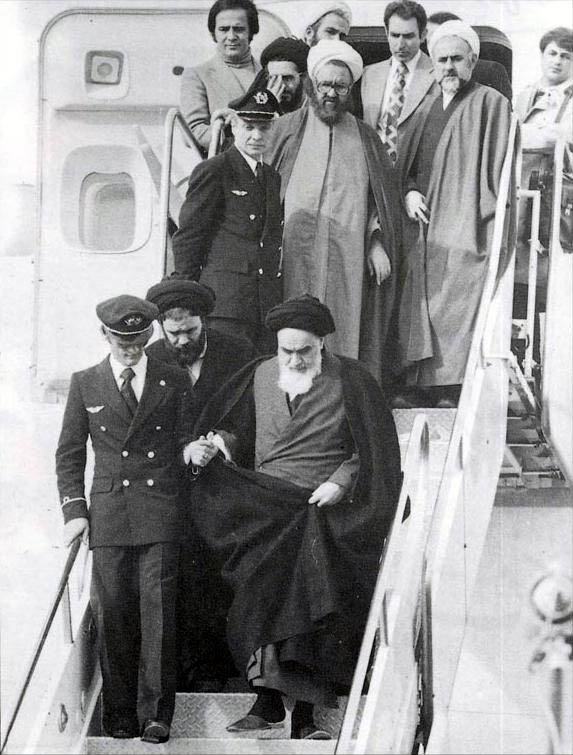
Llegada del ayatolá Ruhollah Jomeini procedente de Francia el 1 de febrero de 1979.

El descontento popular estalló en enero de 1978 con manifestaciones en contra del sah. El sah huyó de Irán en enero de 1979, al tiempo que Ruhollah Jomeini volvía del exilio. Irán se convirtió en República islámica el 1 de abril de ese mismo año. Las relaciones con los Estados Unidos se volvieron antagónicas cuando estudiantes de Irán entraron y capturaron al personal de la embajada de este país y los catalogaron como espías y ligados con la CIA para derrocar al ayatolá como hicieron con Mosaddeq en 1953. El 23 de septiembre de 1980 estalló la guerra entre Irán e Irak, después de que este último país denunciara el tratado fronterizo de 1975; acabó en 1988. Ese mismo año, en 1988, el régimen islámico ejecutó en secreto a miles de prisioneros políticos, entre miembros del PMOI y militantes izquierdistas del Fedaian y el Tudeh (Partido Comunista); Amnistía Internacional documentó la ejecución de 4482 prisioneros, mientras que la oposición lo cifra en hasta 30 000 personas. Al año siguiente murió Jomeini, sucediéndole Alí Jamenei como jefe de Estado.
En 2002, el presidente estadounidense George W. Bush incluyó a Irán en el llamado eje del mal, aludiendo que, según él, es un estado que apoya el terrorismo. La sospecha que el programa nuclear iraní pueda tener fines militares ha llevado a un enfrentamiento entre Irán y los países occidentales.
Las elecciones presidenciales de 2009, oficialmente ganadas por el presidente saliente Mahmoud Ahmadinejad, fueron contestadas por las oposiciones que llegaron a imponentes manifestaciones por parte de los simpatizantes de su rival electoral, Mir-Hossein Mousavi, probablemente las mayores después de la revolución de 1979. A partir del conflicto, en junio de 2009 se informó de que empresas alemanas en Irán huyeron tras los disturbios.
A lo largo de 2011 tuvieron lugar una serie de acontecimientos que tensaron aún más las relaciones entre Irán y los Estados Unidos (por un lado), e Israel y la Unión Europea (por otro). La República Islámica acusó al Mossad y a EE. UU. de estar detrás de una serie de ataques —algunos mortales— contra físicos que trabajaban en su programa nuclear. Por su parte, a principios de diciembre del mismo año, EE. UU. acusó a Irán de haber intentado asesinar en Washington al embajador de Arabia Saudí, algo que Irán negó categóricamente y que algunos analistas políticos internacionales calificaron como una «burda» operación estadounidense. A este conflicto siguió la caída de un vehículo aéreo no tripulado estadounidense en territorio iraní, que EE. UU. indicó fue a causa de un fallo técnico, mientras que Irán aseguraba que había sido abatido por sus tropas y acusaba a la Casa Blanca de espionaje. La negativa por parte iraní a devolver los restos del mismo dieron otra vuelta de tuerca a las malas relaciones entre ambos países. Desde Israel, además, el primer ministro Benjamín Netanyahu estuvo ejerciendo presión sobre EE. UU., la UE y su propio ejército para atacar las instalaciones nucleares iraníes.
El 12 de noviembre de 2017, ocurrió un fuerte terremoto con una magnitud 7.3, en la frontera entre Irán e Irak, en la provincia de Kermanshah, donde se contabilizaron más de 400 muertos.

## Gobierno y política
Desde la Revolución Islámica de 1979 y tras siete décadas de monarquía constitucional, el Estado iraní adopta la forma de república islámica, de acuerdo con la Constitución de 1979. El sistema abarca varios órganos directivos conectados intrincadamente. El Líder Supremo de Irán es responsable de la delineación y de la supervisión de las políticas generales del Estado. Es, a su vez, comandante en jefe de las fuerzas armadas y controla las operaciones de inteligencia y la seguridad del Estado. Tiene la potestad de declarar la guerra, así como de designar y despedir al jefe del poder judicial, del órgano de radiotelevisión estatal, y al máximo comandante del Ejército de Guardianes de la Revolución Islámica. Designa a seis de los doce miembros del Consejo de Guardianes. El cargo de líder puede ser desempeñado por un alfaquí —desde 1989, Seyyed Alí Jameneí— o por un directorio de los mismos, designados por la Asamblea de Expertos en Liderazgo, elegida por sufragio universal y habilitada para destituir al líder o líderes.
Después del líder, el presidente de la República es el funcionario de mayor rango del país. Es el responsable de que la Constitución sea obedecida. Es, además, el jefe del Gobierno de Irán. Ha de notarse que, a diferencia de lo sucedido en otros países, no es el jefe de las Fuerzas Armadas.

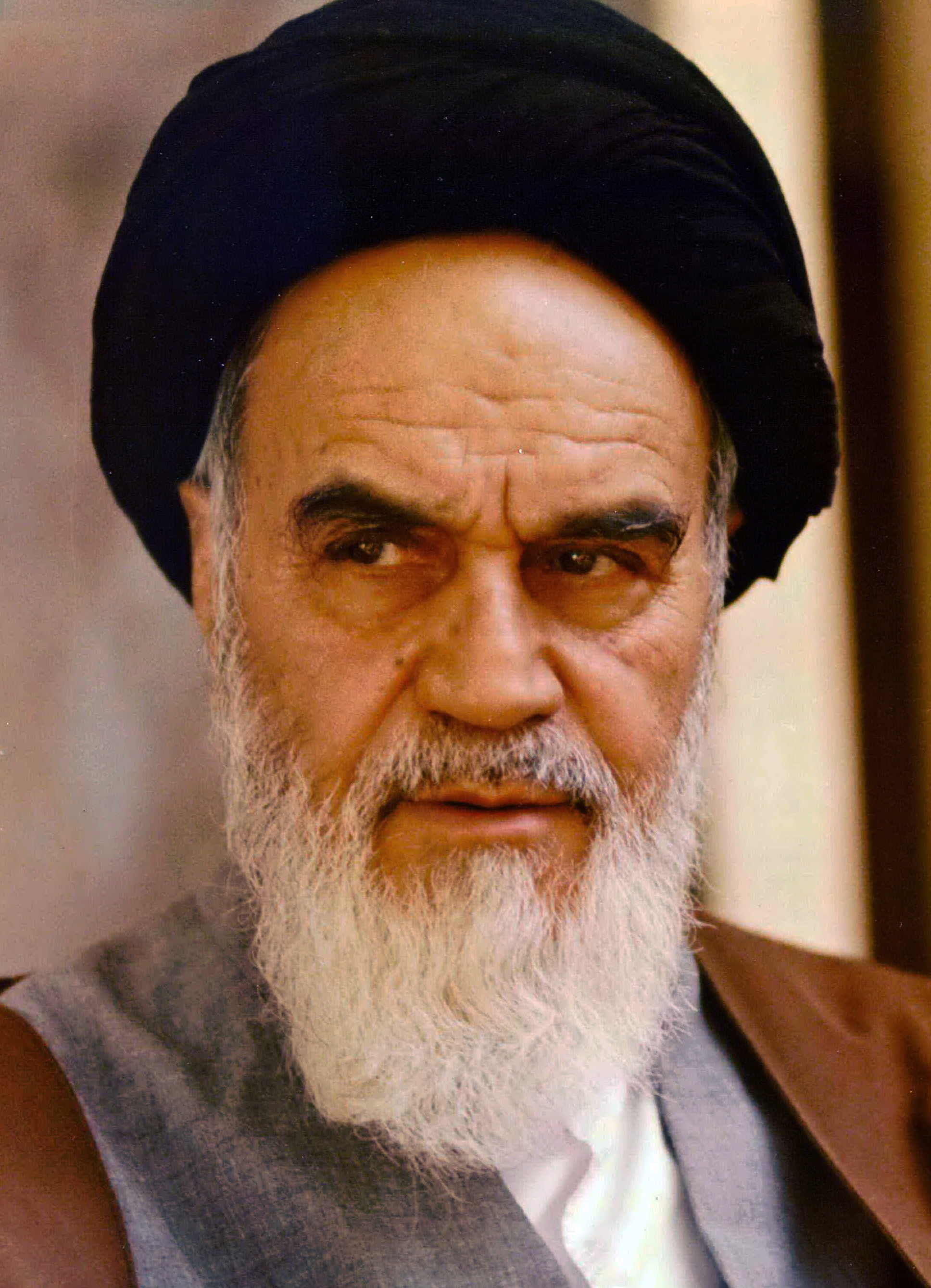
Ayatolá Ruhollah Jomeiní, líder supremo de Irán.

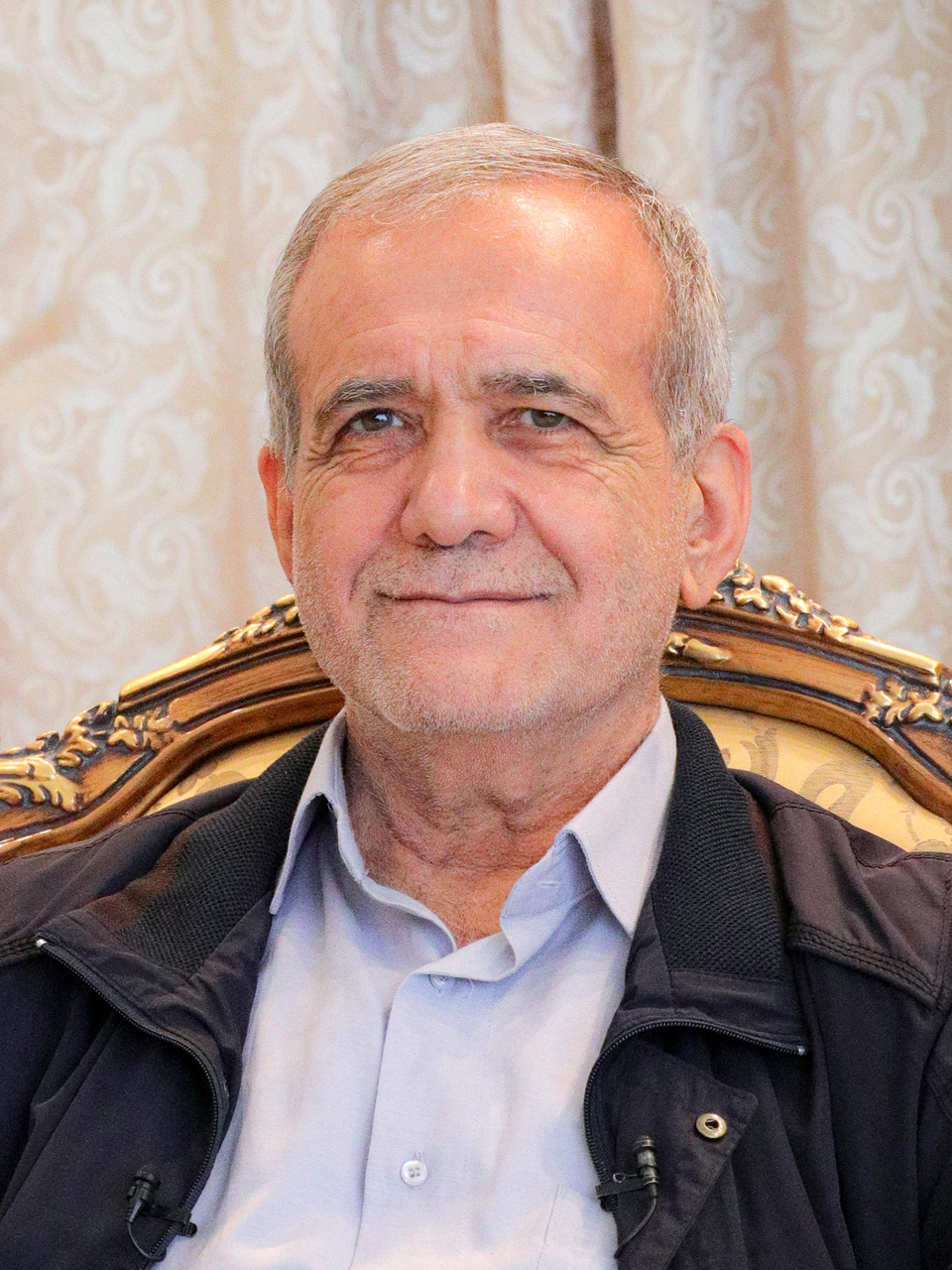
Masoud Pezeshkian, presidente de Irán.

Según la ley, todos los candidatos presidenciales deben ser aprobados por el Consejo de Guardianes antes de que formalicen su candidatura. Una vez confirmados como candidatos, el presidente es elegido por mayoría absoluta en sufragio universal para un mandato de cuatro años. Después de su elección, el presidente designa y supervisa el Consejo de Ministros, coordina las decisiones gubernamentales, y selecciona las medidas gubernamentales que expone al Parlamento. Ocho vicepresidentes sirven debajo del presidente, así como un gabinete de 21 ministros, el cual, debe ser aceptado por el Parlamento.
El Parlamento iraní es unicameral. La Asamblea Consultiva Islámica está conformada por 290 miembros, elegidos para un periodo de cuatro años. Son elegidos por voto directo y secreto, en candidaturas individuales. Establece la legislación, ratifica tratados internacionales, y aprueba el presupuesto del país. Toda la legislación de la asamblea debe ser ratificada por el Consejo de Guardianes, que actúa en este sentido como una cámara alta. Una prerrogativa constitucional establece cinco escaños para representantes elegidos entre integrantes de las minorías religiosas no islámicas reconocidas: cristianos, judíos y zoroastrianos, lo que les da una representatividad política cercana al 1,5 % que representan. Los suníes votan junto al resto de la población. Las candidaturas al parlamento requieren la aprobación del Consejo de Guardianes.

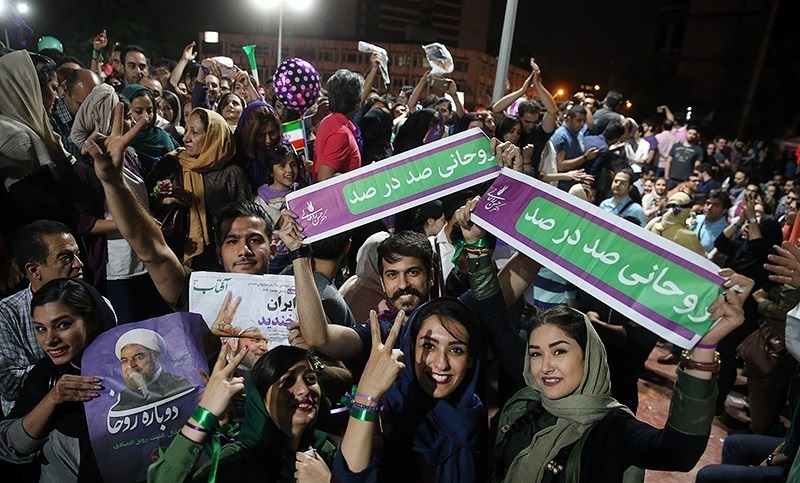
Elecciones presidenciales de Irán de 2017

La Asamblea de los Expertos, que tiene sesiones semanales, se compone de 86 clérigos «virtuosos y doctos» elegidos por sufragio universal para un periodo de ocho años. Igualmente que en las elecciones presidenciales y parlamentarias, el Consejo de Guardianes determina elegibilidad para candidatura en esta asamblea. Los miembros de la Asamblea de Expertos asimismo eligen al Líder Supremo dentro de sus propios miembros y lo reconfirman periódicamente. Nunca se ha sabido que la asamblea desafíe una decisión del Líder. Doce miembros forman el Consejo de Guardianes, seis de los cuales son clérigos designados por el Líder. El jefe de la judicatura recomienda los seis restantes, que han de ser alfaquíes —juristas especializados en derecho islámico—, y son nombrados oficialmente por el Parlamento. El Consejo de Guardianes está investido con la potestad de interpretar la constitución y determinar si las leyes aprobadas por el Parlamento están en línea con la constitución y con la Sharia (ley islámica). Por lo tanto el Consejo puede ejercer veto sobre el Parlamento. Si una ley aprobada por el Parlamento se juzga incompatible con la Constitución o con la Sharía, se remite de nuevo al Parlamento para su revisión. El Consejo también examina a los candidatos presidenciales, parlamentarios y de la Asamblea de Expertos, para confirmar que son aptos para postular una candidatura.
Creado por el ayatolá Jomeini en 1988, el Consejo de Discernimiento del Interés del Estado tiene la autoridad para mediar conflictos entre el parlamento y el Consejo de Guardianes. El Consejo de Discernimiento opera también, según la ley fundamental, como organismo consultivo del líder supremo, haciéndole uno de los cuerpos de gobierno de más alcance del país, por lo menos en nombre.
El sistema político iraní tiene rasgos de una democracia presidencialista y teocrática gobernada por un «líder supremo» autocrático. Se ha descrito al régimen iraní como autoritario debido a la significativa falta de libertades, su naturaleza teocrática y a los abusos contra los derechos humanos.

### Poder judicial
El jefe de la judicatura es designado por el líder, que a su vez designa al presidente del Tribunal Supremo y al procurador público principal.
Los tribunales públicos ven los casos civiles y penales. Hay también un Tribunal de la Revolución que juzga ciertas categorías de delitos, como crímenes contra la seguridad nacional, contrabando de narcóticos y actos contra la República Islámica. Las sentencias emitidas en estos tribunales son definitivas e inapelables.
Las sentencias del Tribunal Especial del Clero, que funciona con independencia del marco judicial regular y que responde solamente ante el líder, son también definitivas e inapelables. Este Tribunal Administrativo Especial atiende las denuncias de delitos imputados a clérigos, aunque también ha visto casos que implicaban a laicos[cita requerida].

### Fuerzas armadas

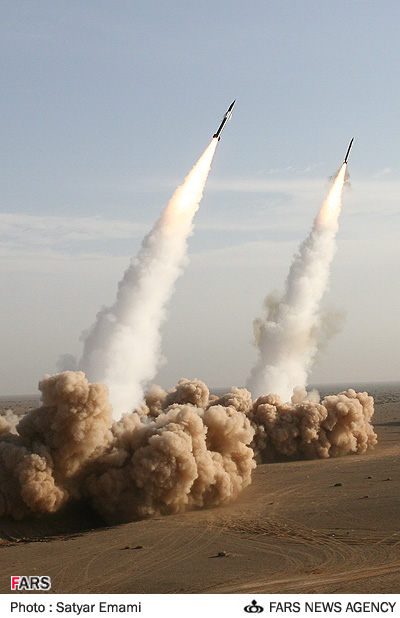
Pruebas con los cohetes Zelzal-3 durante los ejercicios militares Gran Profeta II

Las Fuerzas Armadas de Irán, compuesto por:
- Ejército de la República Islámica de Irán (Artesh), dividido en tres armas:
  - Fuerzas de Tierra del Ejército de la República Islámica de Irán;
  - Fuerza Aérea de la República Islámica de Irán;
  - Armada de la República Islámica de Irán;
  - Centro de Instrucción Militar General del Ejército de la República Islámica de Irán;
  - Sistema de Defensa Aérea Jatam ol-Anbiá, y:

- Ejército de Guardianes de la Revolución Islámica (Sepah, Pasdaran), cargo de comandante actualmente en vacante y compuesto por:
  - Fuerzas de Tierra del Ejército de Guardianes de la Revolución Islámica;
  - Fuerzas Aéreas del Ejército de Guardianes de la Revolución Islámica;
  - Fuerzas Navales del Ejército de Guardianes de la Revolución Islámica;
  - Fuerza Qods del Ejército de Guardianes de la Revolución Islámica (fuerza de operaciones exteriores); y
  - Organización de Movilización de los Pobres (Basich).

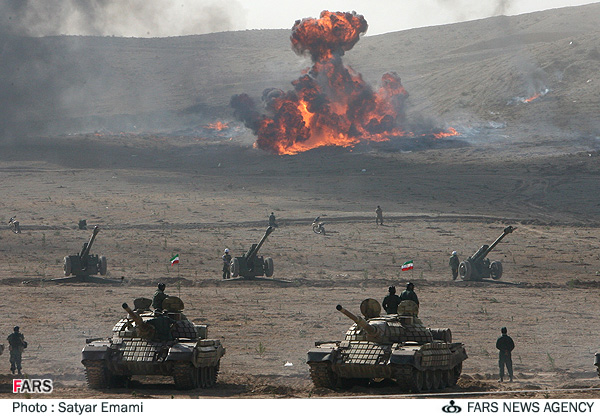
Tanques de Irán durante un ejercicio militar

El ejército iraní no está en condiciones de proyectarse en un teatro de operaciones externo y su aparato militar está organizado esencialmente desde una perspectiva defensiva. En 2016, el presupuesto militar iraní (incluido el de los Pasdaran) asciende a 15.900 millones. Una cantidad cercana a la de algunos de sus vecinos, como Turquía o Pakistán, pero muy alejada de Arabia Saudí (más de 60.000 millones), su principal adversario regional.
Aunque Irán es frecuentemente retratado como una amenaza por los políticos y diplomáticos estadounidenses, Barack Obama reconoce en 2015 que el presupuesto militar de Irán es solo una octava parte del de los aliados regionales de Estados Unidos y una cuadragésima parte de aquel del Pentágono.

### Derechos humanos
En materia de derechos humanos, respecto a la pertenencia a los siete organismos de la Carta Internacional de Derechos Humanos, que incluyen al Comité de Derechos Humanos (HRC), Irán ha firmado o ratificado:
| Irán | Tratados internacionales | Tratados internacionales  | Tratados internacionales | Tratados internacionales  | Tratados internacionales  | Tratados internacionales | Tratados internacionales  | Tratados internacionales  | Tratados internacionales  | Tratados internacionales  | Tratados internacionales  | Tratados internacionales | Tratados internacionales    | Tratados internacionales | Tratados internacionales | Tratados internacionales  | Tratados internacionales | Tratados internacionales  |
| --- | ------------------------ | ------------------------- | ------------------------ | ------------------------- | ------------------------- | ------------------------ | ------------------------- | ------------------------- | ------------------------- | ------------------------- | ------------------------- | ------------------------ | --------------------------- | ------------------------ | ------------------------ | ------------------------- | ------------------------ | ------------------------- |
| Irán | CESCR                    | CESCR                     | CCPR                     | CCPR                      | CCPR                      | CERD                     | CED                       | CEDAW                     | CEDAW                     | CAT                       | CAT                       | CRC                      | CRC                         | CRC                      | CRC                      | MWC                       | CRPD                     | CRPD                      |
| Irán | CESCR                    | CESCR-OP                  | CCPR                     | CCPR-OP1                  | CCPR-OP2-DP               | CERD                     | CED                       | CEDAW                     | CEDAW-OP                  | CAT                       | CAT-OP                    | CRC                      | CRC-OP-AC                   | CRC-OP-SC                | CRC-OP-CP                | MWC                       | CRPD                     | CRPD-OP                   |
| Pertenencia | Firmado y ratificado.    | Ni firmado ni ratificado. | Firmado y ratificado.    | Ni firmado ni ratificado. | Ni firmado ni ratificado. | Firmado y ratificado.    | Ni firmado ni ratificado. | Ni firmado ni ratificado. | Ni firmado ni ratificado. | Ni firmado ni ratificado. | Ni firmado ni ratificado. | Firmado y ratificado.    | Firmado pero no ratificado. | Firmado y ratificado.    | Sin información.         | Ni firmado ni ratificado. | Firmado y ratificado.    | Ni firmado ni ratificado. |
| Firmado y ratificado, firmado, pero no ratificado, ni firmado ni ratificado, sin información, ha accedido a firmar y ratificar el órgano en cuestión, pero también reconoce la competencia de recibir y procesar comunicaciones individuales por parte de los órganos competentes. |                          |                           |                          |                           |                           |                          |                           |                           |                           |                           |                           |                          |                             |                          |                          |                           |                          |                           |

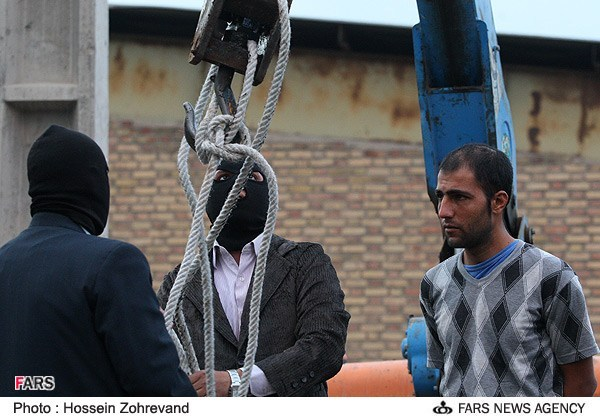
Ejecución pública en Irán de un hombre acusado de violación y asesinato de una menor de 9 años y su abuela

Las violaciones de los derechos humanos en Irán se centran en la ausencia de libertad de expresión, de libertad de culto, del derecho a la información y la pena capital.
Las fuerzas de seguridad cometen abusos a los derechos humanos y el poder judicial no siempre los imputa. Las manifestaciones o protestas callejeras sin autorización son reprimidas aunque sean pacíficas. Existe el derecho de reunión pero no la libertad intelectual. Se encarcela a opositores políticos, a periodistas, a activistas sociales y defensores de los derechos humanos, a políticos y abogados. Todos ellos bajo el cargo específico de violación de alguna ley.
La pena capital es aplicada también a delincuentes comunes como traficantes de drogas. El gobierno bloquea los sitios web e interfiere las comunicaciones con el exterior en caso de crisis social o estallido social.
Existe un estricto código de vestimenta, y se encarcela a las mujeres y hombres que no lo cumplen. La ley contempla la lapidación por atentar contra ella en el adulterio. Las minorías sexuales son perseguidas. En el índice global de brecha de género realizado en 2015 por el Foro Económico Mundial, Irán ocupa el puesto 137 de 140 países.

## Organización territorial
Irán se divide en treinta provincias (ostān), cada una gobernada por un gobernador designado (استاندار, ostāndār) por el ministro del Interior. Las provincias se dividen en los condados (shahrestān), y se subdividen en distritos (bakhsh) y distritos secundarios (dehestān).

## Geografía

Mapa topográfico de Irán.

Se trata de un país dominado por la meseta iraní, rodeada por diversas cadenas montañosas, como los montes Zagros (en el suroeste) y los Elburz (en el norte), encontrándose en esta última el Damavand a 5610 m, punto más alto del país. Las principales llanuras son las que están a lo largo de la costa del mar Caspio (depresión aralo-cáspica) y la depresión mesopotámica en el golfo Pérsico junto a la frontera con Irak en Arvandrud (Chat-el-Arab). Irán pertenece al continente de Asia.
Tiene clima continental desértico o seco. Todo Irán es árido o semiárido, excepto en la costa del mar Caspio donde domina un clima templado. Los principales ríos de Irán son el Sefid-Rud, el Karun y el Hilmand. Las principales ciudades son Teherán (la capital), Tabriz, Mashhad, Esfahán, Shiraz, Abadán, Ahwaz y Kermanshah.

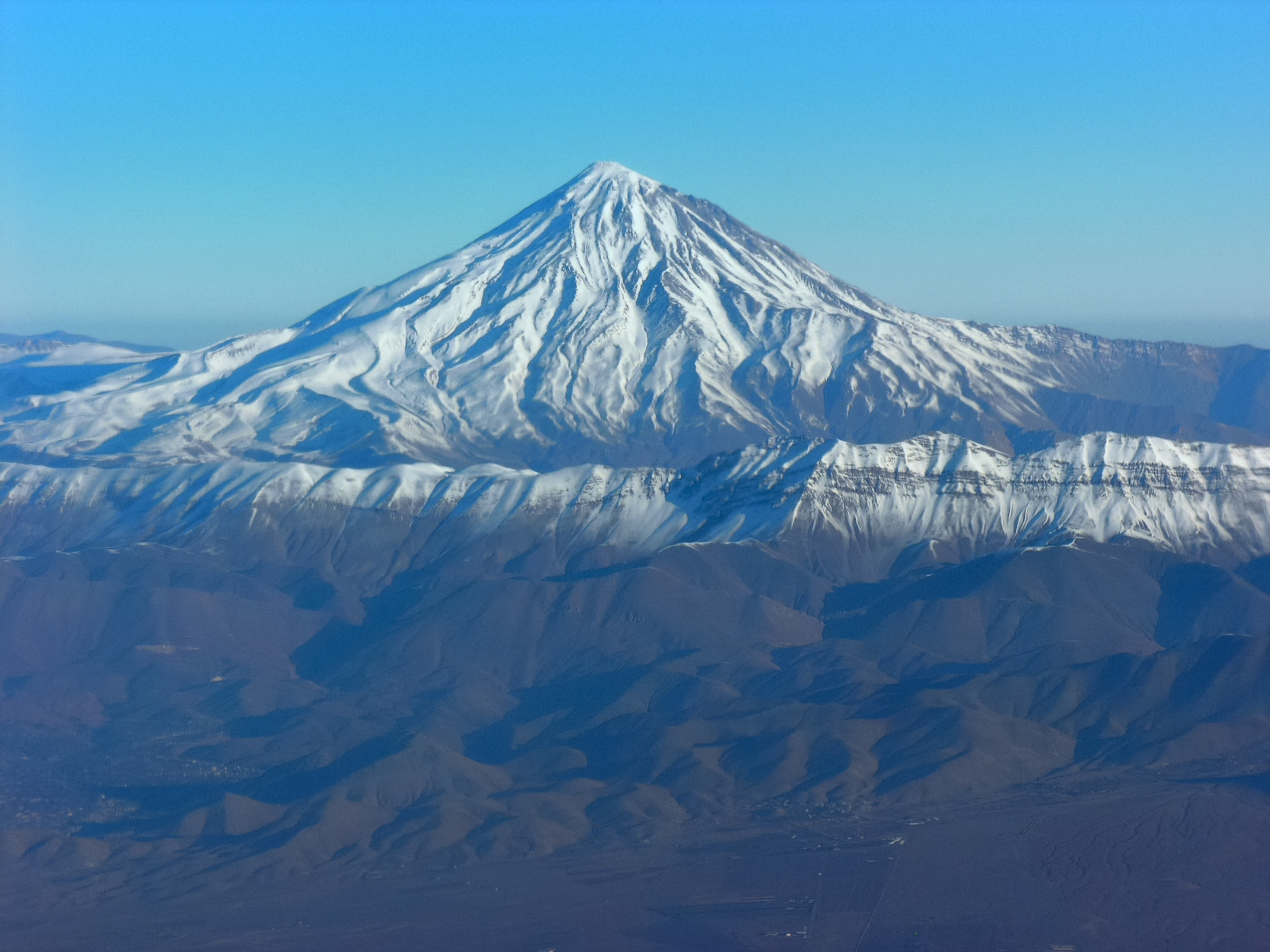
Monte Damavand
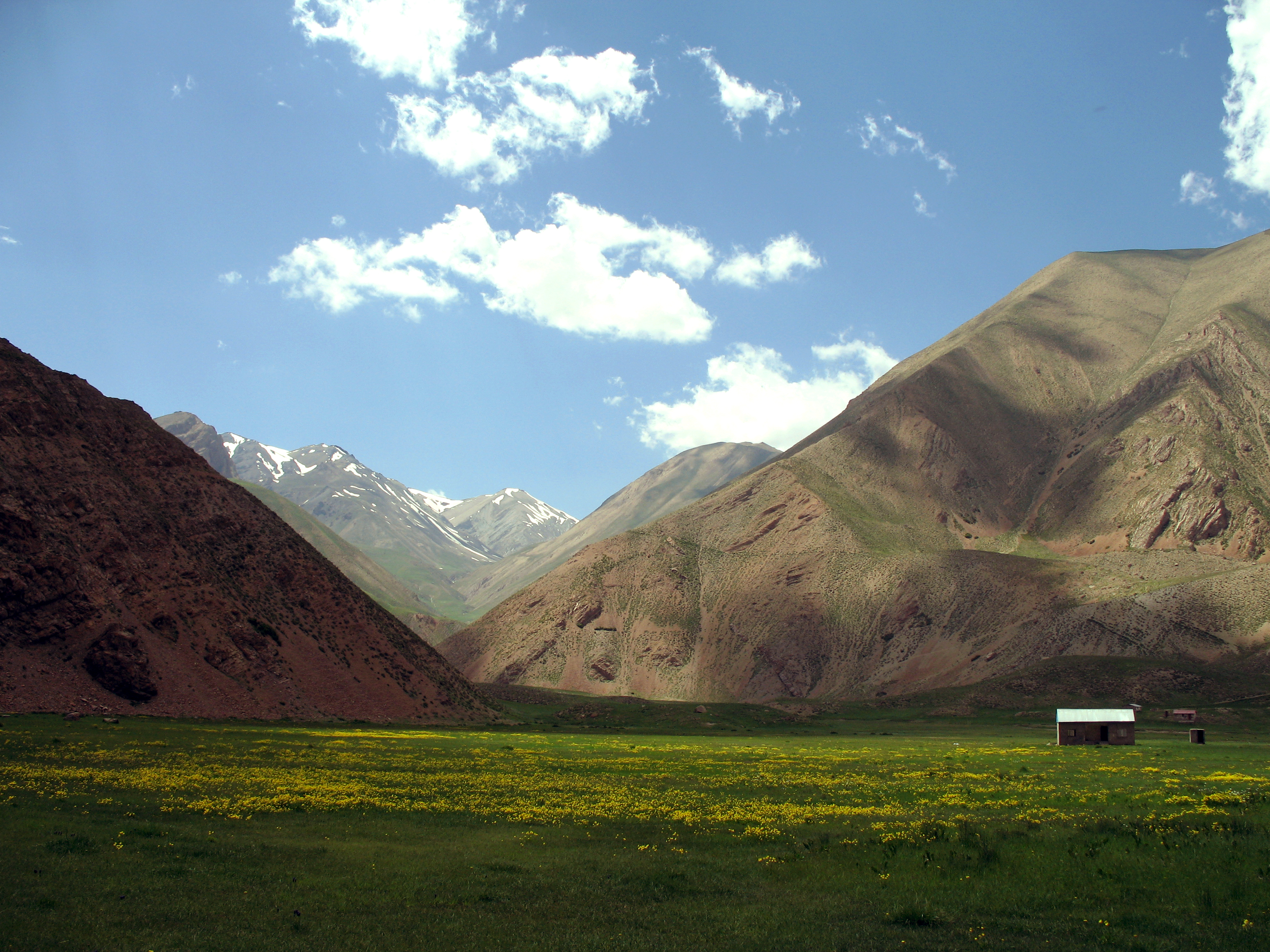
Región de Namarestagh
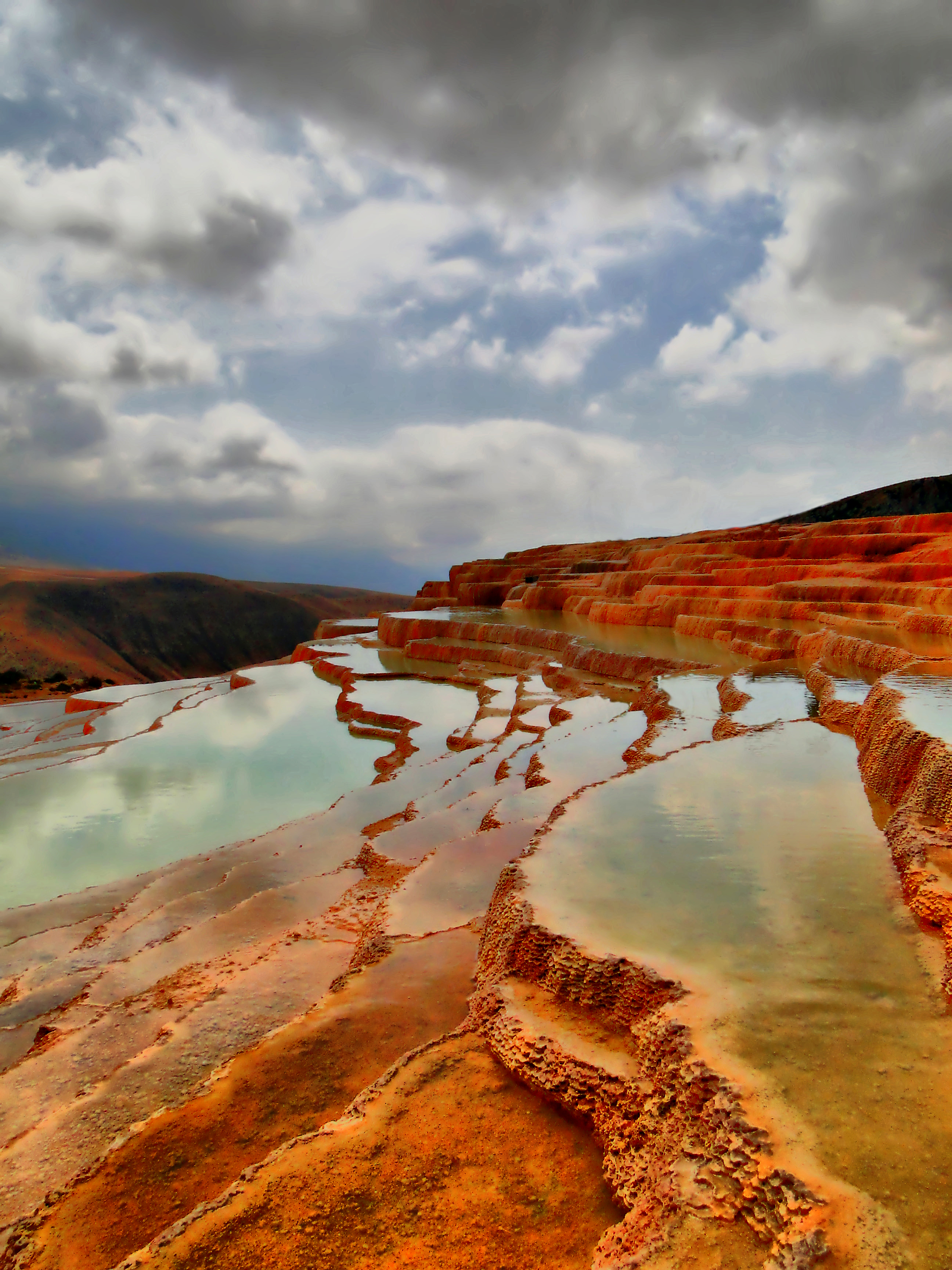
Badab-e Surt
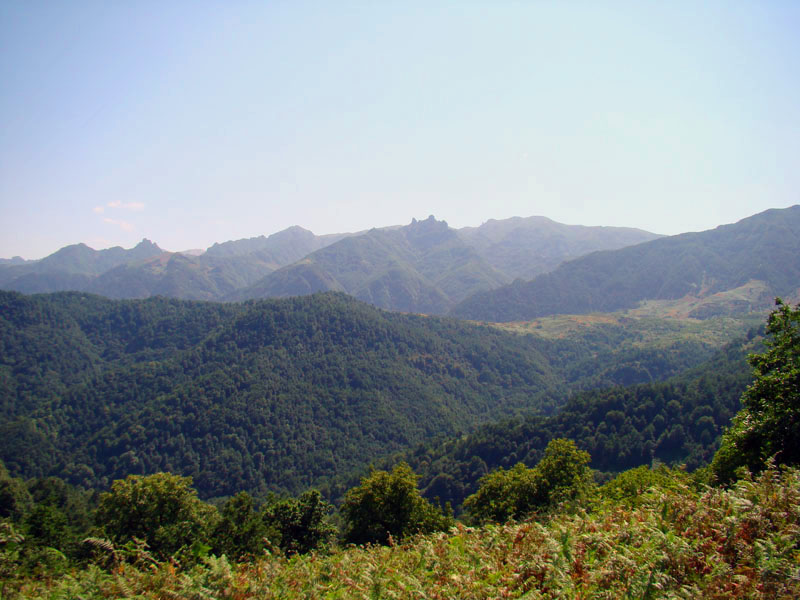
Selva de Laton en Guilán
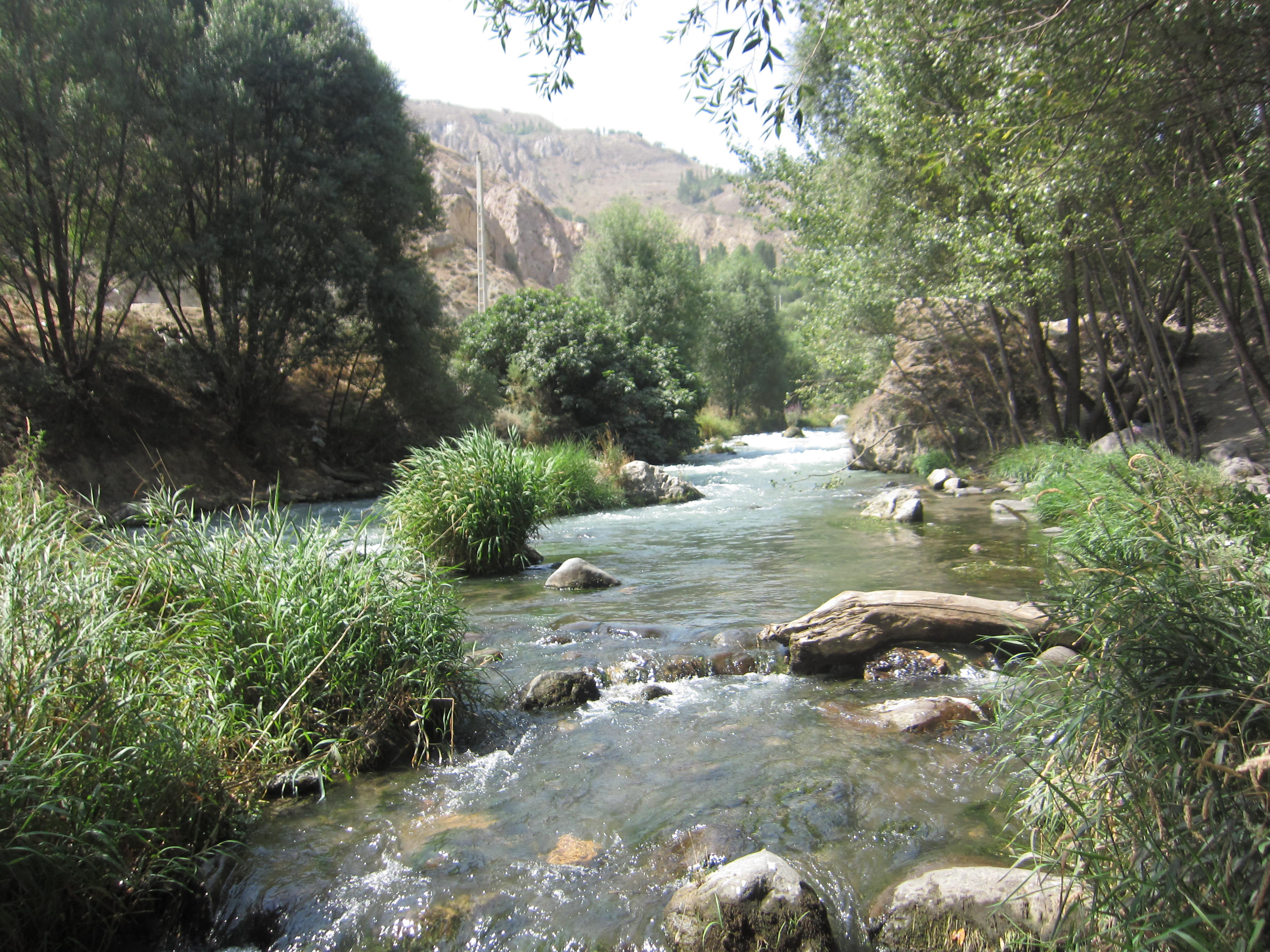
Río Haraz a su paso por Amol
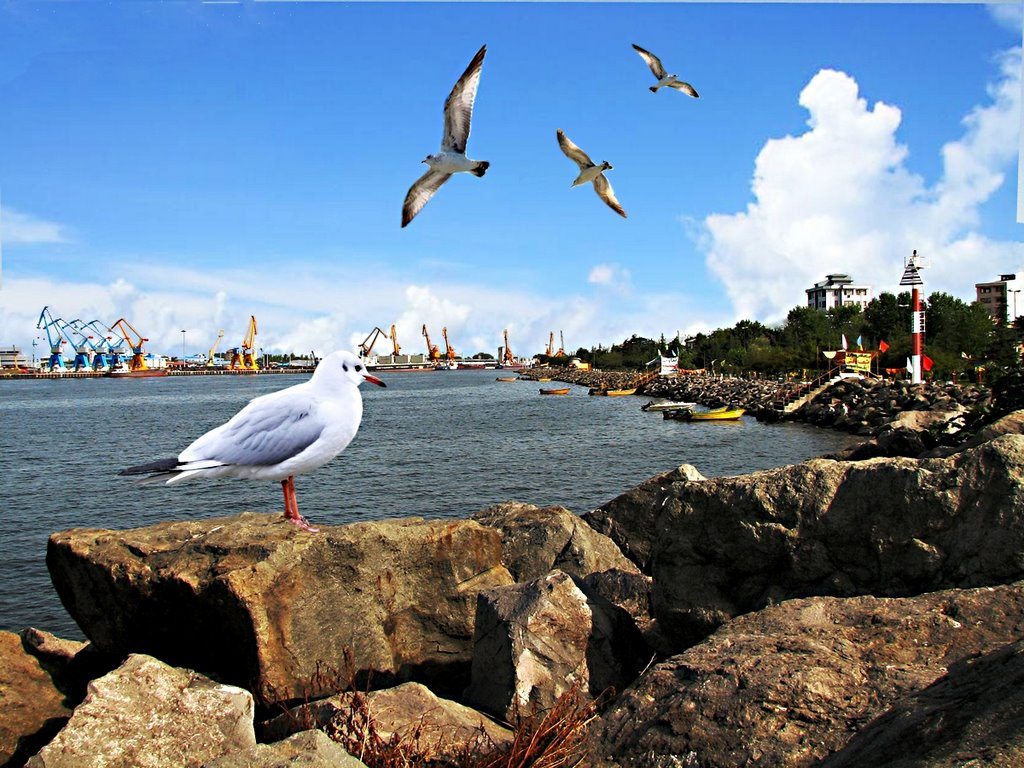
Bandar-e Anzali
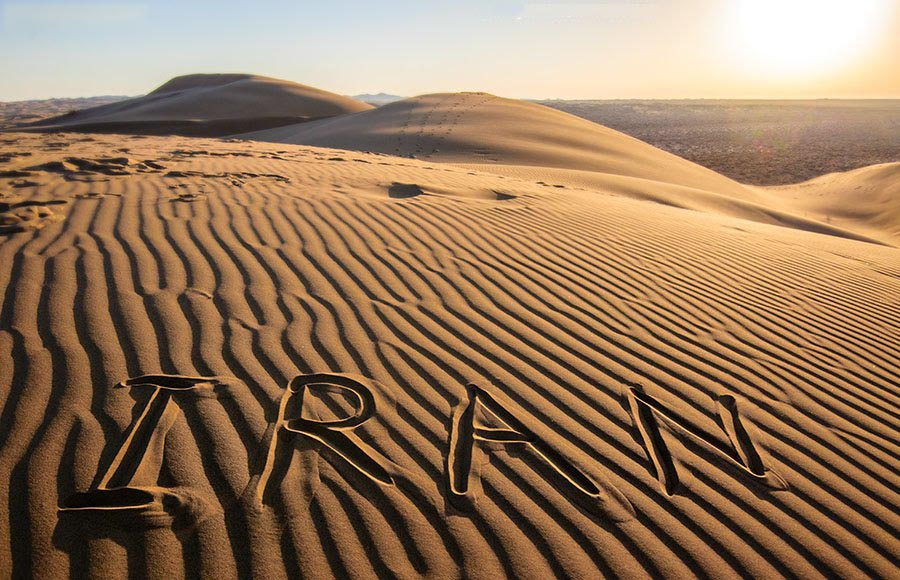
Desierto de Maranjab
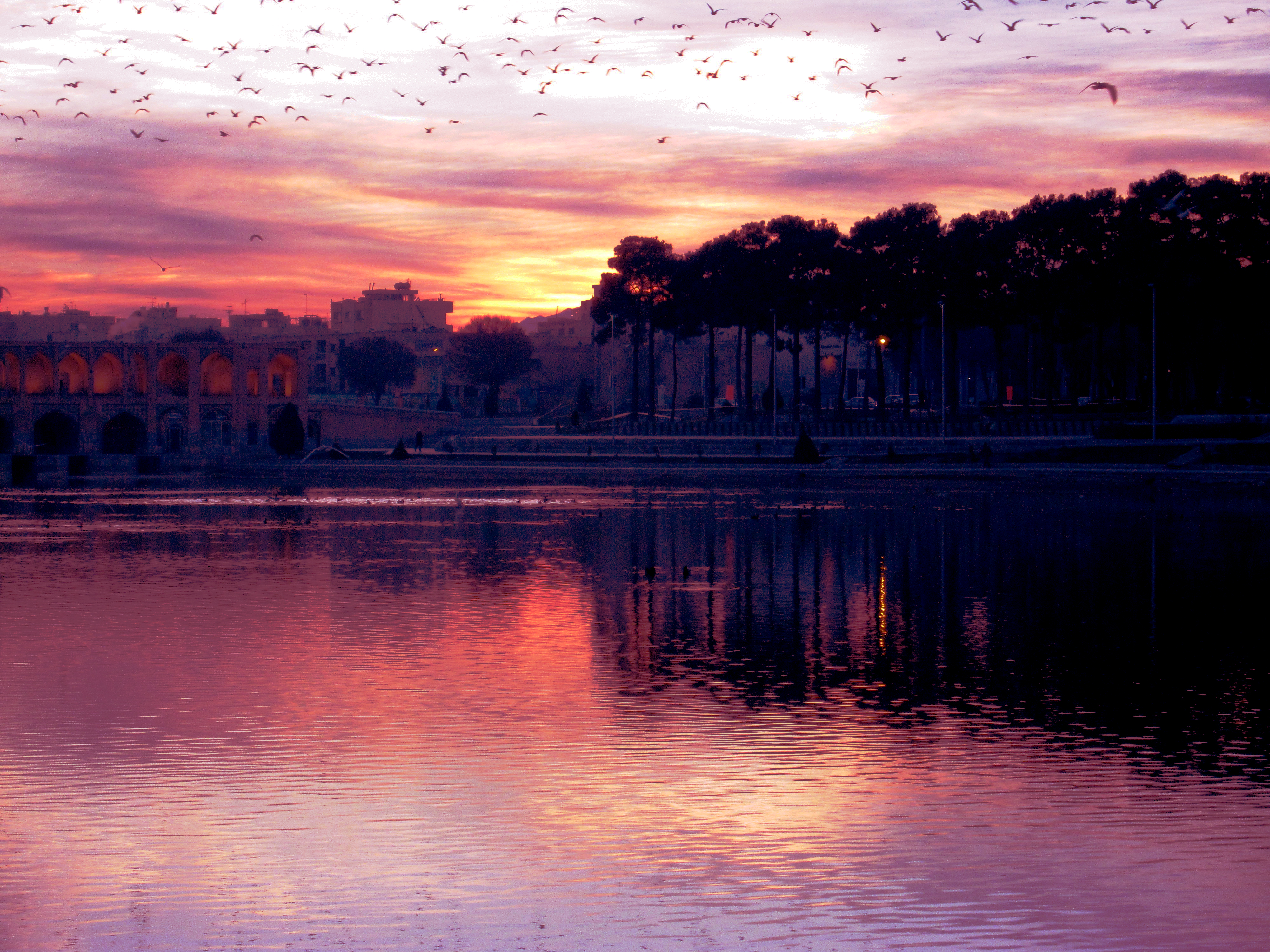
Río Zayandeh en Isfahán
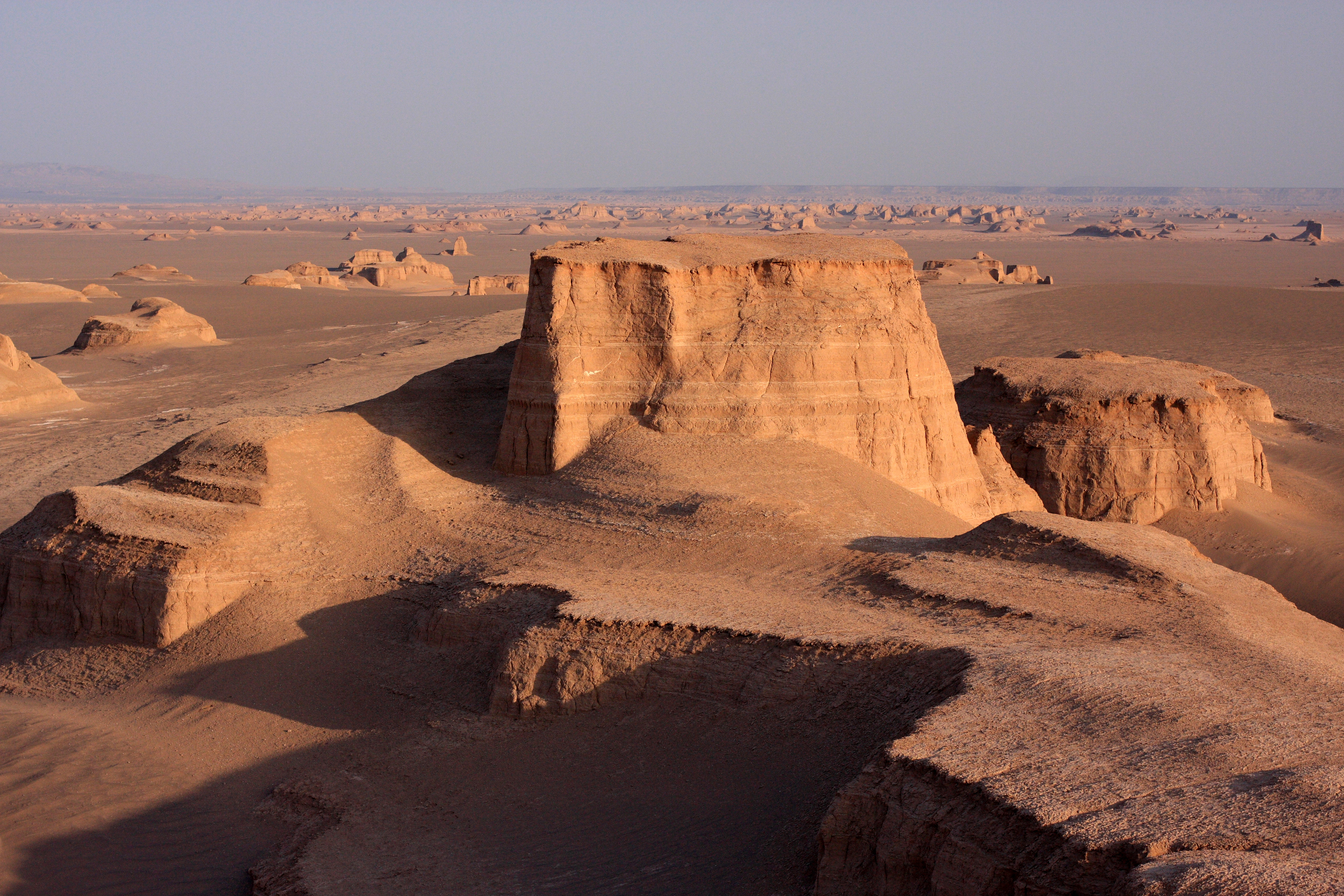
Desierto de Lut
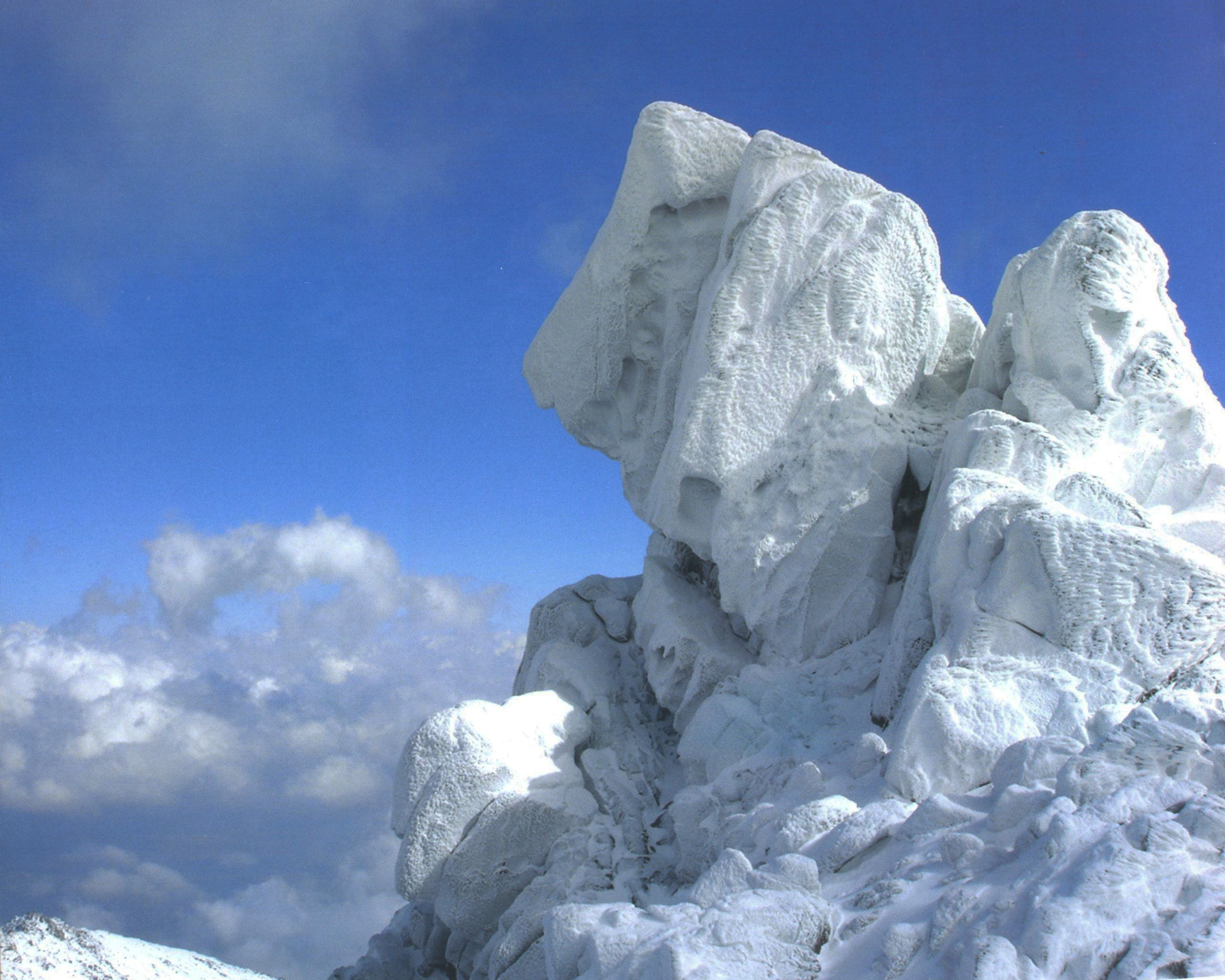
Cima de la cordillera de Alvand
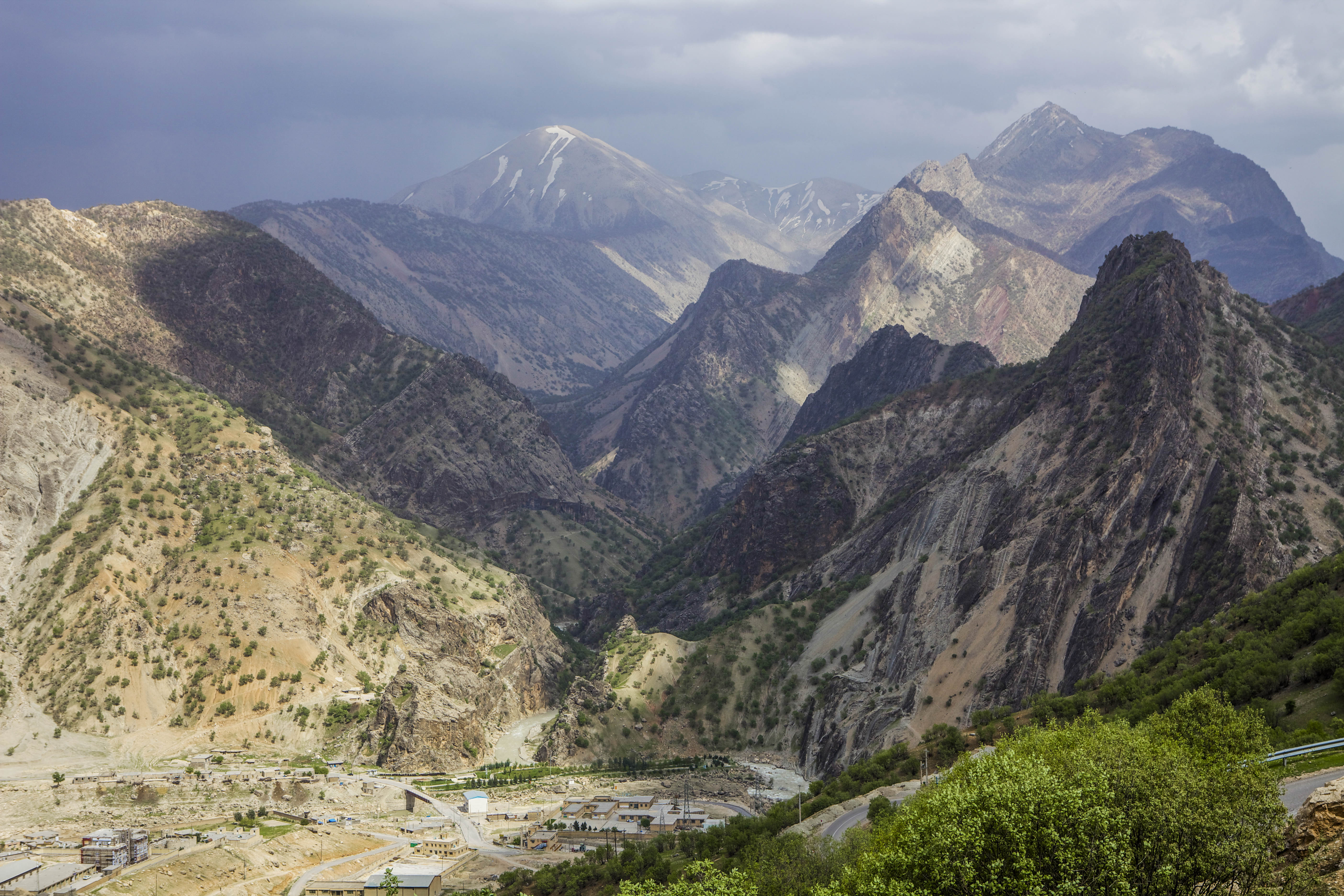
Sepiddasht en Lorestán

### Clima
El clima de Irán se ve influido en invierno por la interacción de corrientes de aire frío procedentes de Asia Central y Siberia, por un lado, y masas de aire cálido y húmedo del Mediterráneo, por otro. En verano, sopla un constante viento alisio del noreste procedente de Asia Central, cálido y seco. Debido a estas condiciones meteorológicas y a la geografía del país, el clima varía mucho de una región a otra.

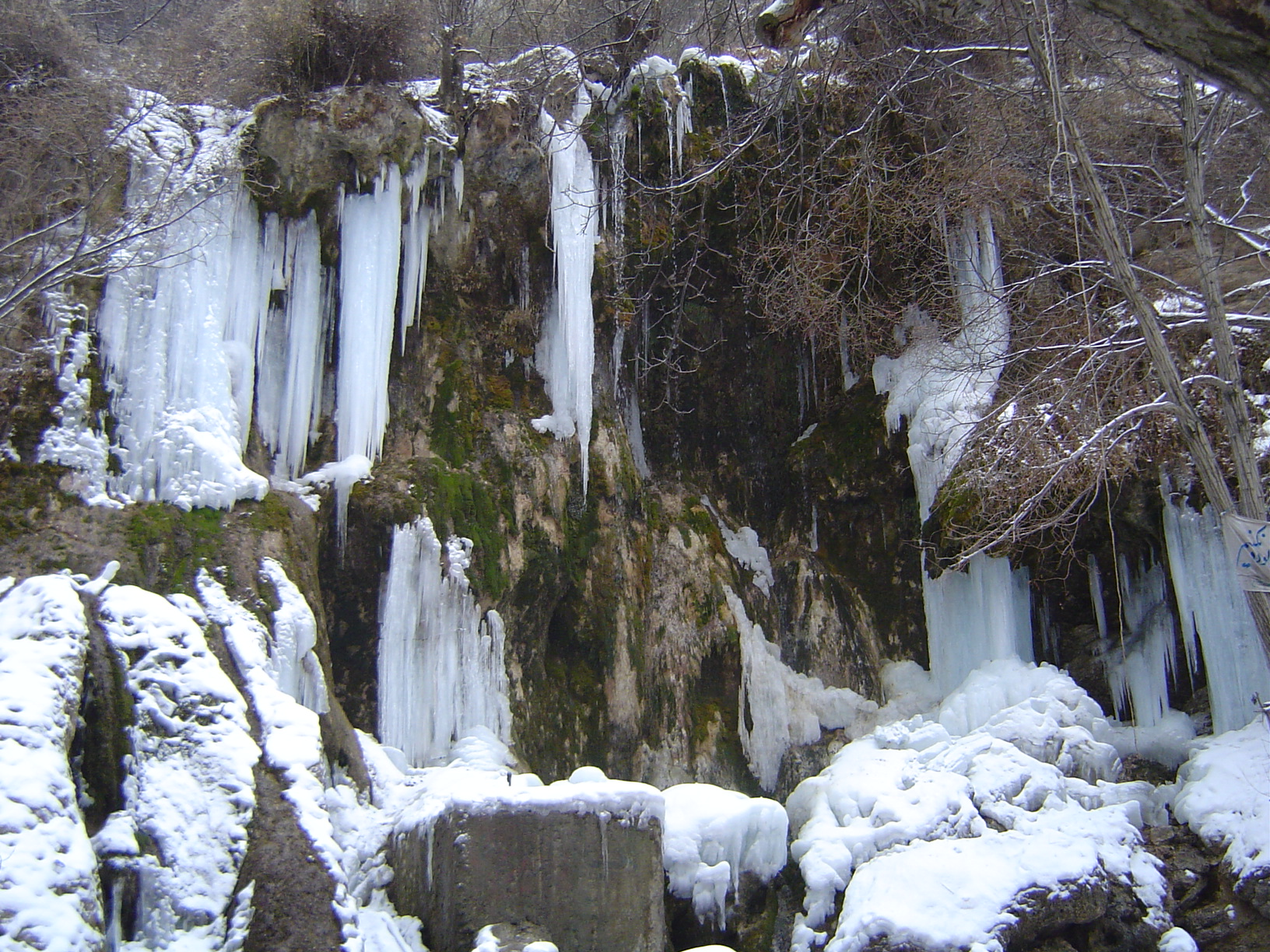
La Cascada de Akhlamad en Irán congelada en invierno

Las regiones montañosas del norte de Irán (con las provincias de Mazandarán y Gilán en la costa meridional del mar Caspio) y del oeste (con las provincias de Kurdistán y Lorestán, entre otras) reciben una cantidad relativamente alta de precipitaciones a finales de otoño y en invierno debido a las corrientes húmedas del oeste, sobre todo en las laderas occidentales de los Zagros. La humedad aumenta aquí con el aumento de la altitud. La altitud y la relativa lejanía del mar provocan inviernos muy fríos y mucho calor en verano. Las tierras altas iraníes se encuentran a la sombra de las montañas. Por tanto, el clima es entre seco y árido, con poca humedad y grandes fluctuaciones en las precipitaciones anuales.
Las temperaturas medias anuales son bastante más altas que en las regiones montañosas, pero también tienen una gran amplitud: el calor extremo del verano, donde no son raros los valores superiores a 45 °C, contrasta con las heladas, a veces severas, del invierno. En la costa del Golfo y en Juzestán nunca hay heladas. Los inviernos son suaves, los veranos muy calurosos y a menudo húmedos; la humedad es muy alta todo el año, pero las precipitaciones son extremadamente escasas. 

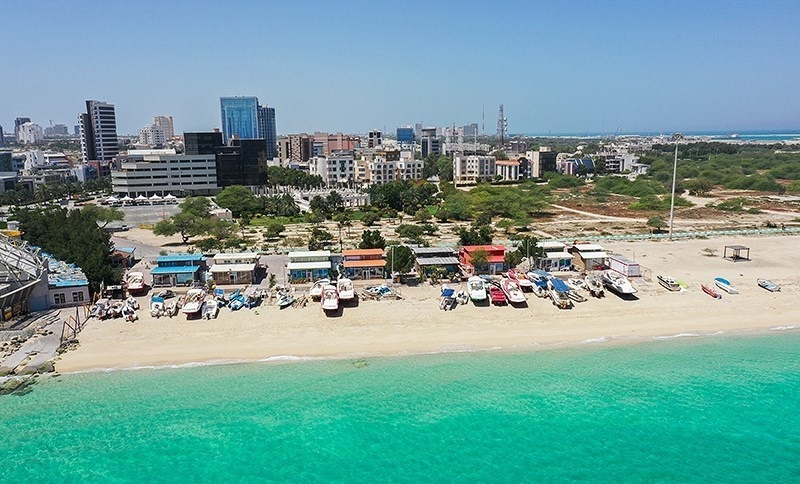
Playa de la Isla de Kish (de 91,5 km²) en aguas del Golfo Pérsico de Irán

El clima de las tierras bajas costeras del Caspio es fundamentalmente distinto del del resto del país. Los vientos que soplan del noreste cargan de humedad el mar Caspio, se acumulan en los macizos montañosos y allí llueve. Así, esta región es húmeda todo el año, con una humedad a veces muy alta. El clima es suave en invierno y cálido en verano, las temperaturas extremas se reducen considerablemente en comparación con las tierras altas.
Entre las peculiaridades meteorológicas destaca el viento del noroeste de 120 días, que sopla con gran constancia entre mayo y septiembre y es muy desfavorable para el ser humano y la vegetación en el este y sureste de Irán debido a su alto contenido en polvo. En las tierras altas, donde las diferencias locales de presión atmosférica pueden ser sorprendentes debido a la falta de vegetación, se observan con regularidad derivas de polvo.

### Relieve

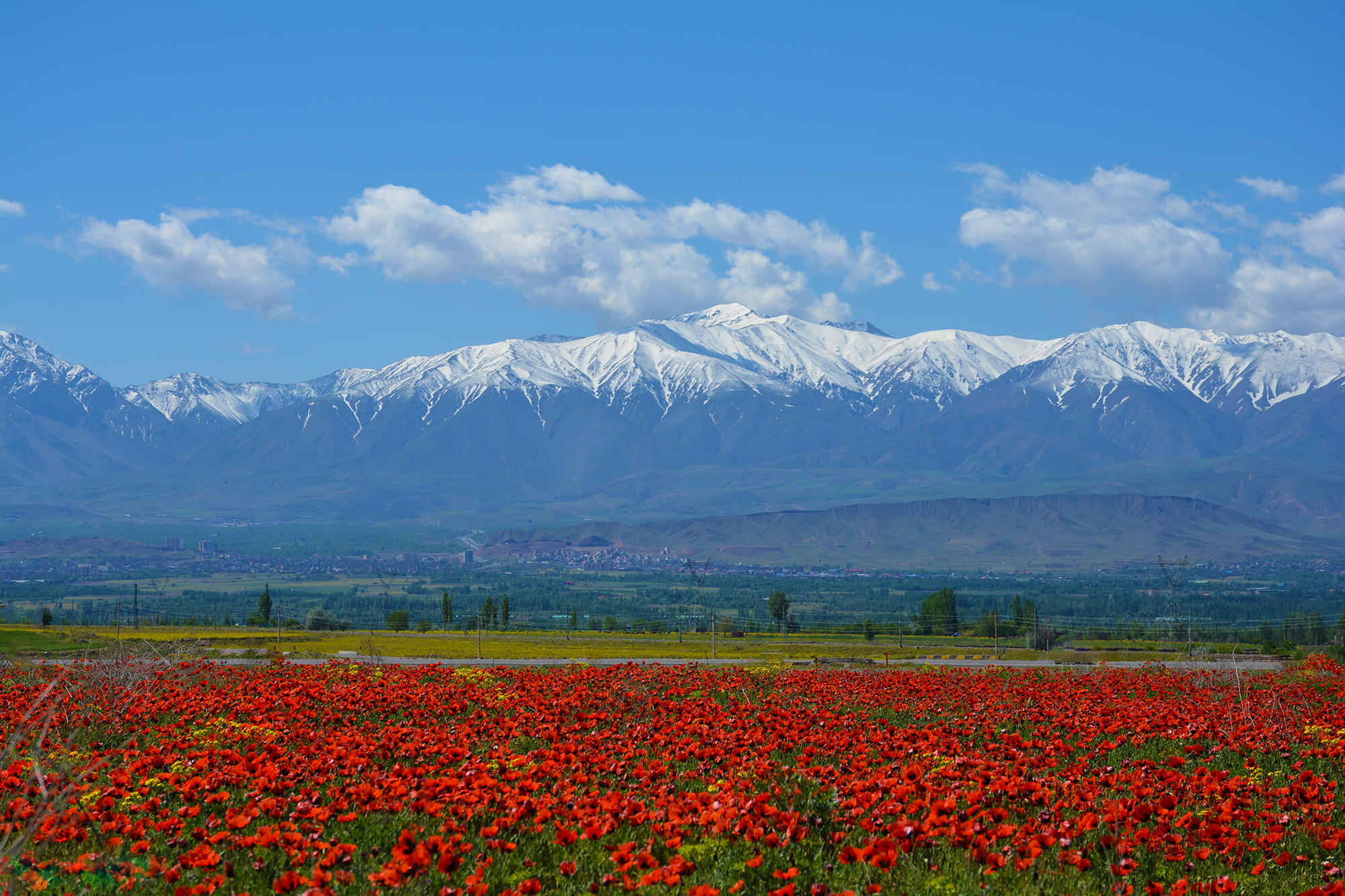
Irán posee varias cadenas montañas y su superficie está compuesta en gran medida de tierras elevadas

Alrededor de dos tercios del territorio de Irán están ocupados por sus tierras altas, que a su vez se dividen en varias cuencas diferentes. La extensión de estas cuencas varía desde bolsones de unos pocos kilómetros cuadrados hasta las enormes cuencas del desierto de Lut (130.000 km²) y el gran desierto de Kawir (200.000 km²). Dependiendo de su historia tectónica, las cuencas se sitúan entre 200 m y 1.500 m sobre el nivel del mar. Las cuencas están separadas entre sí por sills de alturas variables; algunos continúan hacia Afganistán y Pakistán.
Las tierras altas están limitadas al oeste, suroeste y sur por el Zagros y el Kuhrud. Estas vastas montañas plegadas están formadas por varias cordilleras que discurren una junto a otra en dirección noroeste-sureste, con abruptos valles entre ellas. Sus picos más altos son el Zard Kuh (4221 m) y el Kuh-e-Dinar (4432 m). El Zagros tiene una anchura máxima de 250 km y una longitud de 1.800 km (cordilleras de Makran incluidas) y es uno de los macizos montañosos de pliegues cerrados más grandes del mundo. El norte de Irán se caracteriza por varias cadenas montañosas.

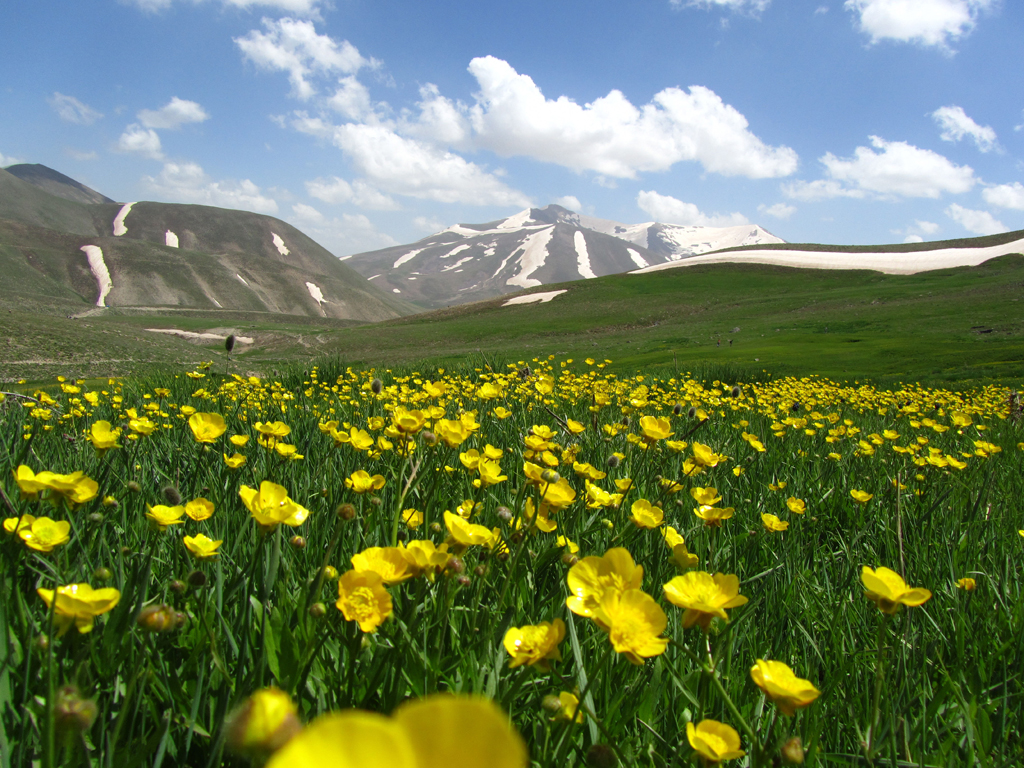
Llanuras con el Monte Sahand de fondo

El noroeste está dominado por el nudo montañoso armenio-azerbaiyano con la gran cuenca del lago Urmia. Le sigue el sistema Elburs-Kopet-Dag, de 1.200 km de longitud, que se extiende desde los montes Talysh hasta la frontera con Turkmenistán. Aquí, la montaña más alta de Oriente Próximo, el volcán inactivo Damavand, cubierto de glaciares, se encuentra a 5.670 m, al igual que el Alam-Kuh, de 4.840 m de altura. El Kopet-Dag es una poderosa cadena montañosa plegada en la frontera con el actual estado de Turkmenistán. Los casi 6000 m de desnivel que separan el mar Caspio de Damavand, a sólo 60 km, constituyen uno de los ascensos más empinados del mundo.
En Irán sólo hay unas pocas tierras bajas. En la orilla sur del mar Caspio hay una llanura costera de 600 km de largo y sólo unos pocos kilómetros de ancho. Al este está la estepa turcomana, al oeste la estepa de Mugan. En el suroeste (o sudoeste de Irán, especialmente la provincia de Juzestán o la región de Juzestán que limita con Irak al oeste y con el Golfo Pérsico al sur), una pequeña parte de las tierras bajas mesopotámicas pertenece a Irán, y desde allí una estrecha y poco profunda franja costera estéril bordea el Golfo Pérsico.

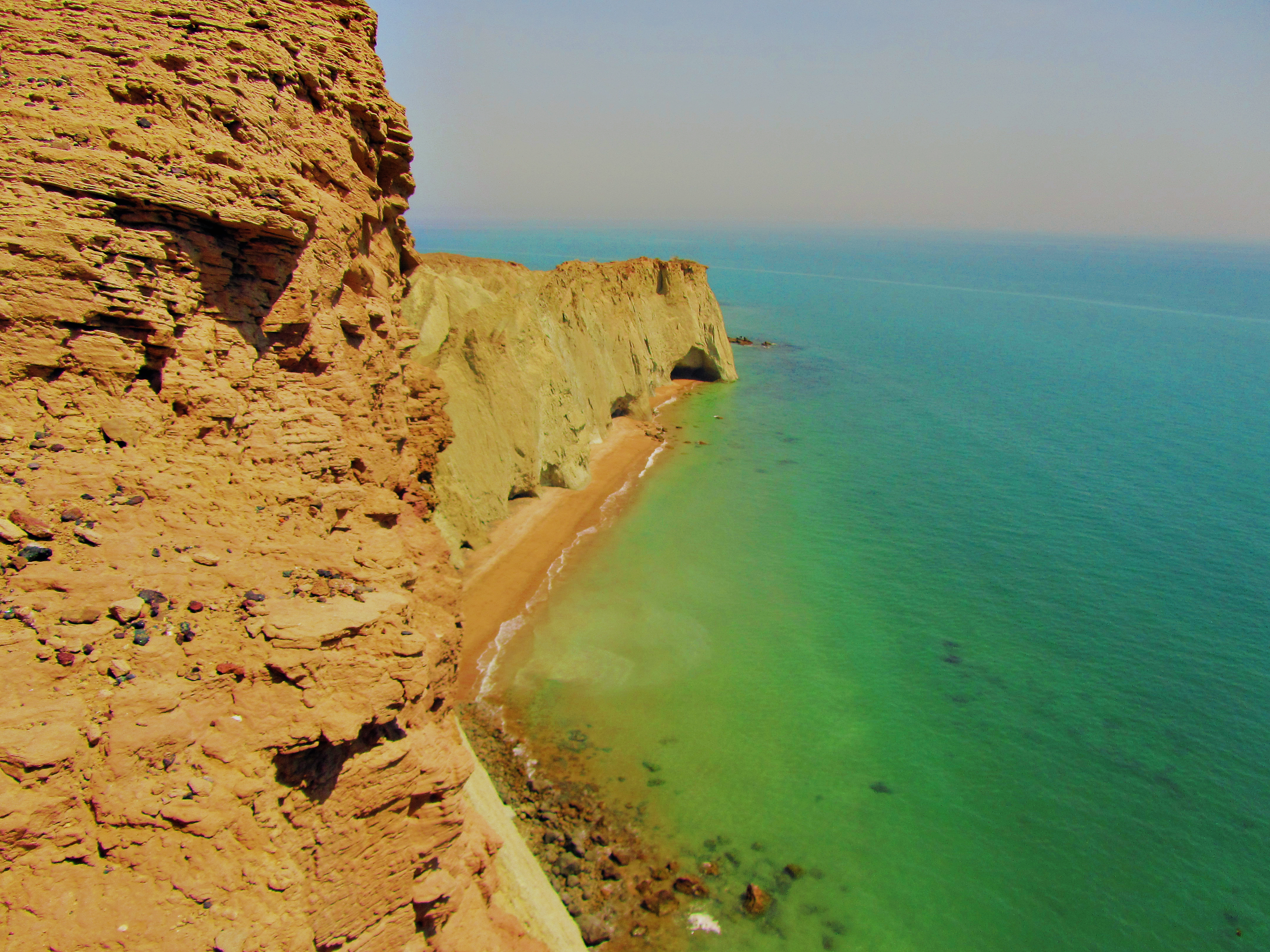
Acantilados de la Isla de Ormuz (42 km²)

### Geología
Irán está situado en el cinturón montañoso alpídico, que incluye en primer lugar los montes Zagros. El altiplano iraní, por su parte, está formado por un escudo precámbrico, considerado una prolongación del Escudo Árabe. Desde el punto de vista de la tectónica de placas, la zona del actual Irán formaba parte de Gondwana, que se desplazó a su posición actual en el Cretácico Superior. La colisión con la placa arábiga provocó una fuerte actividad volcánica y sísmica, en el curso de la cual se produjo la construcción de montañas. Esto explica por qué algunas de las montañas de Irán presentan fuertes rasgos de montañas precámbricas, y por qué no hay montañas que se hubieran formado entre el Precámbrico y el Triásico. Los sedimentos del centro de Irán (meseta central que se extiende desde Zanjan hasta Isfahán, una zona desértica y esteparia en cuyos bordes se encuentran importantes asentamientos) tienen un espesor medio de 3000 a 4000 metros, son de origen terrestre y homogéneos. Estos sedimentos se depositan en parte directamente sobre las rocas precámbricas y en parte sobre superficies terrestres erosionadas en el Triásico.

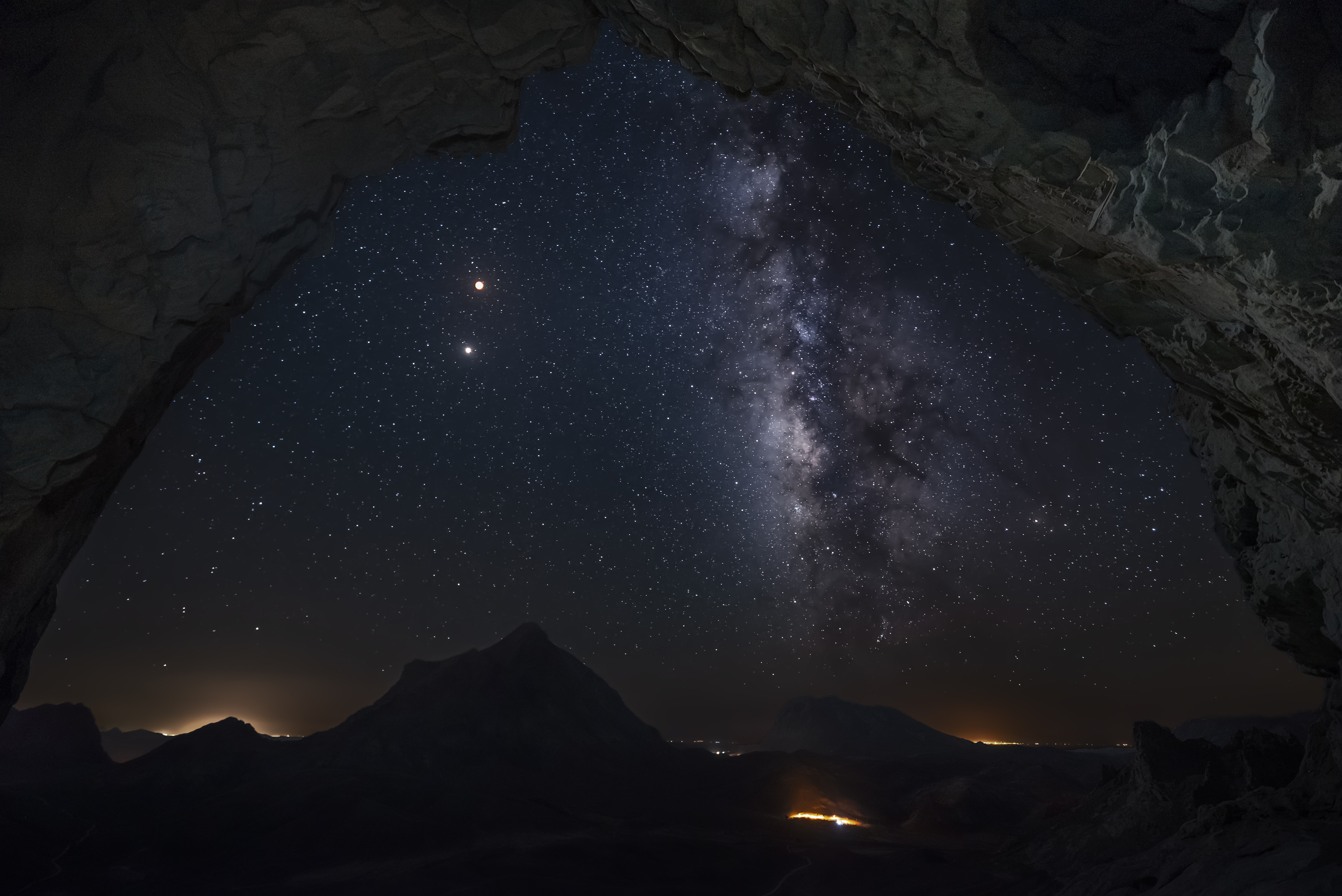
La Cueva de Ayyub durante la noche

La continua construcción de montañas hace que en Irán se produzcan terremotos con frecuencia. En particular, la falla de Zagros, de 1.600 km de longitud y 250 km de anchura, es extremadamente activa desde el punto de vista sísmico. Aquí se producen terremotos fuertes una vez al año por término medio, pero no suelen ser de proporciones catastróficas. Las zonas frecuentemente afectadas por fuertes seísmos se encuentran a lo largo de la llamada «Media Luna iraní», una región a lo largo de las fronteras septentrional y oriental del país, desde el oeste de Azerbaiyán hasta Makran. Aquí hay numerosas fallas y fallas menores, algunas de las cuales son geológicamente jóvenes y se caracterizan por la irregularidad de los seísmos. Los periodos con un elevado número de sísmos se alternan con largos periodos de calma. Esto hace imposible la ya difícil predicción de terremotos.
La zona más vulnerable del país es la región en torno a Tabriz, que ya ha sufrido varios seísmos especialmente graves, el último en 2012. Hay indicios de que la actividad sísmica se alterna entre el noroeste y el este, y que el noroeste vive actualmente un periodo de relativa calma, mientras que la actividad sísmica en el este está en su punto álgido. Los últimos sísmos devastadores con miles de víctimas mortales se produjeron en Tabas (1978), Rasht (1990) y Bam (2003).

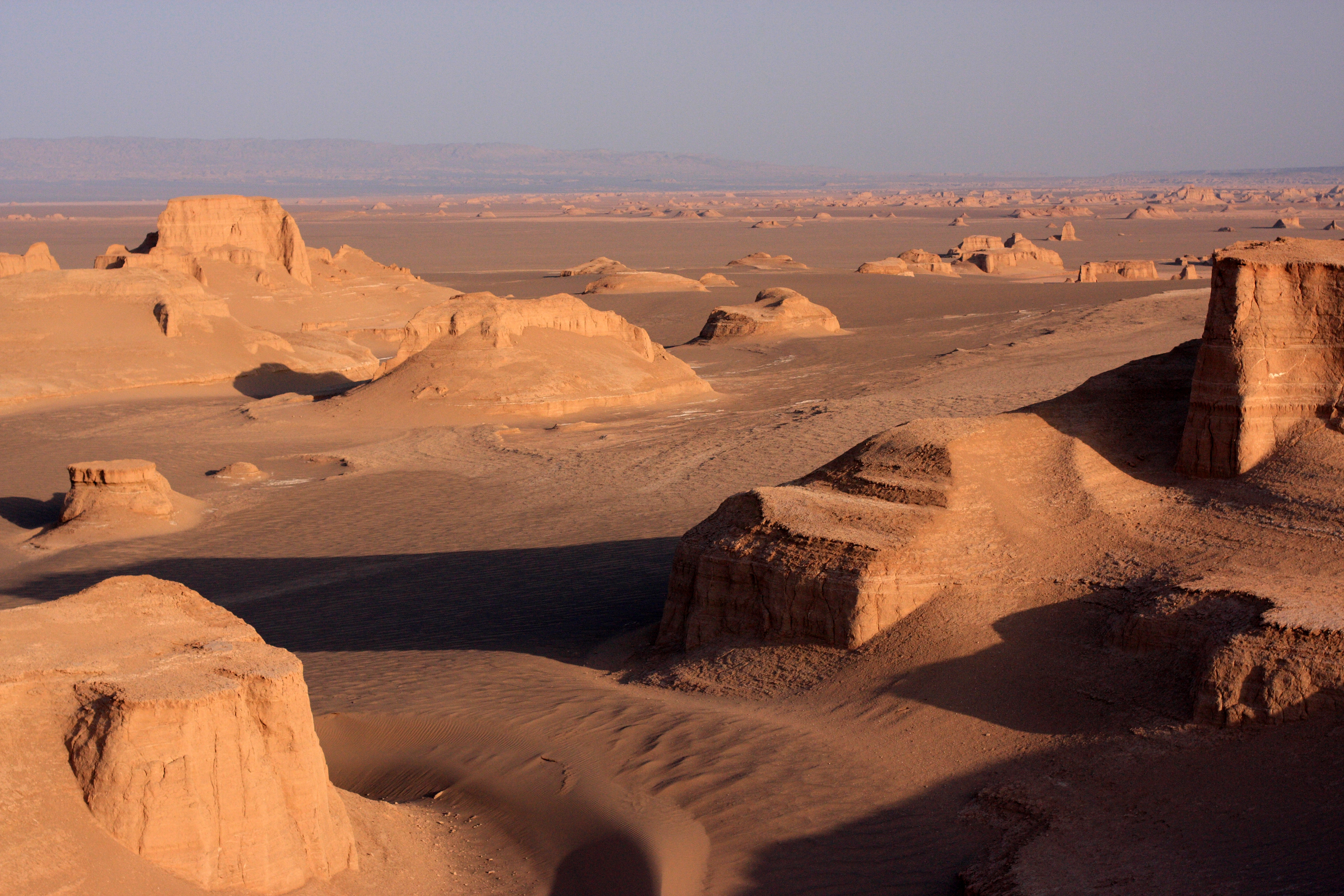
Paisaje desértico de Irán

### Suelos
En las tierras altas de Irán predominan los desiertos de grava y piedra, con suelos desérticos estériles, dunas de arena y suelos salinos. Las costras de sal o yeso suelen encontrarse en las cuencas terminales, y las superficies de serir o hammada se extienden por amplias zonas, donde el material fino se desprende debido a la ausencia de vegetación. El contenido en humus de estos suelos suele ser inferior al 0,5 %.
Entre las cadenas montañosas, varios tipos de suelos se unen para formar catenas; los fondos de los valles suelen tener material de relleno de suelos aluviales y suelos pardos de estepa, lo que permite su uso agrícola. En las tierras bajas del Caspio predominan los suelos aluviales, los suelos pardos forestales y esteparios, los regosoles y los litosoles; en la estepa turcomana hay suelos de loess.

### Hidrografía

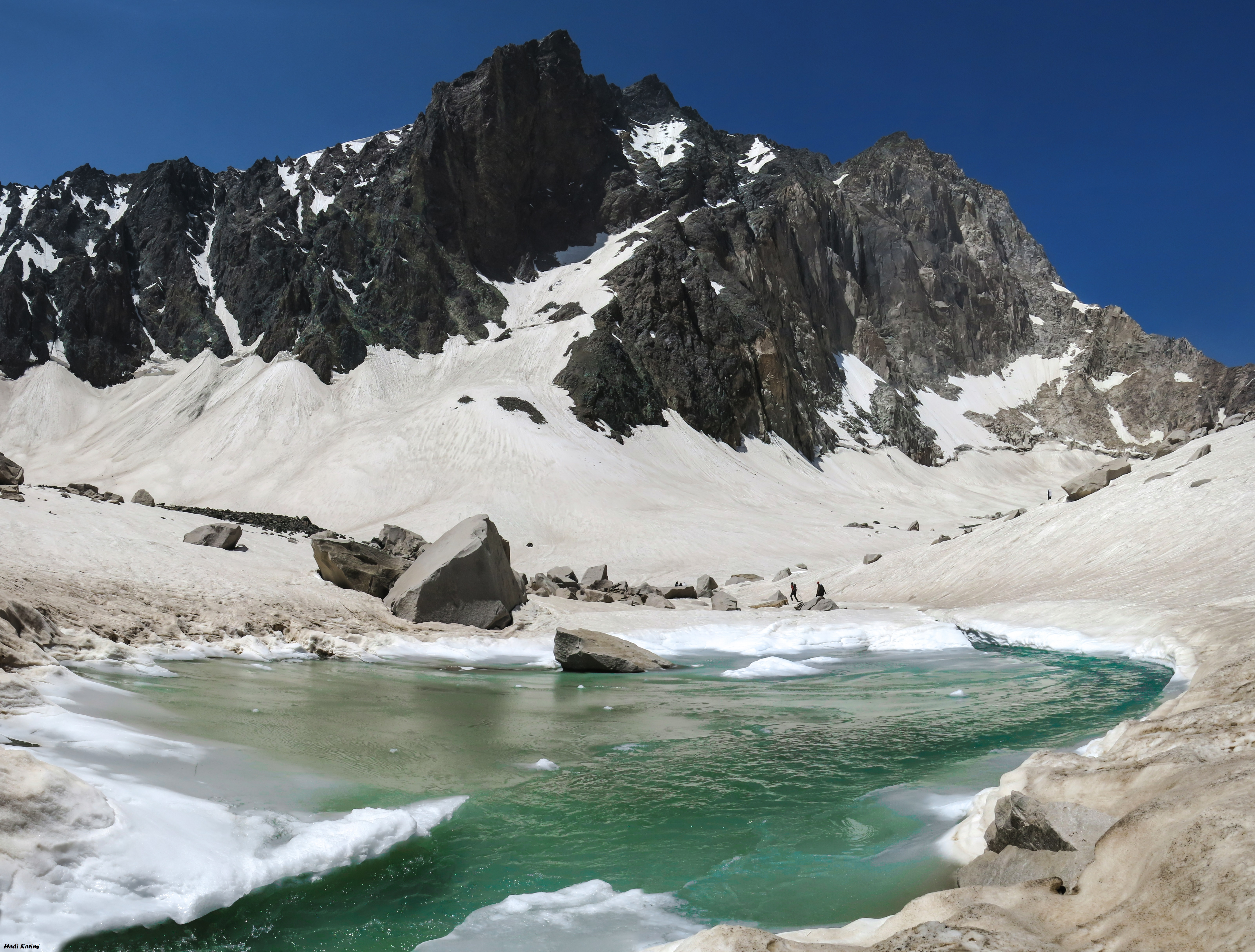
Lago Glaciar en la provincia de Mazandaran

Al norte, Irán limita con el mar Caspio, el mayor lago del planeta, a lo largo de 756 kilómetros, que también es un lago terminal. En el sur y suroeste, el país tiene una costa de 2.045 kilómetros hasta el golfo de Omán y el golfo Pérsico, separados entre sí por el estrecho de Ormuz. En este estrecho, cerca de Bandar Abbas, importante para el transporte de petróleo, se encuentran la isla de Qeshm y la pequeña isla de Ormuz, que le da nombre, cerca de la costa iraní. La distancia entre el territorio continental iraní y la península arábiga (Omán y Emiratos Árabes Unidos) es de apenas 50 kilómetros.
Hay unos 1.300 ríos cortos, en su mayoría rectos, que drenan los flancos septentrionales de los montes Talysh y Elbur y desembocan en el mar Caspio. Los mayores son Sefid Rud, Chalus, Gorgan y Atrak. Los principales ríos que fluyen desde los Zagros hacia el Golfo Pérsico son Karun, Karche, Dez y Shatt al-Arab. Son los que llevan más agua en primavera y pueden causar inundaciones devastadoras en su curso bajo. En verano, el caudal de agua es menor, con sólo una décima parte del de primavera.

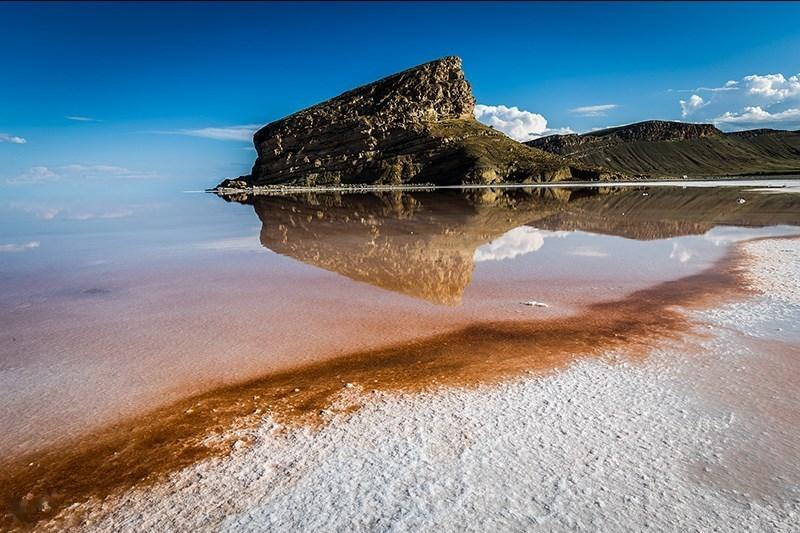
Vista del Lago Urmia que posee una superficie de 5.200 km² y se encuentra al noroeste de Irán

Dos tercios del territorio no desaguan hacia el mar. En las cuencas áridas del altiplano iraní, casi ningún río lleva agua todo el año, como el Zayandeh Rud. Tras las precipitaciones, el agua sale de las montañas por ríos o arroyos, donde suele filtrarse en campos de grava; más raramente, desemboca en lagos, que entonces suelen ser salinos. Entre ellos están los lagos Urmia, Hamun, Bachtegan y Maharlu.
Las capas subterráneas de grava, caliza y arenisca suelen contener aguas subterráneas. Por eso hay numerosos manantiales, algunos de ellos artesianos, en las zonas montañosas del país. Desde el año 800 a. C. se utilizan qanats para aprovechar las aguas subterráneas. En el pasado, todos los asentamientos humanos de la región árida se abastecían de agua mediante qanats. Desde los años 50, se han construido más pozos y presas, por lo que el hundimiento del nivel de los lagos y las aguas subterráneas, el agotamiento de las reservas de agua y la sedimentación de los embalses son los principales problemas para el abastecimiento de agua del futuro. Los ecologistas se centran sobre todo en el lago Urmia, muy salino, que a veces sirve de hábitat a pelícanos y flamencos, pero que está amenazado por una desecación progresiva. Por ello, el gobierno iraní ha destinado 900 millones de dólares a salvar el lago.

### Uso de la Tierra
Las tierras agrícolas ocupan el 30,1% del territorio, de las cuales el 10,8% son tierras cultivables, el 1,2% son cultivos perennes (en) y el 18,1% son pastos. Los bosques ocupan el 6,8% del territorio y las demás zonas suponen el 63,1%. Las tierras de regadío ocupan una superficie de 95 530 km²  (2011).

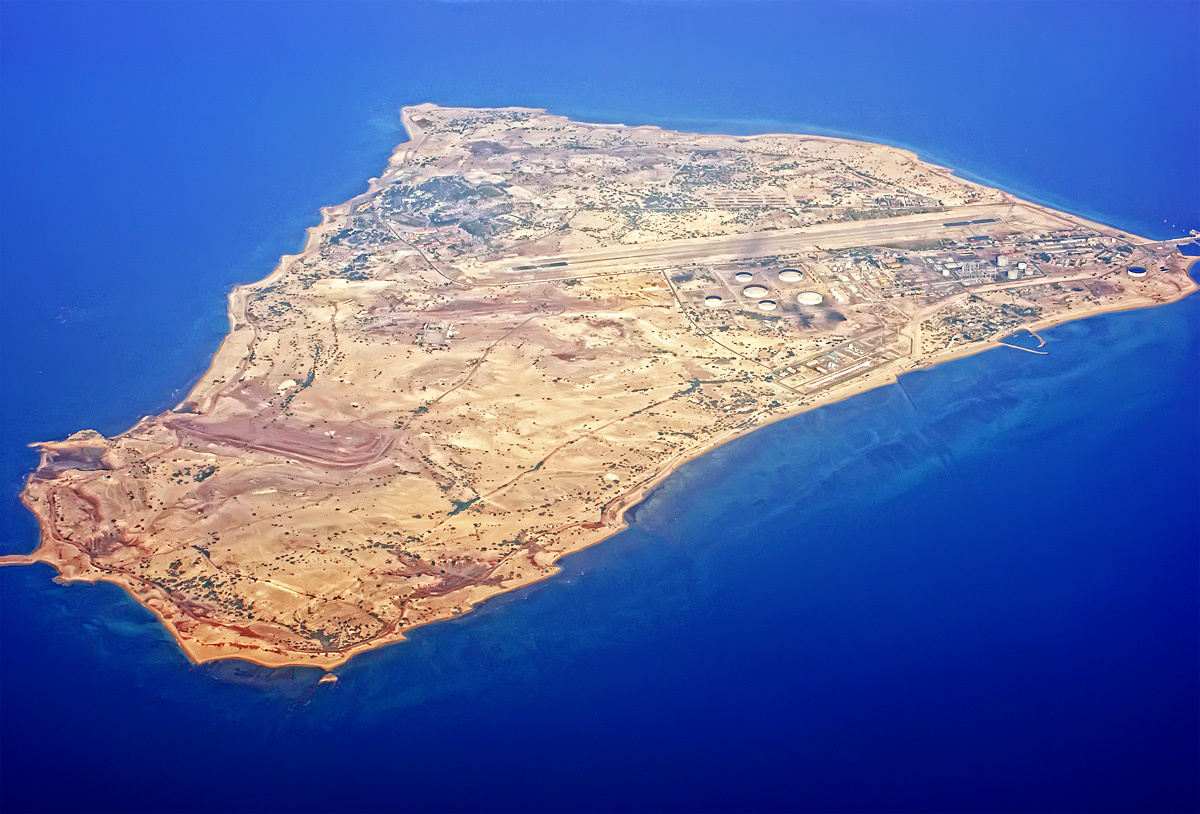
Vista área de la isla de Sirri (17 km²) que posee diversas instalaciones petroleras

La población se concentra en el norte, noroeste y oeste, en los macizos de Zagros y Elbourz. Las montañas rodean varias cuencas o mesetas donde se sitúan los centros agrícolas y urbanos. Normalmente, una ciudad domina una cuenca y mantiene complejas relaciones económicas con los cientos de pueblos de su periferia. El desarrollo del transporte a través de las cordilleras reduce el aislamiento de estas cuencas. En las partes altas de las cordilleras que bordean las cuencas, los grupos organizados tribalmente practicaban la trashumancia, trasladando sus rebaños de ovejas y cabras entre sus pastos tradicionales de verano e invierno. En ausencia de un sistema fluvial importante y con cadenas montañosas que restringen el acceso al Golfo Pérsico y al mar Caspio, el comercio se realiza por vía terrestre y aérea. Aparte de algunos oasis dispersos, los desiertos están deshabitados.
Las principales ciudades de Irán se han desarrollado en los valles que forman ejes naturales de transporte terrestre y comunicación, en varios casos un sector irrigado en el límite de una zona semidesértica y una zona boscosa o esteparia. La capital, Teherán, con más de 8 millones de habitantes, está situada en una llanura al pie de los montes Elbourz, cuyo crecimiento se debió en un principio al comercio de frutas y verduras cultivadas en los huertos de la ciudad, alimentados por los arroyos del Elbourz. Mashhad, Ispahán, Tabriz, Shiraz, Ahvaz, Karadj y Qom, con más de un millón de habitantes cada una, están situadas en llanuras, en su mayoría valles, en sus respectivas regiones de Jorasán, Persia clásica, Azerbaiyán, Zagros meridional, Juzestán, mientras que las dos últimas están cerca de Teherán.

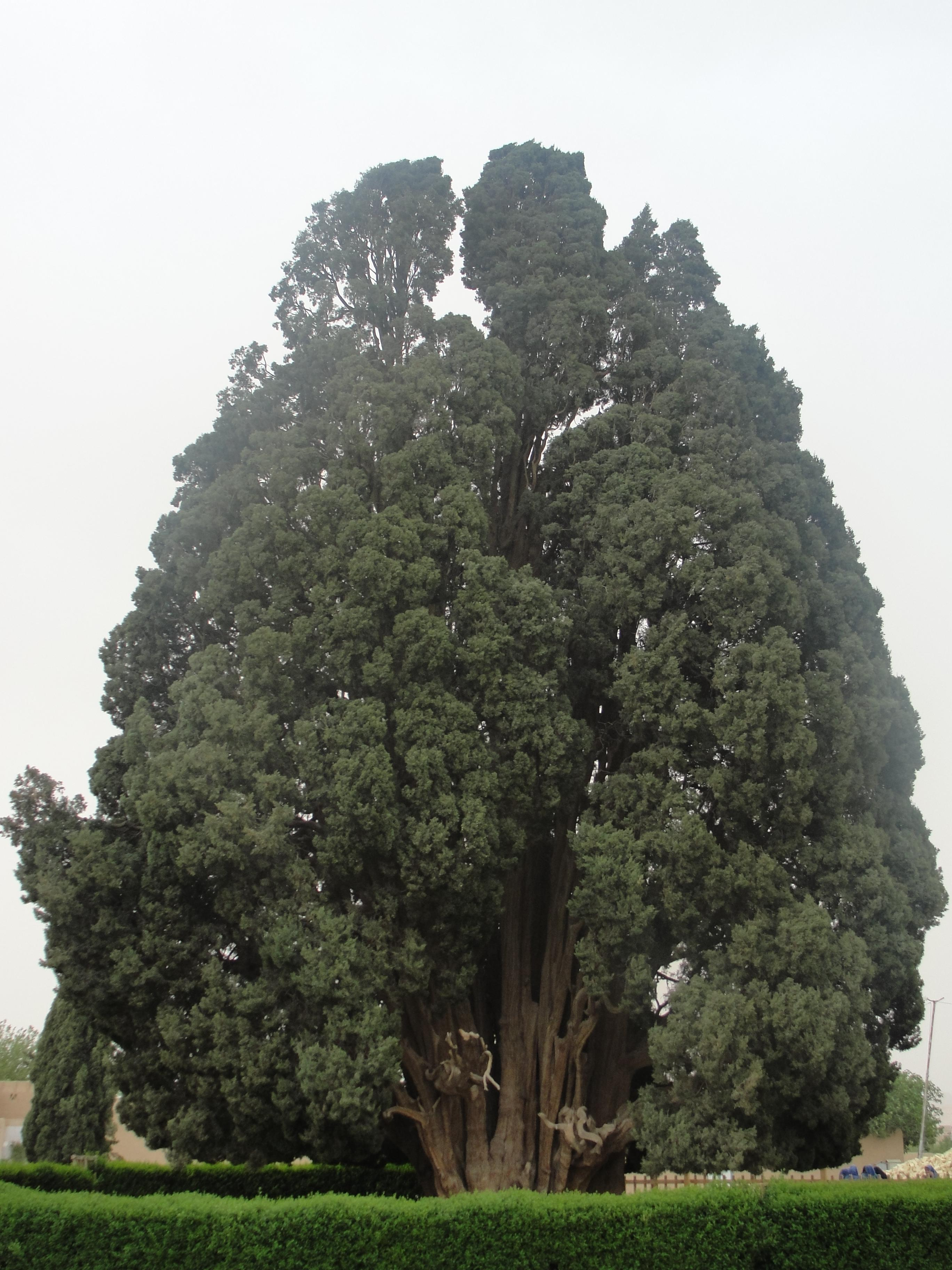
El ciprés de Abarkuh (Cupressus sempervirens o سرو ابرکوه) Se estima que tiene más de 4000 años de edad y es probable que sea la forma de vida más antigua de Asia

### Flora
Dada la gran extensión del país y las variedades climáticas debidas a diversos factores -diferencias de altitud, pluviosidad y evaporación, tipos de suelo, etc.-, el territorio de Irán presenta un gran número de biomas y biotopos, lo que supone una gran variedad en la flora autóctona. Se han registrado más de 8.000 especies (450 de ellas endémicas); los traqueobiontes son más numerosos que en Europa Central. La composición de la flora iraní viene definida por cuatro factores: el clima, la diversidad fitogeográfica, la topografía y la intervención humana.
El clima y la vegetación dependen de la topografía y, más concretamente, del relieve. Elbourz y los Zagros figuran probablemente entre los ejemplos más llamativos de la influencia de la topografía en los hábitats naturales de la flora y la fauna.
Harry Bobek, en 1952, propuso una clasificación vertical de la vegetación utilizando términos persas:
- sarhadd, para las regiones subtropicales altas con inviernos muy fríos y veranos frescos

- sardsir, para las regiones medianamente elevadas con inviernos fríos y veranos calurosos

- tierras altas subtropicales, que presentan tres subtipos (inviernos fríos, veranos calurosos y fuertes heladas; inviernos suaves, veranos calurosos y periodo de heladas corto; inviernos suaves, veranos calurosos y heladas poco frecuentes)

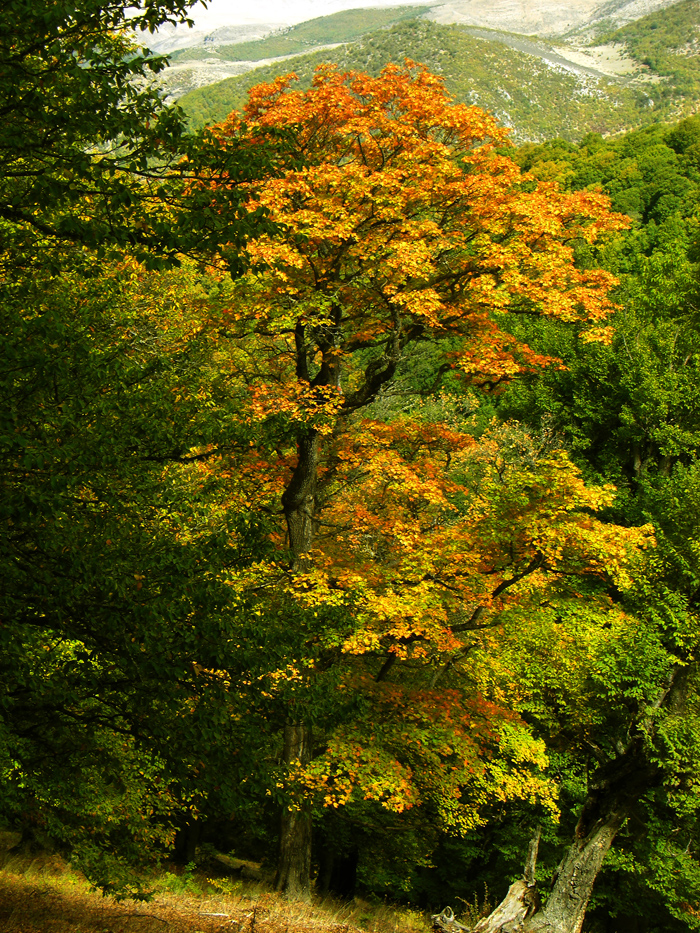
Bosques de la provincia de Mazandarán al norte de Irán

- Bosques de la provincia de Mazandarán al norte de Irángarmsir, para las tierras bajas con inviernos y veranos cálidos, sin heladas ni nieve.

El otro factor importante que define la diversidad de la vegetación es el suelo. Se pueden distinguir cuatro regiones que agrupan diecinueve asociaciones de suelos:
- Los suelos de las llanuras y valles cubren unos 300.000 km². Esta región tiene : suelos salinos (Solontchak, Solonetz), típicos de las regiones del Dasht (Dasht-e Kavir y Dasht-e Lut), suelos aluviales finos, cuencas endorreicas.

- las mesetas cubren unos 470.000 km², con diferentes tipos de suelo: suelos desérticos grises y rojos, sierozems (suelos extremadamente calcáreos), suelos esteparios pardos

- los suelos de las estribaciones del Caspio cubren unos 35.000 y son el resultado del clima y la flora de la región, contienen mucho humus y están muy aireados: Suelos forestales pardos, Podzosoles amarillo-rojizos.

Además, debido a la distribución de las montañas y a la aridez, casi el 50% de la superficie del suelo está formada por suelos pedregosos y poco profundos sobre un lecho rocoso, sin un perfil definido, que se denominan litosoles. Se cree que esto se debe a la erosión natural.

### Fauna

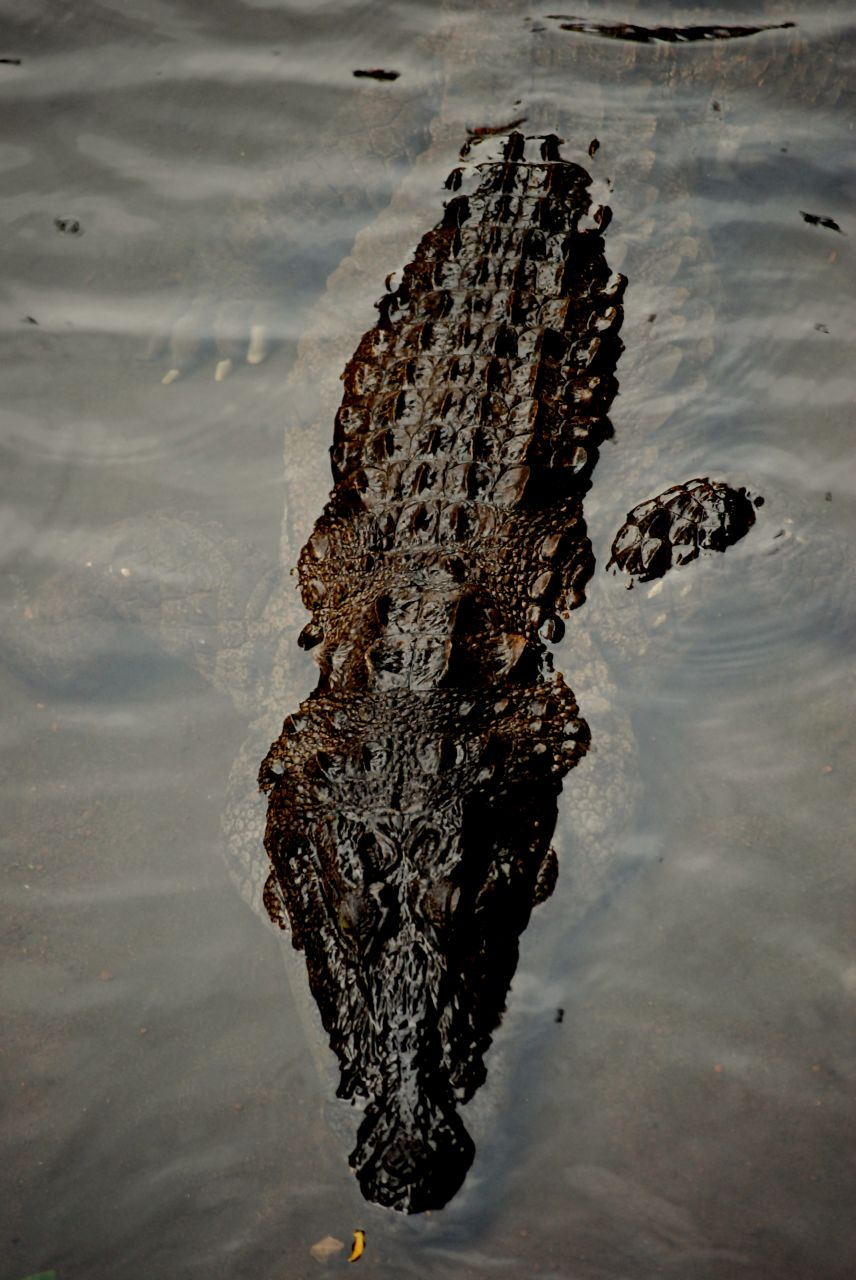
El Cocodrilo Persa o de las Marismas (Crocodylus palustris)

La fauna viva de Irán incluye 34 especies de murciélagos, la mangosta gris india, mangosta india pequeña, el chacal dorado, el lobo indio, zorros, la hiena rayada, leopardos, el lince euroasiático, el oso pardo y el oso negro asiático. Entre los ungulados destacan el jabalí, el urial, el muflón armenio, el ciervo rojo y la gacela boba. Los ungulados domésticos están representados por ovejas, cabras, vacas, caballos, búfalos de agua, burros y camellos. También son autóctonas de Irán especies de aves como el faisán, la perdiz, la cigüeña, el águila y el halcón.
En 2001, 20 de las especies de mamíferos y 14 de las de aves de Irán estaban en peligro de extinción. Entre las especies amenazadas en Irán figuran el oso de Baluchistán, el guepardo asiático, la foca del Caspio, el gamo persa, la grulla siberiana, la tortuga carey, la tortuga verde, la cobra del Oxus, la víbora de Latifi, el dugongo, la Panthera pardus tulliana, el lobo del mar Caspio y el delfín. Al menos 74 especies de la fauna iraní figuran en la Lista Roja de la UICN, señal de las graves amenazas que pesan sobre la biodiversidad del país. 
El Majlis ha mostrado ha aprobado leyes y normativas como la que permite al Ministerio de Industrias y Minas explotar minas sin la participación del Departamento de Medio Ambiente, y aprobando grandes proyectos de desarrollo nacional sin exigir un estudio exhaustivo de su impacto en los hábitats de la fauna.
El área de distribución principal del leopardo se solapa con la del íbice bezoar, que se da en todas las cordilleras de Alborz y Zagros, así como en áreas de distribución más pequeñas dentro de la meseta iraní. La población de leopardos es muy escasa, debido a la pérdida de hábitat, la pérdida de presas naturales y la fragmentación de la población. Aparte del íbice bezoar, las ovejas salvajes, los jabalíes, los ciervos y el ganado doméstico constituyen las presas del leopardo en Irán.
Entre las especies desaparecidas de Irán se encuentran:
- El uro (fecha desconocida).

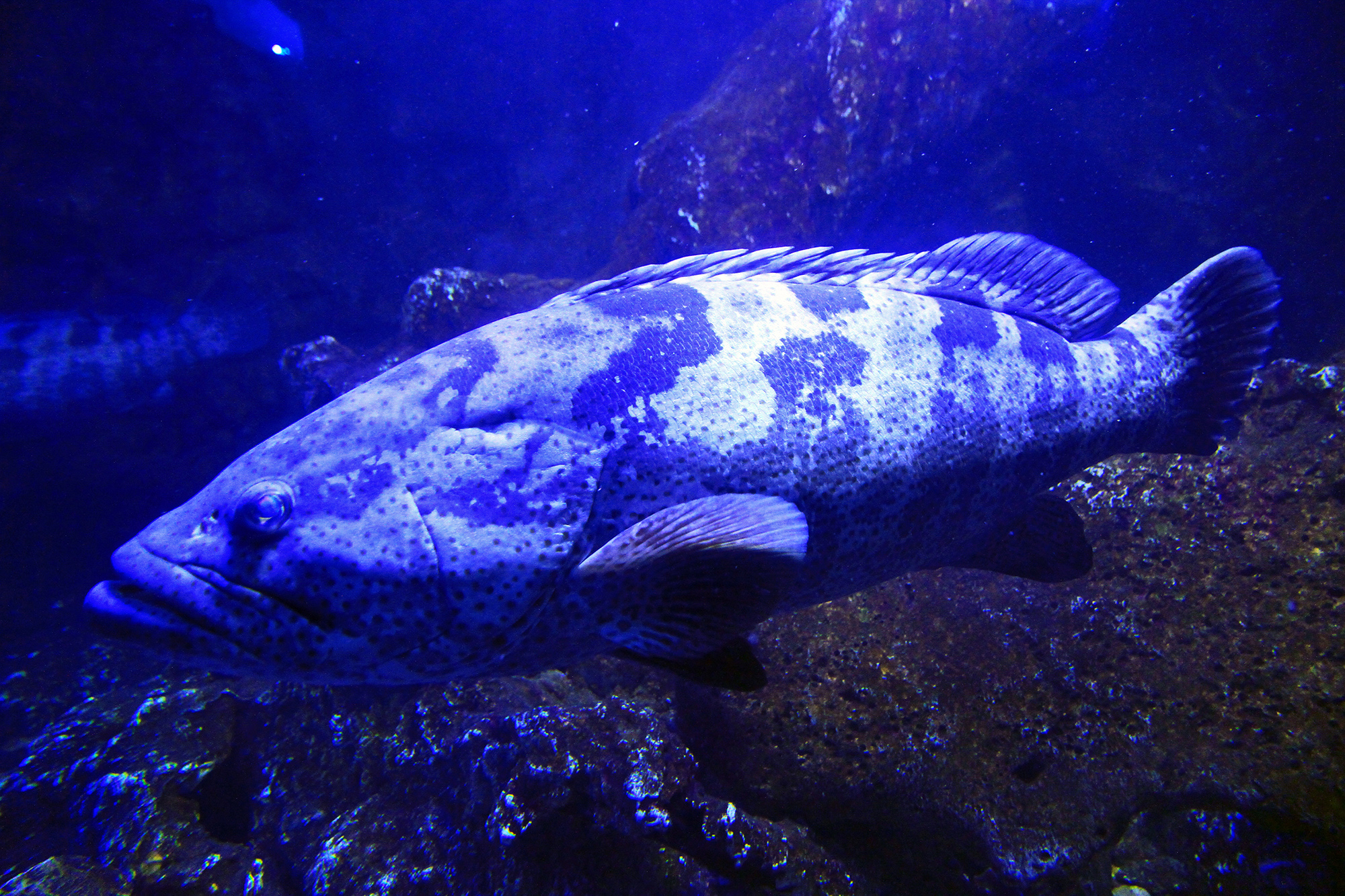
Uno de los peces de la Isla de Kish en Irán

- El elefante sirio vagaba por el sur de Irán, antes de desaparecer en la antigüedad.[95]
- El león asiático sólo se había registrado en las provincias iraníes de Juzestán y Fars. El último avistamiento se produjo en 1957 en el valle del río Dez.[96] En la década de 1970, se consideró el Parque Nacional de Arzhan como lugar para su reintroducción.[93]
- El tigre del Caspio solía estar presente en la región septentrional que rodea el mar Caspio y en las regiones transcaucásica y turquestana de la Unión de Repúblicas Socialistas Soviéticas antes de 1960. Se dice que el último tigre de Irán fue avistado en el Parque Nacional de Golestán en 1958.[97]

### Cuestiones medioambientales
La acelerada industrialización de Irán ha provocado una gran contaminación atmosférica en Teherán y otras grandes ciudades. Otra consecuencia es el enorme aumento del consumo de energía. Irán es uno de los países del mundo que más energía consume. Esto se debe, por un lado, a la falta de infraestructuras avanzadas y de subvenciones gubernamentales a las fuentes de energía y, por otro, a los patrones de consumo ineficientes de la población.

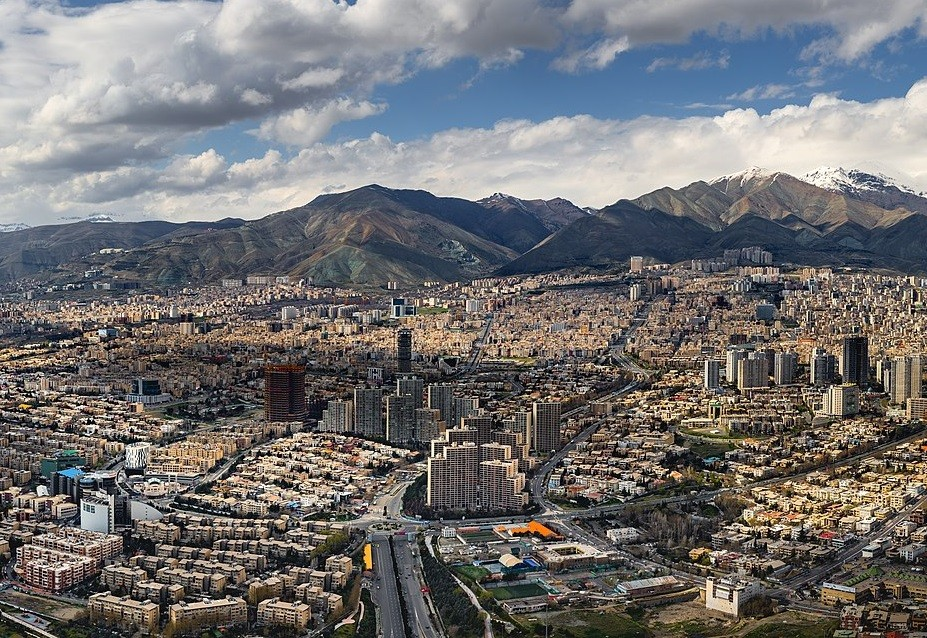
Norte de la ciudad de Teherán

Como anunció el Ministerio de Sanidad iraní en 2010, la contaminación atmosférica es ahora tan grave que la proporción de personas que acuden a las salas de urgencias de los hospitales con problemas respiratorios graves ha aumentado un 19%. Así, en los nueve primeros meses de 2010, al menos 3.600 personas habían muerto sólo en Teherán como consecuencia de la contaminación atmosférica.
La entonces Ministra de Sanidad, Marsieh Wahid Dastjerdi, también informó de que el gobierno iraní no tenía preparada ninguna solución para atajar los problemas medioambientales de las grandes ciudades, salvo el cierre de organizaciones y escuelas. En contraste con el Ministerio de Sanidad, el gobierno iraní parece tener menos preocupaciones. Este último promueve incesantemente la venta de coches, en parte debido a sus propias participaciones en la industria automovilística nacional, con más de 3,5 millones de vehículos dominando ahora las carreteras sólo en Teherán.
El programa nuclear iraní también está causando graves problemas en las zonas circundantes a las instalaciones nucleares, incluidas las fuentes de agua, la flora y la fauna. Además, la ubicación regional de varias instalaciones nucleares se considera preocupante. Por ejemplo, la central nuclear de Bushehr, que entró en funcionamiento en noviembre de 2010, está situada en una zona de amenaza sísmica, construida exactamente en la intersección de tres placas continentales (la arábiga, la africana y la euroasiática). 

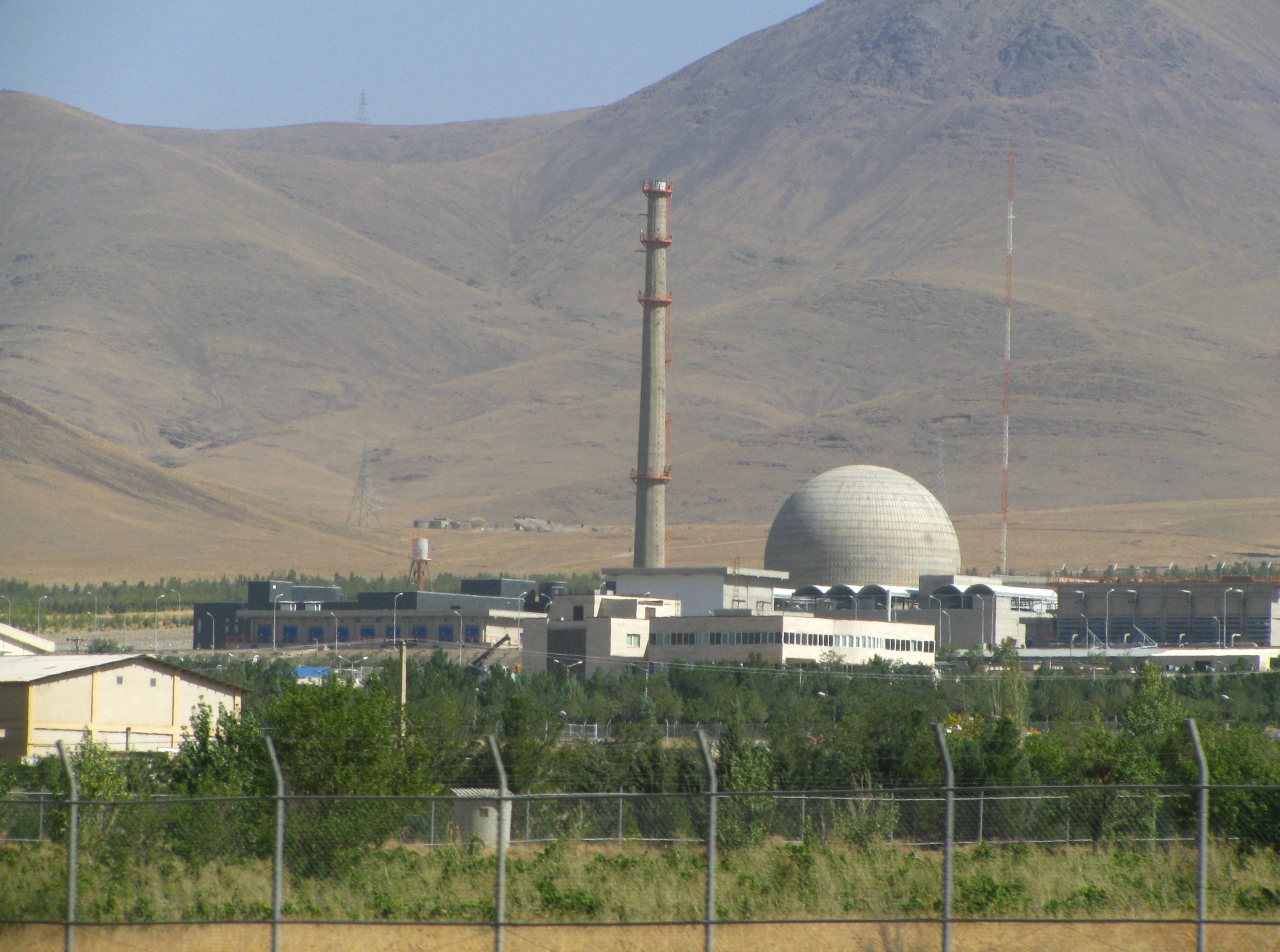
Reactor de Investigación nuclear de Arak, Irán

Los expertos sostienen que un terremoto podría dejar daños en el edificio y en su interior equivalentes a los de la catástrofe nuclear de Chernóbil. El geólogo kuwaití Jasem al-Awadi advirtió de que las fugas radiactivas supondrían una grave amenaza para la región del Golfo, en particular para Kuwait, que se encuentra a 276 km de Bushehr.
Irán sí envió una delegación encabezada por el entonces presidente, Mahmud Ahmadineyad, a la Conferencia de las Naciones Unidas sobre Desarrollo Sostenible celebrada en Río de Janeiro en 2012. Sin embargo, la participación iraní se enfrentó a las críticas de que Irán no quería abordar seriamente sus problemas medioambientales.
Debido a las sanciones económicas de algunas potencias Occidentales contra Irán, se mantiene el objetivo ideologizado de la autosuficiencia. Sin embargo, la mayor parte del agua disponible en el árido país se utiliza en una economía agrícola comparativamente ineficiente. Aunque ha aumentado la concienciación sobre los desastrosos efectos de los trasvases de ríos, y en 2017 se permitió a los activistas criticar públicamente al Gobierno en televisión, existe un influyente grupo de presión de la industria de la construcción interesado en tales proyectos. Kaveh Madani, subdirector del Ministerio de Medio Ambiente de Irán desde septiembre de 2017 hasta enero de 2018, acuñó el término «bancarrota hídrica iraní».

## Economía

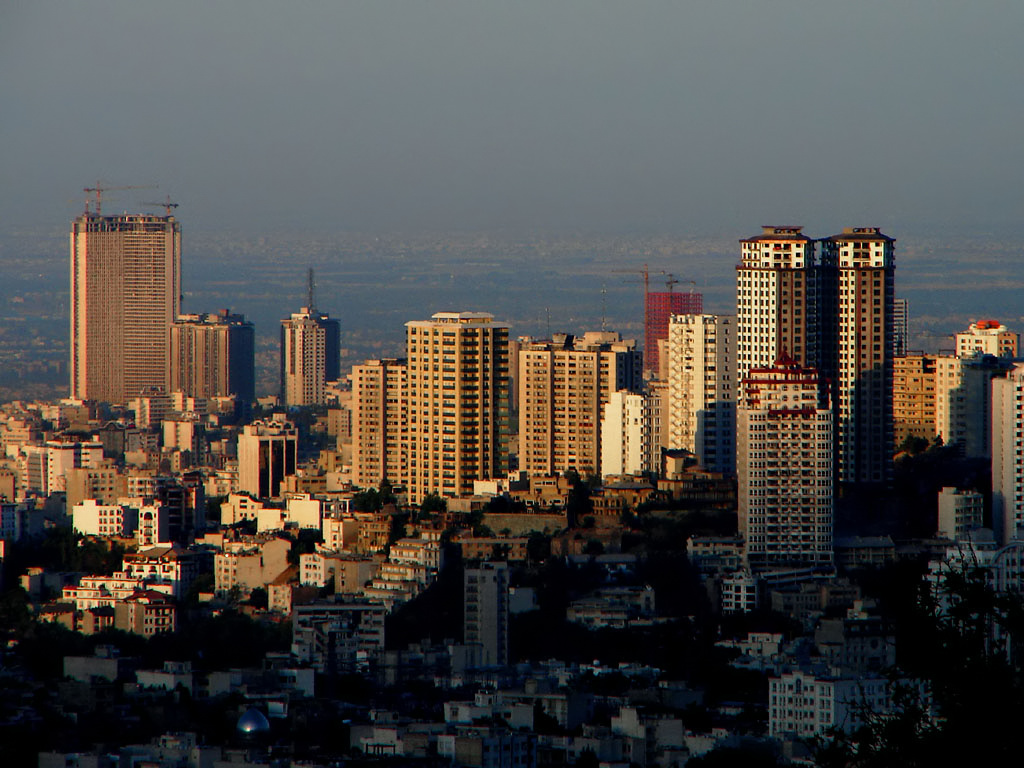
Teherán es el corazón financiero del país.

Evolución histórica del PIB real per cápita en Irán

La explotación del petróleo en el siglo XX ha provocado que tanto la extracción del crudo, su refino y la elaboración de productos derivados, sea la principal fuente de riqueza del moderno Irán. Actualmente Irán posee una amplia variedad de tecnología propia, con fábricas de automóviles, tractores y maquinaria en general.
La mayor parte de la población vive de un sector primario autosuficiente. Predomina la ganadería ovina, con el fin de obtener lana para la elaboración de alfombras persas. Los terrenos agrícolas se dedican a cereales (como el trigo), el algodón y el tabaco. El sector servicios y comercial está representado por empresas privadas de pequeño tamaño.

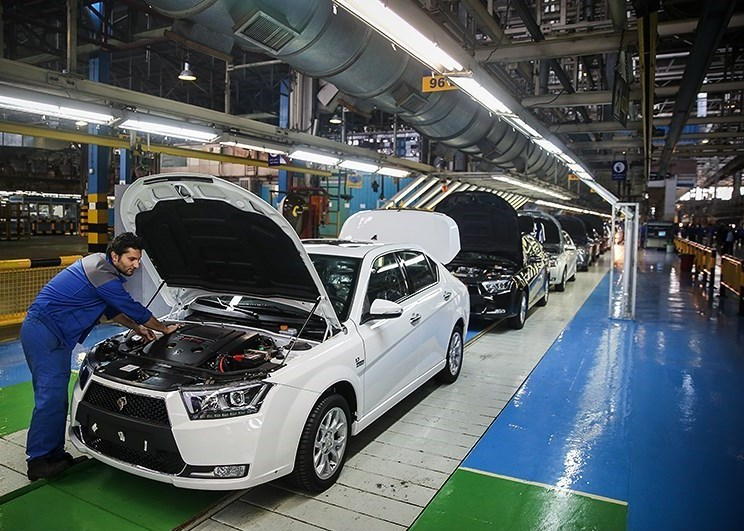
Fabrica de Vehículos de la empresa iraní Iran Khodro

Por su bien documentada financiación y patrocinio del terrorismo, Estados Unidos ha impuesto sanciones especialmente duras a Irán a partir de 2018. El proyecto americano es sofocar la economía iraní deteniendo su comercio con el resto del mundo. Desde entonces, si una empresa trabaja con Irán, ya no se le permite comerciar con Estados Unidos. La inflación, que había caído por debajo del 10%, ha subido a más del 40%. La economía está en recesión y el desempleo está aumentando de nuevo (se estima que será de al menos un 20% en 2019). En septiembre de 2019, el gobierno de EE. UU. introdujo nuevas sanciones, incluyendo «la última fuente de ingresos del Banco Central de Irán», que ya está en la lista negra de EE. UU., pero también el Fondo de Desarrollo Nacional, «su fondo de riqueza soberana, que será cortado» del sistema bancario de EE. UU., según el Secretario del Tesoro Steven Mnuchin. Según Donald Trump, estas son «las sanciones más duras jamás impuestas a un país».
Según el Índice mundial de innovación, a cargo de la Organización Mundial de la Propiedad Intelectual, en 2024, Irán se ubicó en lugar 64 en innovación entre 133 países del mundo; mientras que en 2023 ocupó el lugar 62 y el lugar 53 en 2022.

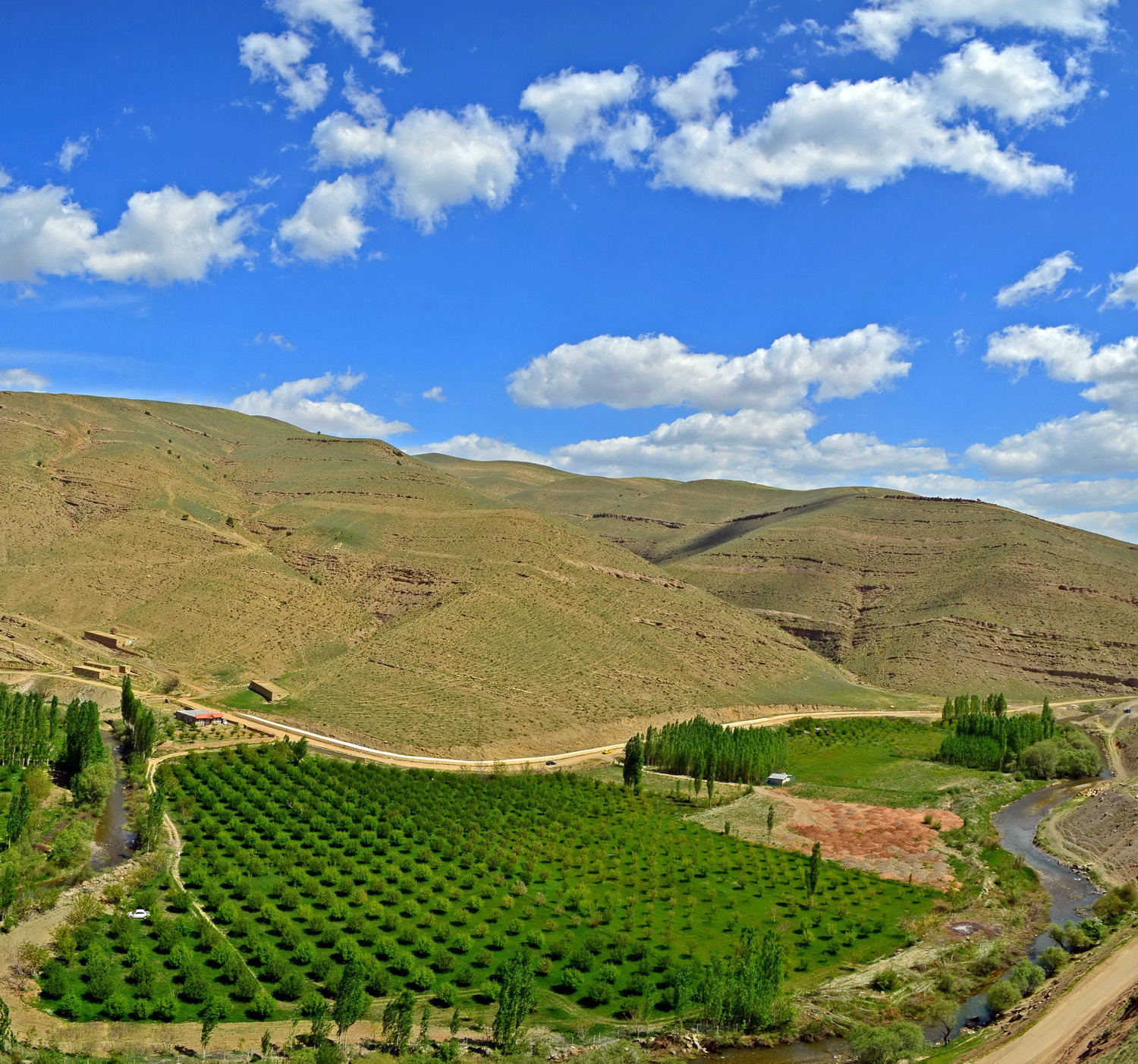
Campo agrícola en la provincia de Azerbaiyán Occidental

### Protección Social
La primera forma de seguridad social (en persa: Bimeh-ye ejtekmāi) en Irán fue introducida en 1931 por el Ministerio de Carreteras para los trabajadores a su servicio en forma de fondo de compensación; dos años más tarde, se introdujo el mismo tipo de fondo para los trabajadores estatales de los sectores industrial y minero. Posteriormente se crearon varios fondos de compensación hasta que se aprobó una ley que regulaba la seguridad de los trabajadores. 
Tras la revolución de 1979, se crearon varias fundaciones para ayudar a los más desfavorecidos (llamados mostaz'afín) y mejorar sus condiciones de vida en forma de ayudas económicas o pensiones. El Comité de Socorro del Imán Jomeini (IKRC), la Fundación de los Mártires o la Fundación 15 Jordad son ejemplos de estas fundaciones que disponen de medios financieros importantes (subvenciones estatales, exenciones fiscales y donaciones religiosas.
En 1986, la protección social se amplió a los trabajadores autónomos, que deben cotizar voluntariamente entre el 12 y el 18% de sus ingresos en función de la protección deseada.
La protección social cubre a los trabajadores por cuenta ajena de entre 18 y 65 años, y la financiación se reparte entre el trabajador (7% del salario), el empresario (20-23% de la nómina) y el Estado (que completa la cotización del empresario con un 3% de la nómina).
La Seguridad Social asegura a los trabajadores por cuenta ajena contra el desempleo, la enfermedad, la vejez (pensión de jubilación) y los accidentes laborales. La Organización de la Seguridad Social, gestionada por el Ministerio de Protección Social, también concede prestaciones familiares y de maternidad en determinadas condiciones93. Irán no ha legislado la protección social universal, pero en 1996 el Centro Estadístico de Irán estimó que más del 73% de la población iraní está cubierta por la seguridad social.

## Demografía

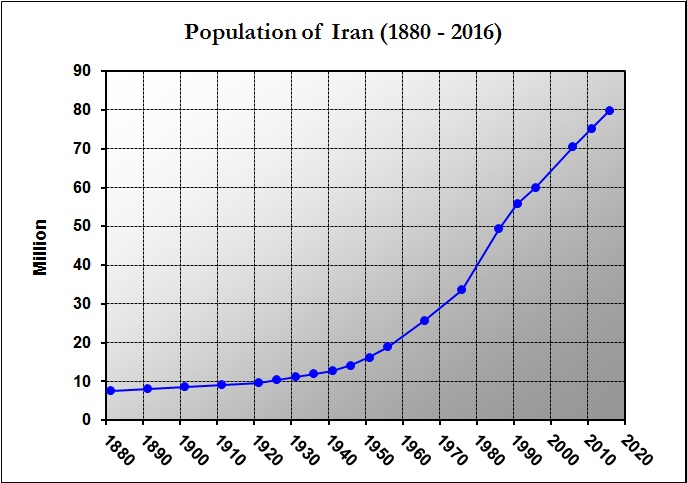
Evolución de la población de Irán entre 1880 y 2016.

La población de Irán en 2017 alcanzó la cifra de 82 021 564 habitantes. La esperanza de vida es de 74 años. El 79,4 % de la población está alfabetizada. El promedio de hijos por mujer es de 1,71.
Casi dos tercios de la población habla alguna lengua indoirania, aunque la única oficial es el persa, escrito en un alfabeto árabe modificado. Étnicamente el 61 % son persas, 9 % kurdos y el 2 % baluches. Dentro del grupo túrquico destacan los azeríes (24 %) y los turcomanos (2 %), pero también hay árabes (3 %), armenios, judíos mizrají, y asirios. En las escuelas se enseña el árabe, por ser la lengua en que está escrito el Corán.
La mayoría son musulmanes: 89 % chiitas, la religión oficial del estado y un 9 % sunitas. Entre las religiones minoritarias destacan la fe bahá'í, el zoroastrismo, el judaísmo y el cristianismo.

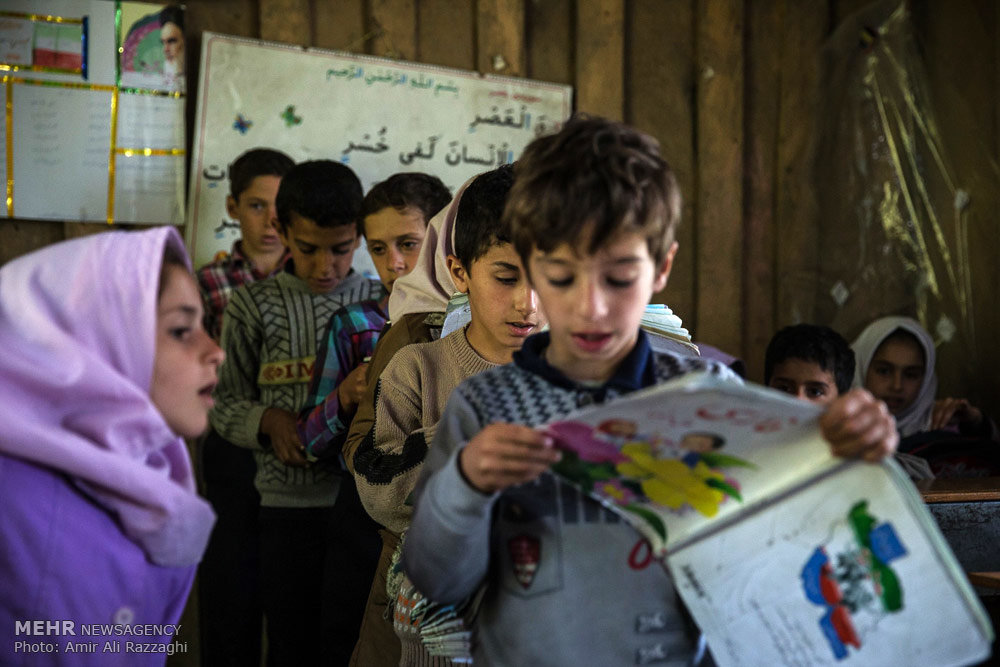
Grupo de niños Iraníes en una escuela

### Evolución demográfica
- 1857: 4 millones.
- 1875: 5 millones.
- 1902: 10 millones.
- 1929: 12 millones.
- 1941: 15 millones.
- 1955: 18 millones.
- 1965: 25 millones.
- 1980: 31 millones.
- 1988: 40 millones.
- 2000: 65 millones.
- 2012: 79 millones.
- 2016: 81 millones.
- 2017: 84.51 millones.
- 2018: 85.62 millones.
- 2019: 86.56 millones.
- 2020: 87.29 millones.
- 2021: 87.92 millones.
- 2023: 94.21 millones.

### Religión
En la Antigüedad había religiones politeístas en Irán, en el siglo viii a. C. se inicia el zoroastrianismo o mazdeísmo, que es hecho religión oficial en el siglo vi. En 636 d. C. la zona es conquistada por los árabes y la religión oficial pasa a ser el islam. La dinastía Safaví iniciada en 1501, unifica al país e instaura como religión oficial del país el islam chií duodecimano, que sigue siéndolo en el siglo xxi.

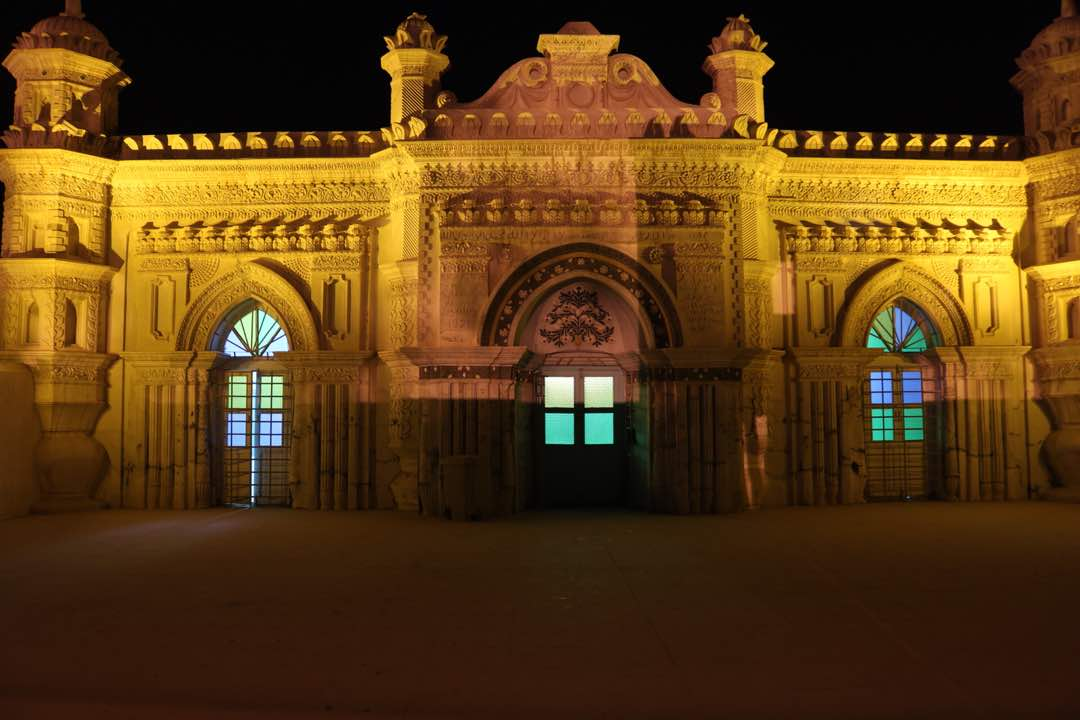
La Mezquita de Rangooniha patrimonio nacional de Irán desde 1991

A pesar de la modernización y los cincuenta años de secularización bajo los Pahlavi, Irán es hoy un Estado en el que la religión impregna casi todos los aspectos de la vida social. La renuncia al Islam (incluso la conversión al Islam suní se considera tal) puede castigarse con la muerte. Oficialmente (censo de 2011), el 99,4% de los ciudadanos de Irán son musulmanes. En 2006, se estimaba que entre el 89% y el 95% de los iraníes se adscribían a la religión estatal del chiismo twelver y entre el 4% y el 10% restante al islam suní. Es difícil saber hasta qué punto las cifras oficiales reflejan el sentimiento religioso y cómo cambiaría la proporción con la introducción de la plena libertad religiosa, a pesar de algunas encuestas en sentido contrario pero no representativas.
El chiismo es lo que más distingue a Irán de sus Estados vecinos. Sin embargo, el contenido fundamental, como la creencia en un Dios único, omnipotente y eterno, y en Mahoma como el último de los profetas que Dios envió a la humanidad para transmitir su mensaje, es idéntico entre chiíes y suníes. La diferencia fundamental entre estas dos corrientes del Islam radica en la cuestión de quién está legitimado para dirigir la comunidad islámica. Los chiíes sólo reconocen como líderes legítimos a los descendientes directos del profeta Mahoma y se refieren a ellos como imanes. Vivieron un total de doce imanes. El duodécimo imán, que vive en la oscuridad, es un elemento central de las creencias de los chiíes vertientes. Se construyeron santuarios alrededor de las tumbas de estos individuos y sus familiares, de los que hay más de mil en Irán. Los más significativos de estos santuarios, como el del Imán Reza o el de Fátima Masuma, son destino de peregrinaciones, una práctica rechazada por los suníes.

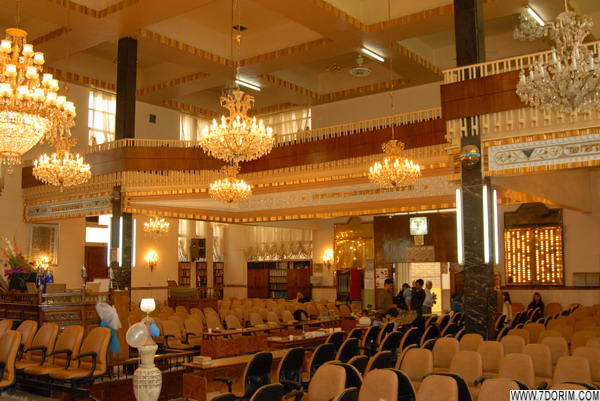
Interior de la Sinagoga de Yusef Abad en Teherán

Otra característica especial de la confesión chií es el permiso, llamado taghiyeh, para ocultar la propia fe y descuidar los deberes religiosos si el creyente se viera en peligro. La confesión suní está especialmente extendida entre los grupos étnicos que viven en zonas fronterizas con los países vecinos, como los kurdos, los turcomanos o los baluch. Los dirigentes chiíes no consideran a los suníes iraníes como una minoría, sino como musulmanes que han reconocido la pretensión de liderazgo de los chiíes; en consecuencia, en las zonas con mayoría de población chií sólo hay mezquitas gestionadas por chiíes. Hoy ya no tienen importancia religiones antiguas como la elamita.
Las minorías religiosas en el Irán actual comprenden sólo grupos muy pequeños, pero son muy importantes desde una perspectiva histórica y cultural. La religión iraní más antigua que se conoce es el zoroastrismo. Fue fundado por Zaratustra entre el 1200 y el 700 a. C.; las variedades del zoroastrismo se consideraban la religión del Estado bajo los sasánidas y los partos.
Sobre todo, el monoteísmo y el dualismo religioso (cielo e infierno, dios y demonio), innovadores para la época, influyeron en religiones posteriores. Algunas fiestas iraníes que aún se celebran hoy contienen elementos zoroástricos, en parte de forma sincrética. La Constitución reconoce a los zoroastrianos como minoría religiosa; en el censo de 2011, más de 25.000 personas se describían a sí mismas como zoroastrianas. Sus centros se encuentran en Yazd y Kerman, donde aún arden llamas sagradas en templos de fuego.
Los judíos han vivido en lo que hoy es Irán desde la antigüedad; por otra parte, Irán ocupa un lugar importante en la historia judía porque el rey Ciro II facilitó el regreso de las poblaciones judías del exilio babilónico. Los judíos se han asimilado tanto a lo largo del tiempo que la única diferencia entre ellos y los demás iraníes es su religión. La comunidad judía, reconocida como minoría religiosa en Irán, que contaba con unos 80.000 miembros antes de 1979, se ha reducido drásticamente a unos 10.000 desde la Revolución Islámica. Esto se debe en gran medida a las políticas antisionistas del gobierno iraní, por las que los judíos iraníes son fácilmente sospechosos de actuar como espías israelíes.

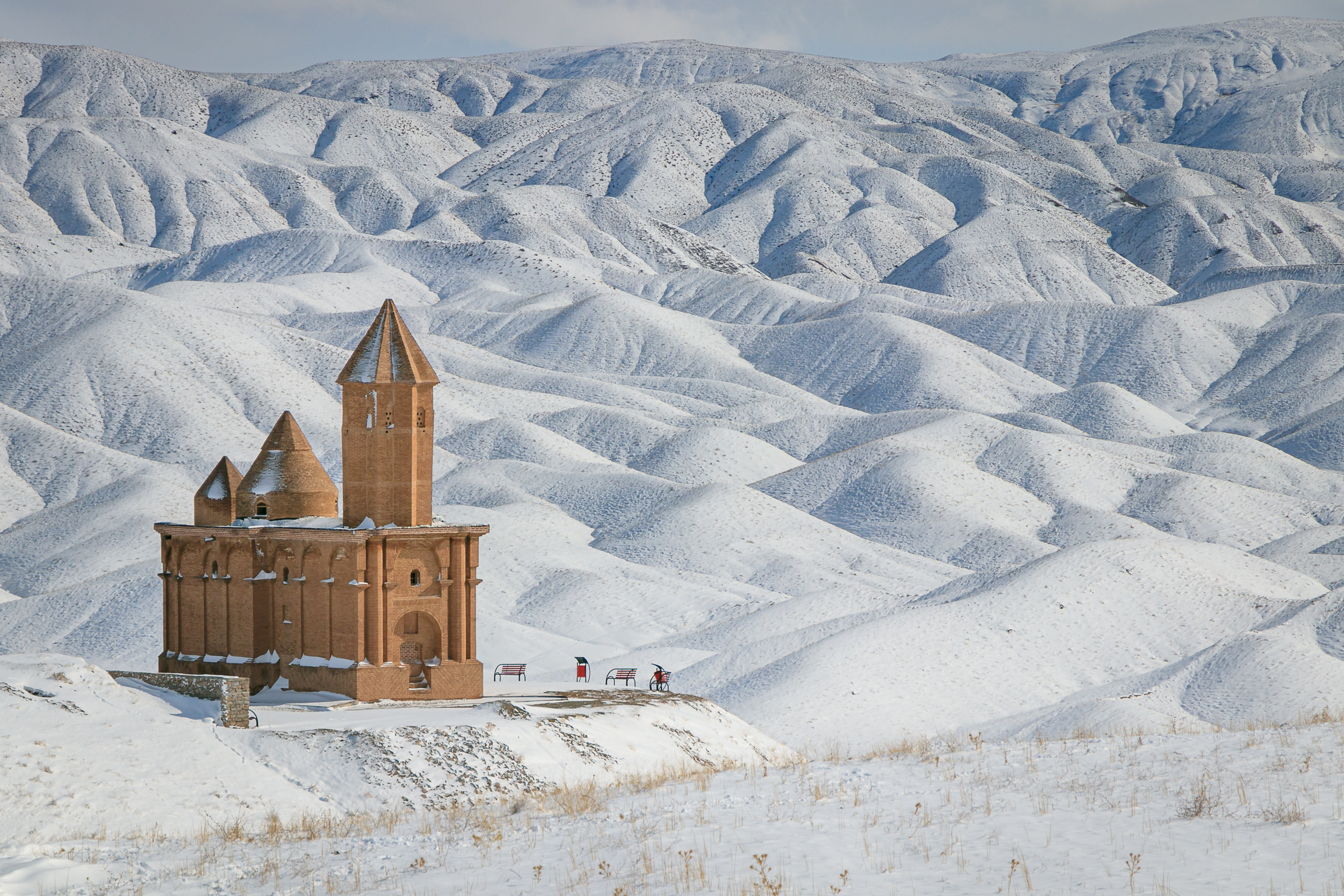
Vista invernal de la Iglesia de San Juan en Sohrol, una iglesia católica del o en Sohrol, Shabestar, Irán.

El cristianismo en Irán también tiene una larga historia; antes de la islamización de Irán, muchos nestorianos emigraron a lo que hoy es Irán. En la actualidad, viven en Irán unos 60.000 cristianos asirios, así como los descendientes de los aproximadamente 300.000 cristianos armenios que fueron introducidos en el país bajo los safávidas; su centro sigue estando en Ispahán. Además, hay congregaciones e iglesias católicas, anglicanas, protestantes y de otras confesiones cristianas.
Los artículos 13 y 14 de la Constitución iraní reconocen el cristianismo, el judaísmo y el zoroastrismo como minorías religiosas. Estipulan que el Estado iraní debe tratarlos con equidad y proteger su práctica de la fe, ritos y ceremonias. Las minorías religiosas eligen a sus propios diputados en las elecciones parlamentarias, para las que se reserva un número mínimo de escaños parlamentarios. Sin embargo, estas comunidades religiosas no pueden participar en ninguna actividad contraria al Islam o a la República Islámica. Por ejemplo, deben observar códigos de vestimenta en público y no pueden reclutar miembros entre los musulmanes.

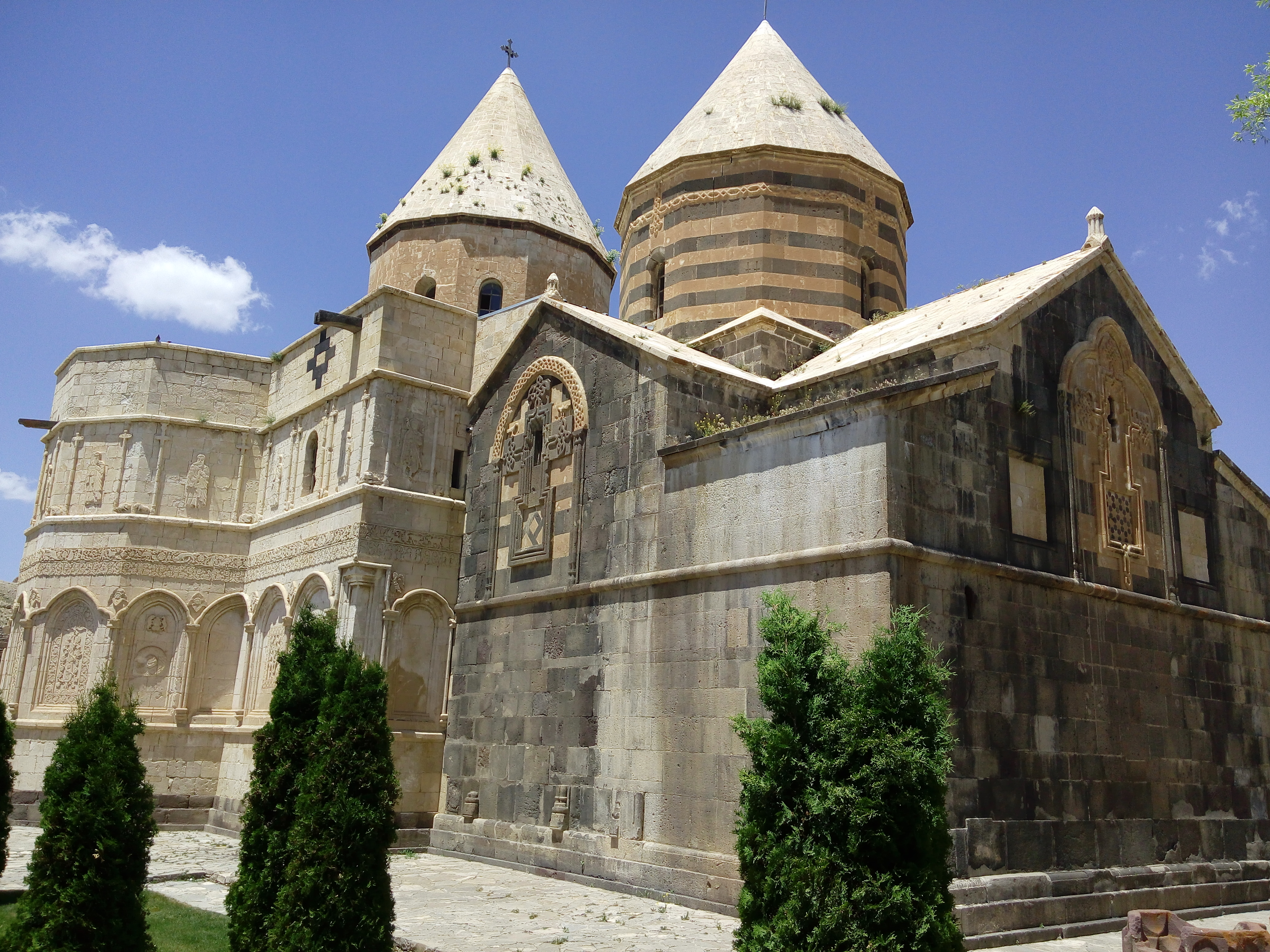
Monasterio armenio de San Tadeo en Irán

Los musulmanes de Irán se enfrentan a la pena de muerte por apostasía. En la práctica, todos los miembros de las minorías religiosas son objeto de formas sutiles de discriminación, como en la elección de puestos de trabajo en la economía dominada por el Estado, en el derecho de sucesiones o en el testimonio. Incluso los cargos más altos, como ministros, secretarios de Estado, jueces o profesores de escuelas regulares, les están vedados.
El bahaísmo se considera la mayor religión no musulmana de Irán. Surgió del islam chií a mediados del siglo XIX, cuando una figura fundadora (el Bab) se identificó como el Duodécimo Imán, emprendió una vigorosa actividad misionera con varios seguidores, como Qurrat al-Ain, y declaró abolidas las leyes islámicas. Bahāʾullāh formó más tarde, a partir del babismo, el bahaísmo, extendido a todos los países del mundo actualmente. Desde sus inicios, esta religión ha sido considerada una herejía y combatida en consecuencia en muchos países islámicos. La persecución se intensificó en Irán tras la Revolución Islámica. La Fe Bahá'í está oficialmente prohibida en Irán, por lo que sus más de 300.000 seguidores practican su religión en la clandestinidad, ya que los bahaíes profesantes están excluidos de la educación superior o del trabajo con el Estado; también corren el riesgo de ser detenidos y ejecutados.

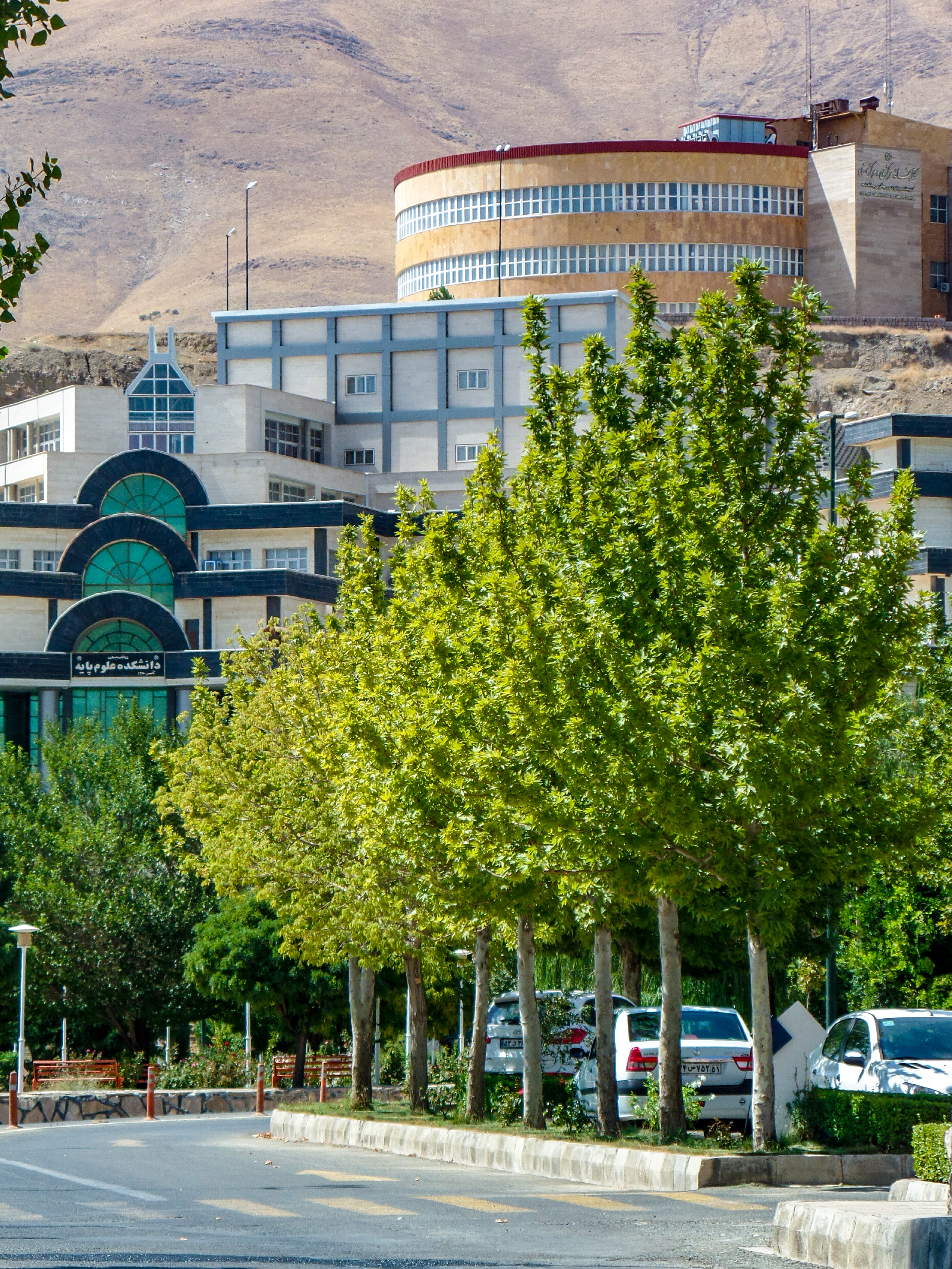
Universidad del Kurdistán Iraní

### La cuestión kurda
Los kurdos son objeto de ciertas discriminaciones: representarían en 2019 casi la mitad de los presos detenidos por delitos contra la seguridad nacional, son condenados a penas desproporcionadas según la ONU y la lengua kurda no se enseña en las escuelas. Sobre todo, las provincias con mayoría de kurdos están muy afectadas por la pobreza. Aunque el gobierno se niega a concederles un estatuto de autonomía, tienen una relativa tolerancia cultural: algunos medios de comunicación se emiten en kurdo y se aceptan las tradiciones musicales y de vestimenta kurdas.
Por estas razones, la historia de los kurdos en Irán ha estado marcada por varios levantamientos, como la República de Mahabad, cuando, en 1946, los insurgentes crearon un estado kurdo independiente antes de que fuera destruido por el ejército iraní. En la actualidad, hay cinco grupos armados kurdos activos: el Partido Democrático del Kurdistán de Irán (PDKI), el Partido de la Vida Libre del Kurdistán, el Komala, el Partido de la Libertad del Kurdistán y el Partido Democrático del Kurdistán. Sin embargo, los acuerdos de alto el fuego de diversa duración con los militares iraníes han impedido que el conflicto se intensifique.
A partir de 2017, en particular, el PDKI fue abordado por Estados Unidos, que consideró utilizarlo para privar a Irán del control de su frontera occidental. Así, en junio de 2018, el secretario general del partido acudió a Washington invitado por las autoridades estadounidenses, donde fue recibido por funcionarios del Departamento de Defensa, entre ellos el de asuntos iraníes. En 2017, antes de ser nombrado consejero de Seguridad Nacional, John Robert Bolton pidió en un editorial que la administración estadounidense se acercara a las minorías étnicas de Irán, especialmente a los kurdos, para crear una red de aliados regionales contra Irán. Ese mismo año, un informe del influyente think tank Center for Strategic and International Studies sugería que Estados Unidos estaba apoyando a los kurdos iraníes para desestabilizar a la república islámica desde dentro. Sin embargo, el PDKI se muestra escéptico, sobre todo porque Estados Unidos no es leal a sus aliados.

### Educación

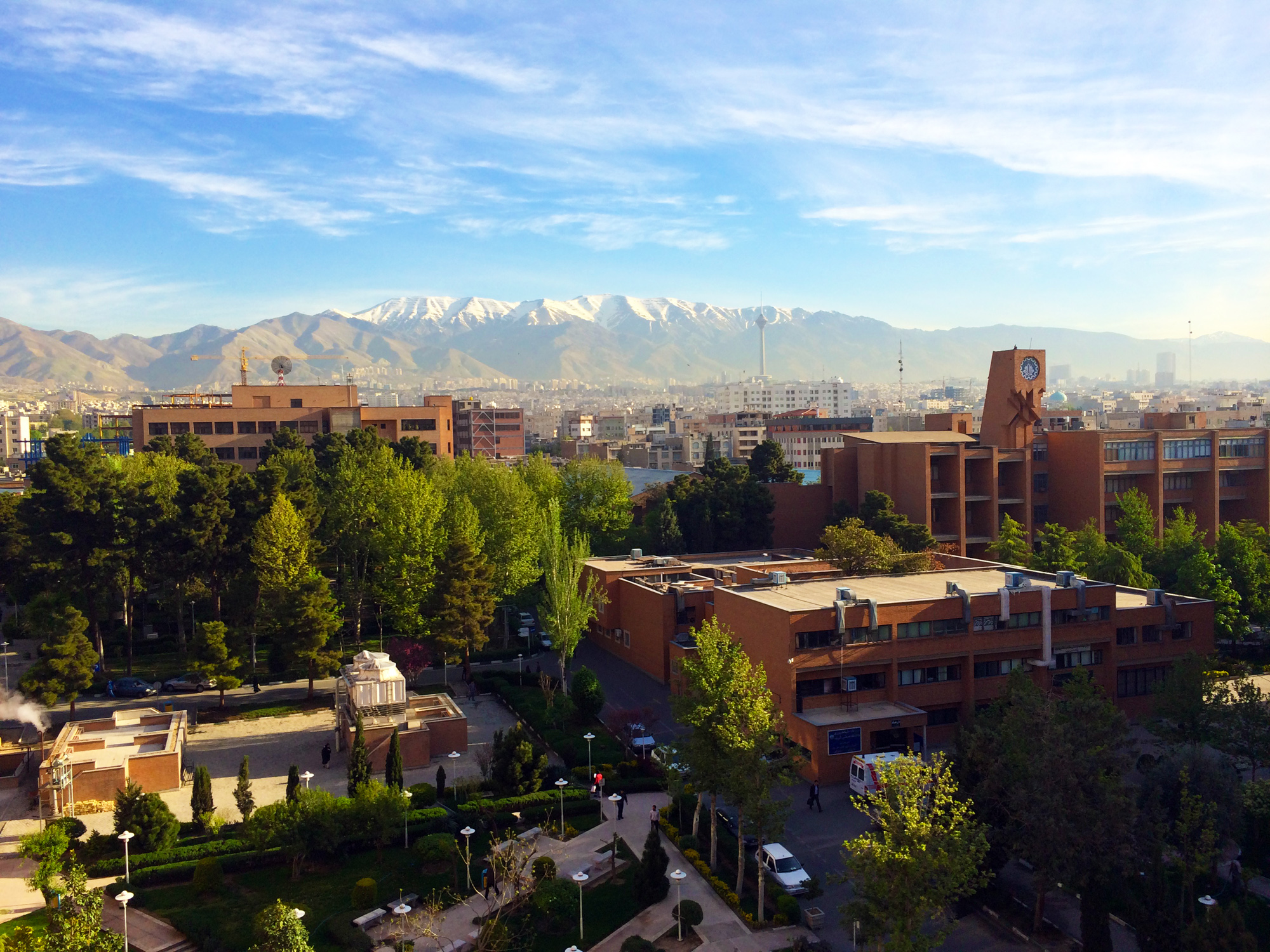
Universidad de Tecnología Sharif

Los niños de cinco años reciben un programa preescolar no obligatorio de un año de duración. La educación primaria (dabestan) comienza a los seis años y dura cinco. La educación secundaria básica, también conocida como ciclo de orientación (Râhnamâï), abarca los cursos sexto a octavo. El ciclo de orientación sirve para determinar la idoneidad para la enseñanza general o profesional/técnica en el nivel de secundaria superior (dabirestan), que consta de un ciclo de tres años y no es obligatorio ni gratuito. La enseñanza secundaria superior se subdivide en tres ramas: académica, técnica/profesional y práctica, que a su vez se subdividen en varias especialidades.
La enseñanza superior la imparten las universidades, las universidades tecnológicas, las universidades médicas, las escuelas profesionales, las escuelas superiores y los centros de formación del profesorado, así como las instituciones privadas. Los requisitos de acceso a la enseñanza superior son la finalización de la educación secundaria superior y el programa de preparación universitaria de un año de duración y la superación del examen nacional de acceso a la universidad (oposición). El sistema de enseñanza superior ofrece varias titulaciones: Fogh-Diplom o Kârdâni (equivalente a un título de técnico superior) de dos años de enseñanza superior, Karshenasi (también conocido como Bachillerato), de cuatro años de enseñanza superior. Dos años después del Bachillerato, la Licence Fogh (título de máster). A continuación, un examen de acceso permite a los estudiantes iniciar un programa de doctorado.

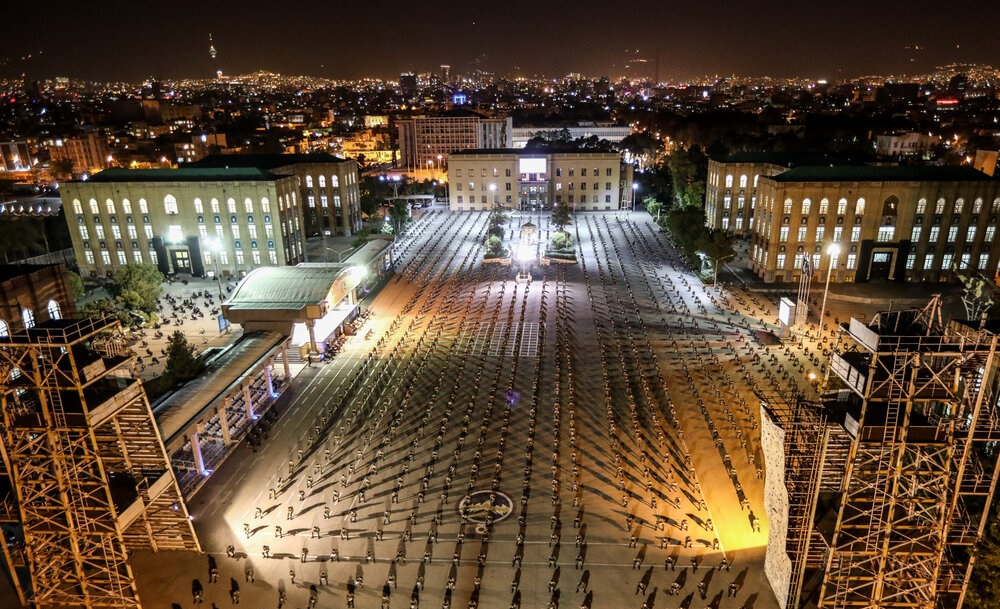
Academia de Oficiales Imán Ali

En 1999, muchos estudiantes encabezaron una protesta contra el régimen islámico, que fue violentamente reprimida. En 2004, Irán contaba con más de 2,2 millones de estudiantes universitarios, de los cuales el 60% eran chicas.
Irán cuenta actualmente con 54 universidades estatales y 42 facultades de medicina estatales. También hay 289 universidades privadas. Alrededor del 6% de los centros de enseñanza secundaria superior son privados84 , que siguen el mismo plan de estudios que los centros estatales y deben cumplir las directrices del Ministerio de Educación, aunque sus gastos se sufragan con las tasas de los estudiantes. En 2009, la Universidad de Teherán estuvo en el centro de las protestas tras proclamarse la reelección del presidente en funciones, y la oposición denunció redadas de las fuerzas de seguridad en las residencias universitarias, donde «se derramó sangre y se golpeó a jóvenes».

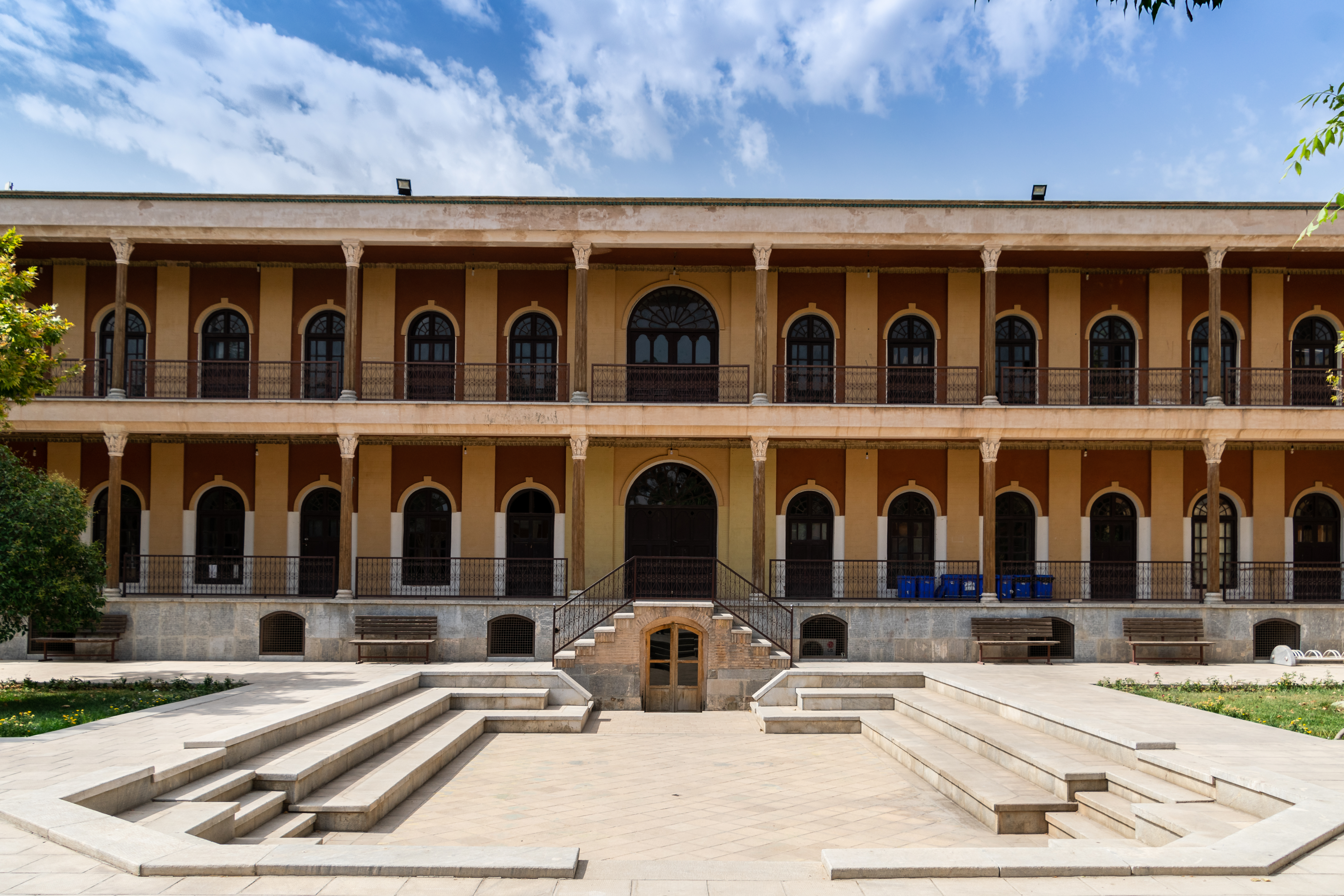
Escuela Francesa de la Universidad de las Artes de Isfahán

La educación en Irán está muy centralizada. El Ministerio de Educación supervisa la enseñanza primaria y secundaria, y el Ministerio de Ciencia y Tecnología la superior.
La tasa de alfabetización de adultos (entre los iraníes de 10 a 49 años) ha alcanzado el 96% el 19 de marzo de 2020; mientras que según la UNESCO había alcanzado el 85,0% en 2008 (frente al 36,5% en 1976)
Según los datos proporcionados por la UNESCO, la tasa de alfabetización de Irán entre las personas mayores de 15 años era del 85,54% en 2016, siendo los hombres (90,35%) significativamente más educados que las mujeres (80,79%), y el número de analfabetos de la misma edad ascendía a unos 8.700.000 de los 85 millones de habitantes del país. Según este informe, el gasto del Gobierno iraní en educación asciende a alrededor del 4% del PIB.
El requisito para acceder a la enseñanza superior es tener el título de bachillerato y aprobar el examen de acceso a la universidad iraní (conocido oficialmente como konkur (کنکور)), que es el equivalente a los exámenes SAT y ACT de Estados Unidos. Muchos estudiantes realizan un curso preuniversitario (piš-dānešgāh) de uno o dos años, que es el equivalente a los GCE A-levels y al Bachillerato Internacional. La finalización del curso preuniversitario otorga a los estudiantes el Certificado Preuniversitario.

### Emigración e Inmigración
En 2014 se estimaba que cuatro millones de personas de origen iraní vivían fuera de la República Islámica de Irán; en 2010, alrededor de 1,3 millones de ciudadanos iraníes, aproximadamente el 1,7 % de la población, vivían fuera del país. Entre los principales destinos de los emigrantes iraníes se encuentran Estados Unidos, Canadá, los países del norte de la Unión Europea, Israel y los ricos países ribereños del Golfo Pérsico, como Catar, Baréin y los Emiratos Árabes Unidos. Dado que entre los emigrantes hay muchos jóvenes con un buen nivel de formación, las pérdidas que supone la emigración para la economía iraní parecen ser enormes: se calcula que cada año se pierden alrededor de 50 000 millones de dólares estadounidenses por la fuga de talentos. Los fondos que regresan anualmente a la República Islámica desde el exilio ascienden a unos 1100 millones de dólares estadounidenses. La diáspora iraní, muy vinculada a su país de origen, es además, a través de emisoras de radio y televisión en lengua persa y de blogs, un elemento importante en la formación de la opinión pública iraní.

Irán es también destino de inmigración. El censo de 2011 reveló que casi 1,7 millones de extranjeros vivían en Irán, de los cuales casi la mitad eran refugiados. La mayoría de los extranjeros (1,45 millones) procedían de Afganistán. Los afganos llevan varias décadas emigrando a Irán, por un lado como trabajadores migrantes, pero desde la invasión soviética de Afganistán (1979) y las guerras posteriores, cada vez más como refugiados. Dado que muchos afganos hablan una variante del persa y tienen un trasfondo cultural y religioso similar, les resulta relativamente fácil integrarse en Irán y registrarse como persas en los censos. Por lo tanto, el número real de afganos en Irán podría ser superior al indicado en las cifras anteriores. No obstante, los afganos se enfrentan a discriminación en Irán. Además de los afganos, en Irán viven unos 50 000 iraquíes y 17 000 pakistaníes. Otros países de origen de los inmigrantes son Azerbaiyán, Turquía, Armenia y Turkmenistán.

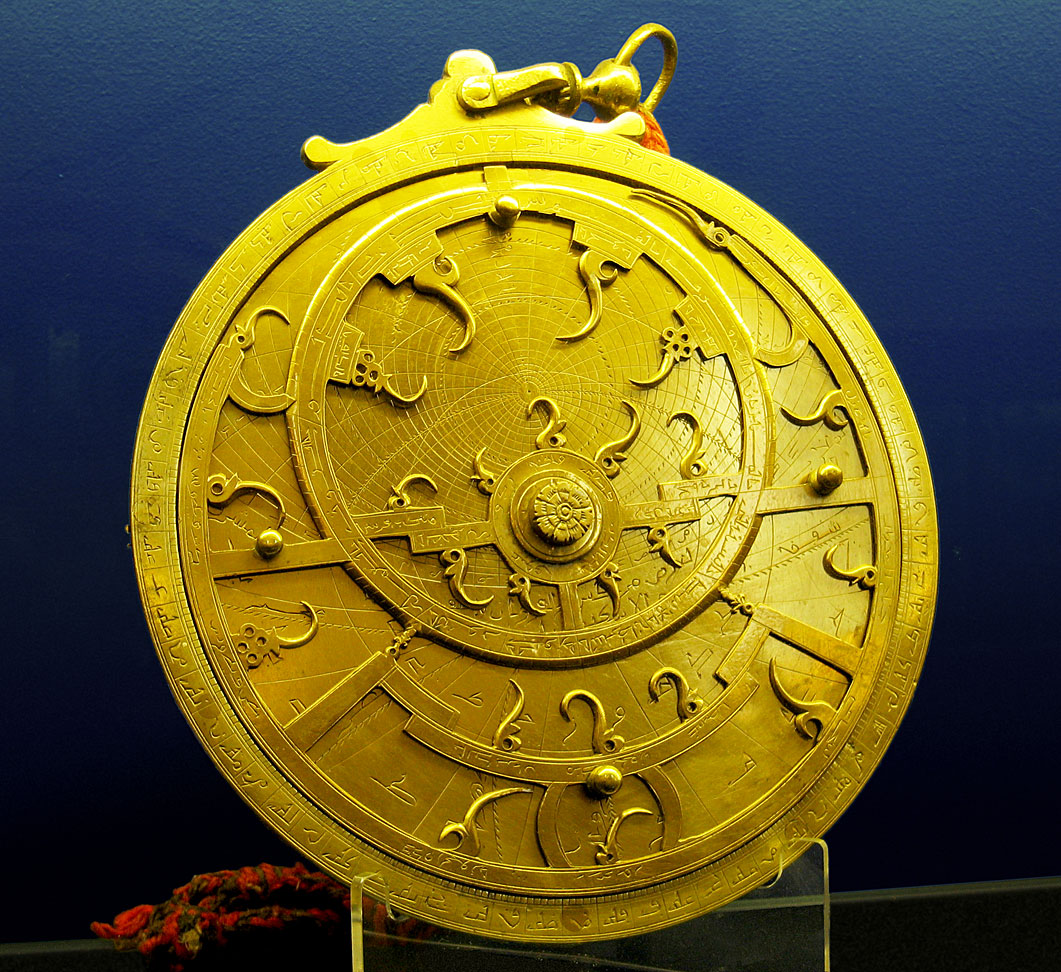
Astrolabio persa del

## Ciencia y Tecnología
La historia de la ciencia en Irán se remonta a la Antigüedad, con ejemplos como la academia de Gondichapur, el primer hospital docente conocido. Tras la conquista islámica de Persia, los conocimientos de la antigua Grecia, India y Alejandría fueron traducidos al árabe por científicos de origen persa y árabe, creando uno de los mayores tesoros científicos de la Edad Media. Durante el periodo islámico, importantes científicos iraníes sentaron las bases de muchas disciplinas: álgebra y matemáticas con al-Jwârizmî, Nasir al-Din al-Tusi o Ghiasseddin Jamshidi Kashani; medicina con Avicena o Abu Bakr Mohammad Ibn Zakariya al-Razi (conocido como Rhazes); química y física con Jabir ibn Hayyan o Alhazen, astronomía con Al-Biruni u Omar Khayyam.
Las ciencias aplicadas y fundamentales están bastante desarrolladas en Irán. Los físicos y químicos publican regularmente en revistas de gran impacto. A pesar de las limitaciones en financiación, instalaciones y colaboraciones internacionales, los científicos iraníes han sido muy productivos en áreas como la farmacología, la química farmacéutica y la química orgánica y analítica. Científicos iraníes ayudaron a construir el Solenoide Compacto de Muones, un detector para el Gran Colisionador de Hadrones del CERN, que entró en funcionamiento en 2007. La RMN, la microcalorimetría, el dicroísmo circular y otras instalaciones para estudiar las proteínas existen en Irán desde hace décadas. La investigación sobre la reparación de tejidos biológicos acaba de surgir en los departamentos de biofísica.

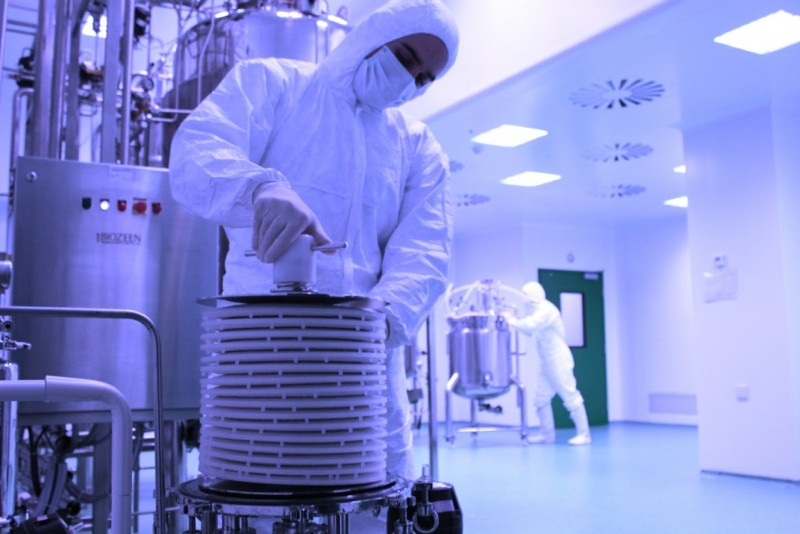
La línea de producción de AryoSeven en la empresa biofarmacéutica iraní AryoGen

Irán es un buen ejemplo de país que ha progresado considerablemente centrándose en la educación y la formación. A pesar de las sanciones de las últimas décadas, los científicos iraníes han seguido produciendo investigación de muy buena calidad. Su tasa de publicación en revistas internacionales se ha cuadruplicado en la última década. Aunque esta tasa de publicación sigue siendo muy baja en comparación con los países desarrollados, sitúa a Irán en el primer puesto entre los países islámicos. Irán multiplicó por diez sus publicaciones entre 1996 y 2004 y ocupó el primer puesto en cuanto a tasa de crecimiento, seguido de China. En 2022, Irán ocupa el puesto 53 en el índice mundial de innovación.
En 2009, se presentó un sistema HPC basado en SUSE Linux fabricado por el Instituto de Investigación Aeroespacial de Irán (ARI) con 32 núcleos, y ahora funciona con 96 núcleos. En 2010 se presentó el robot humanoide iraní Sorena 2, diseñado por ingenieros de la Universidad de Teherán. El Instituto de Ingenieros Eléctricos y Electrónicos (IEEE) ha colocado el nombre de Surena entre los cinco robots más destacados del mundo tras analizar su rendimiento.

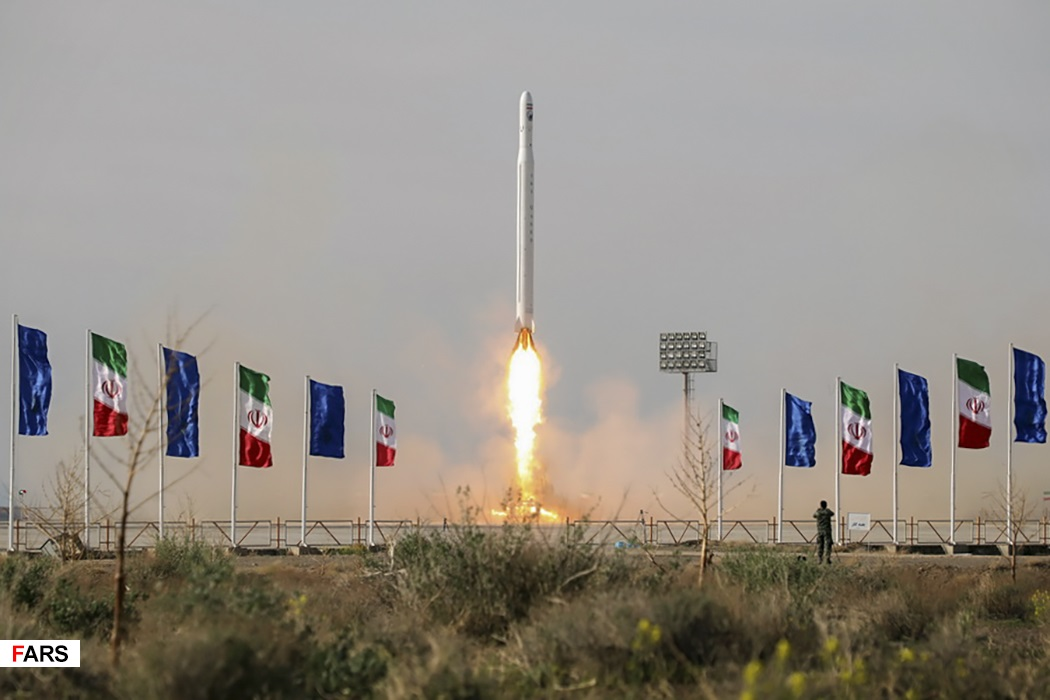
Lanzamiento del cohete Qased por parte de la Agencia Espacial Iraní

En el ámbito de las ciencias biomédicas, el Instituto de Bioquímica y Biofísica de Irán cuenta con una cátedra UNESCO de Biología. A finales de 2006, científicos iraníes clonaron con éxito una oveja mediante transferencia nuclear de células somáticas, en el Centro de Investigación Royan de Teherán.
Según un estudio de David Morrison y Ali Khadem Hosseini (Harvard-MIT y Cambridge), la investigación con células madre en Irán se encuentra entre las 10 primeras del mundo. Irán ocupa el puesto 15 del mundo en nanotecnologías.
El 2 de febrero de 2009, en el 30 aniversario de la Revolución de 1979, Irán puso en órbita el satélite Omid, de fabricación nacional, a través de su primer vehículo de lanzamiento prescindible Safir, convirtiéndose en el noveno país del mundo capaz tanto de producir un satélite como de enviarlo al espacio desde un lanzador de fabricación nacional.

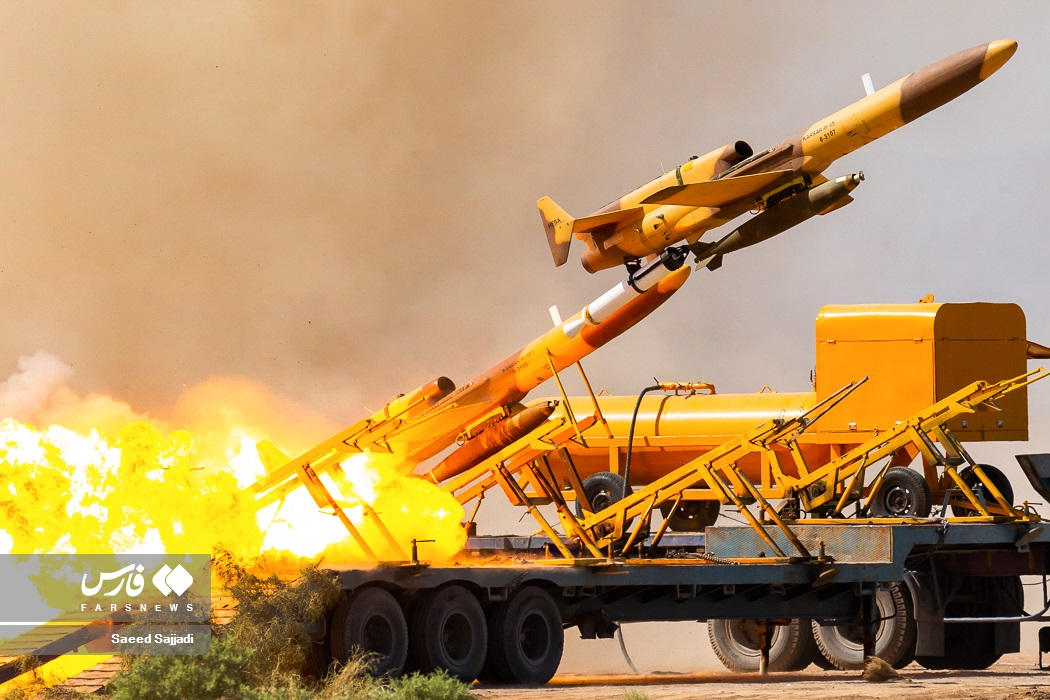
Drones Karrar de fabricación iraní

El programa nuclear iraní se puso en marcha en la década de 1950. Irán es el séptimo país en producir hexafluoruro de uranio y controla todo el ciclo del combustible nuclear, incluida la capacidad de enriquecer.
Los científicos iraníes fuera de Irán también han hecho algunas contribuciones importantes a la ciencia. En 1960, Ali Javan coinventó el primer láser de gas, y Lotfi A. Zadeh introdujo la teoría de conjuntos difusos. El cardiólogo iraní Tofigh Mussivand inventó y desarrolló la primera bomba cardiaca artificial, precursora del corazón artificial. Samuel Rahbar descubrió la HbA1c, que contribuyó a la investigación y el tratamiento de la diabetes. En Irán se publica un número considerable de artículos sobre teoría de cuerdas. El teórico de cuerdas iraní-estadounidense Cumrun Vafa propuso el teorema de Vafa-Witten junto con Edward Witten. En agosto de 2014, la matemática iraní Maryam Mirzakhani se convirtió en la primera mujer, además de la primera iraní, en recibir la Medalla Fields, considerado el máximo galardón en matemáticas.

## Cultura

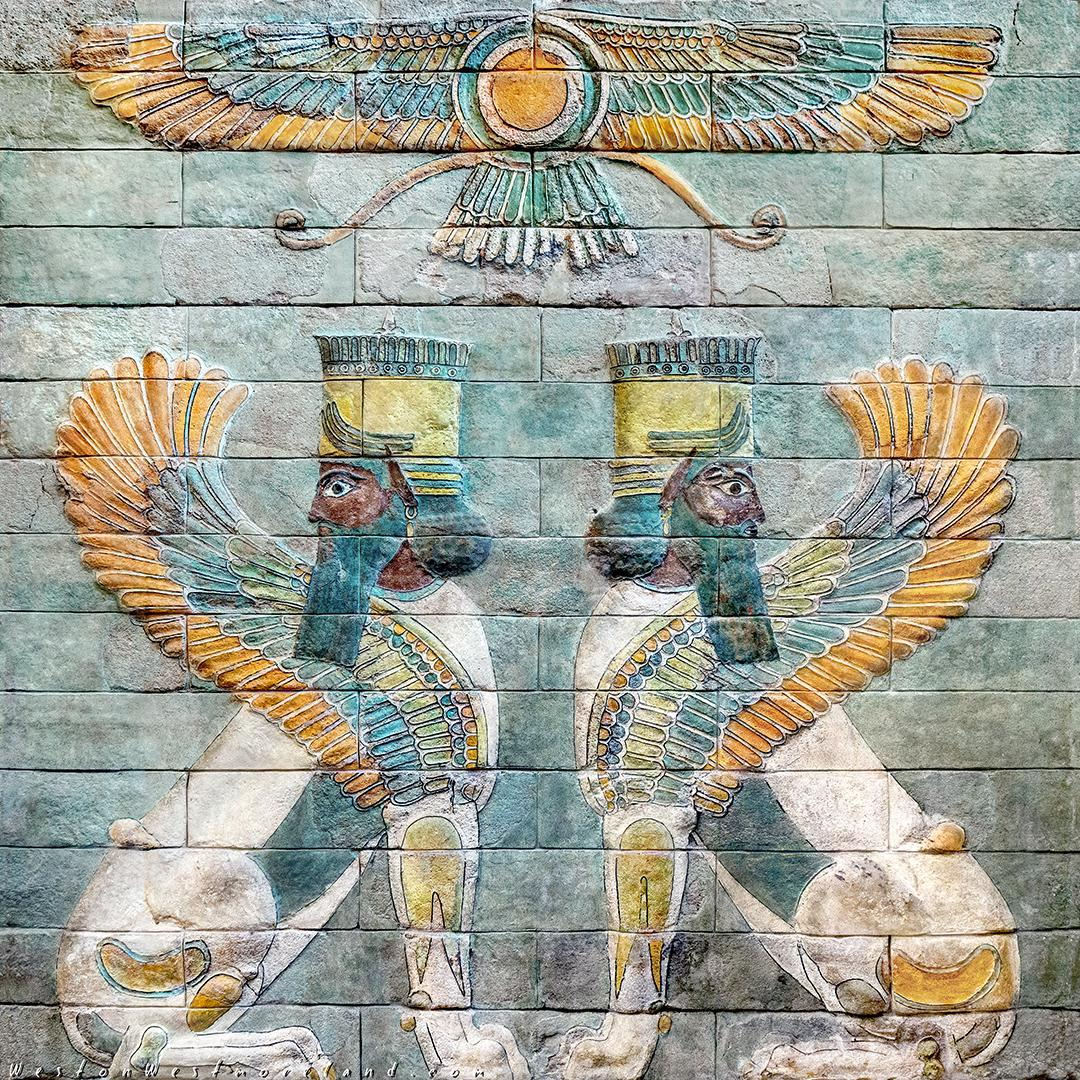
Cabeza humana de Aladlammu en el palacio de Darío en Susa.

La cultura de Irán es una mezcla entre la cultura preislámica y la cultura islámica. La cultura iraní probablemente se originó en Asia Central, teniendo su origen en la cultura de Andronovo 2000 a. C. La cultura iraní ha tenido durante mucho tiempo un lugar preponderante en la cultura medio oriental y de Asia Central, con el persa considerado el idioma de los intelectuales durante gran parte del II milenio.
Durante la época sasánida, Irán influyó en la cultura china, la india y la civilización romana considerablemente. Esta influencia desempeñó un papel prominente en la formación del arte medieval de asiáticos y europeos. Esta influencia se expandió en el mundo islámico. Gran parte de lo que más tarde pasó a denominarse aprendizaje islámico, tales como la filología, la literatura, la jurisprudencia, la filosofía, la medicina, la arquitectura y las ciencias se basan en algunas de las prácticas adoptadas por los sasánidas y persas.

### Arte

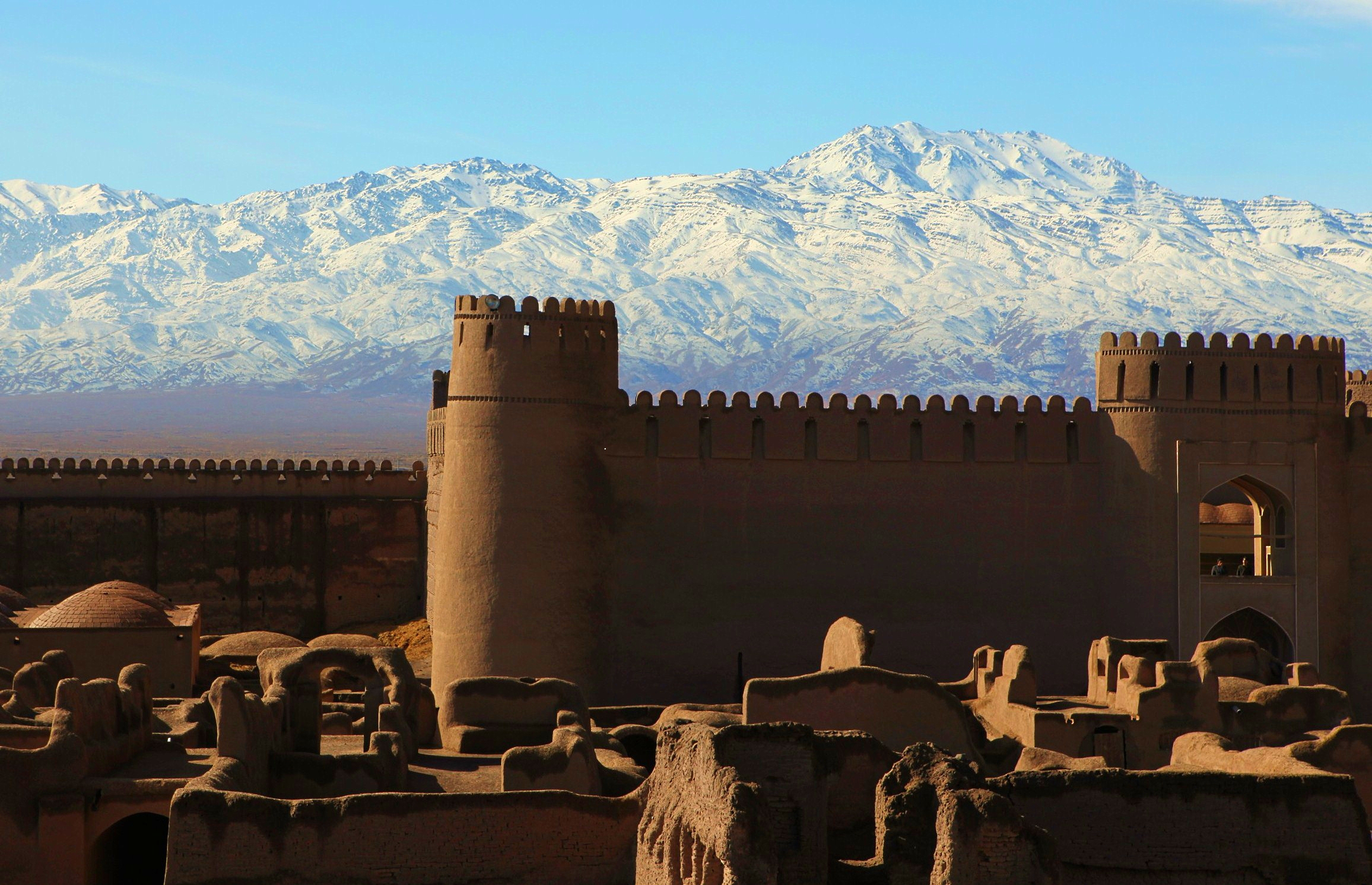
Castillo de Rayen en Kermán.

El arte del imperio aqueménida se vio influido por el egipcio y el caldeoasirio. Se concreta en construcciones de gran monumentalidad, como los grandes palacios reales, entre los que cabe citar el de Ciro en Susa o los de Darío y Jerjes en Persépolis. También cabe citar las tumbas reales, como el sepulcro de Ciro o las tumbas excavadas en la roca. Esta arquitectura se ve ornamentada con escultura, tanto estatuas como bajorrelieves. De los caldeoasirios tomaron los persas la escritura cuneiforme y las representaciones de animales mitológicos. Combinaron el ladrillo mesopotámico con materiales más duraderos como la piedra; y usaron igualmente el sistema arquitrabado propio de los egipcios junto con el arco y la bóveda. 

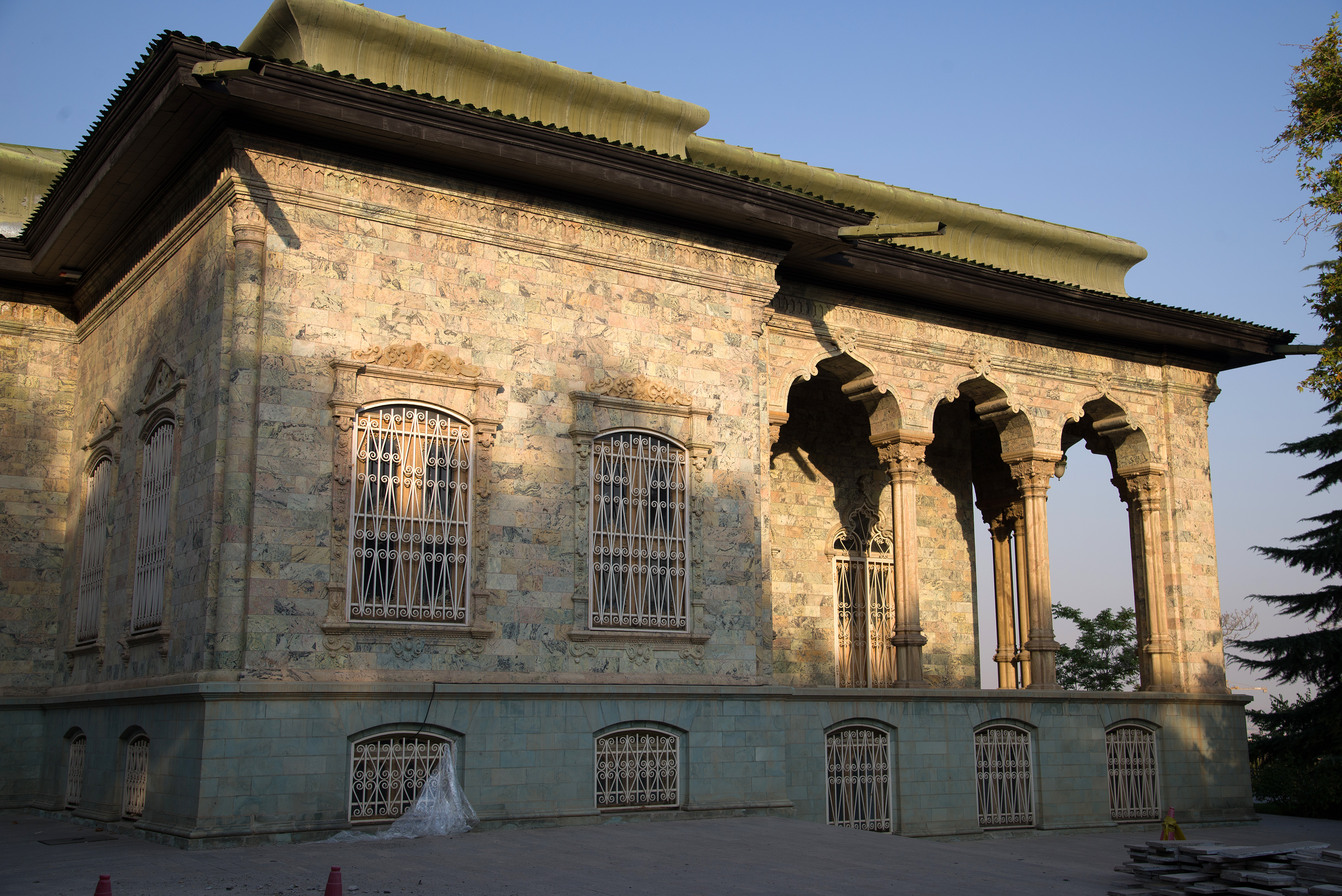
Museo del Palacio Verde en Teherán

En estos palacios pueden verse las apadanas o salas de ceremonias hipóstilas, con elevadas columnas rematadas en capitel formado por dos troncos de toro. Destacan los revestimientos de ladrillos esmaltados polícromos o cerámica vidriada, entre los que el más conocido es el llamado «friso de los arqueros» o «de los inmortales» del Palacio de Susa; cabe mencionar igualmente el «friso de los portadores de ofrendas» del palacio de Persépolis, y el puente de Davazdah cheshmeh en la ciudad histórica de Amol.
En época helenística y romana (siglo IV a. C.-siglo III d. C.) se dejó sentir la influencia griega. Es posteriormente, en época sasánida, cuando se retoman los temas iránicos y en especial se impulsaron las artes menores como la cerámica. Cuando en el siglo VII la meseta de Irán pasó a dominio árabe, el arte islámico resultante conservó rasgos iranios que lo diferenciaban del arte que se estaba haciendo en Siria: la arquitectura siguió siendo ornamentada como en época sasánida, se emplearon materiales como el ladrillo o el adobe y se siguió recurriendo a la bóveda. Dentro de la arquitectura islámica persa destaca la Mezquita Azul de Tabriz y el palacio de Ispahán.
Al caer Persia bajo el dominio mongol, llegaron influencias del Extremo Oriente, y cobró así auge la miniatura, con especial influencia china; la miniatura persa alcanzaría su máximo esplendor en el siglo siguiente. También el tejido tuvo un gran desarrollo. El arte persa influyó más allá de la meseta irania, contribuyendo directamente al esplendor de Samarcanda (en el actual Uzbekistán), donde trabajaron artistas persas, esta influencia puede verse, por ejemplo, en la decoración en cerámica vidriada, en los altos tambores que sostienen las cúpulas o los mocárabes de los pórticos de entrada.
Como arquitectura moderna, construida en el siglo xx se puede citar el Monumento Azadi.

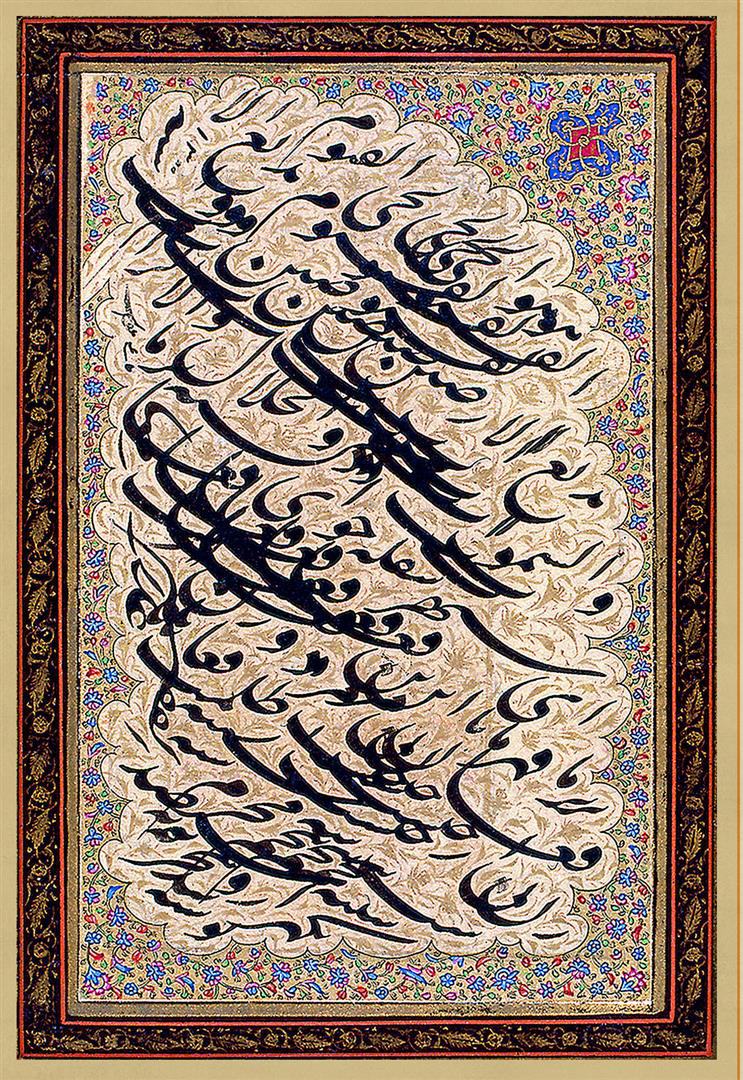
Manuscrito en el Museo de Caligrafía de Mir-Emad

### Literatura
La lengua persa evolucionó a lo largo del tiempo. En persa antiguo avéstico, lengua irania relacionada con el sánscrito, se escribió el Zend Avesta de Zoroastro (aproximadamente, siglo VII a. C. o siglo VI a. C.), que combina poesía con normas de Derecho. El persa pahlevi se desarrolla entre el siglo III y el VII. La conquista árabe hace que a partir del siglo vii se use esta lengua. Sin embargo, el renacimiento de una lengua nacional se produce a partir del siglo X. Se trata del neo-persa, en el que escribieron los grandes poetas medievales persas como Rudaki, Firdusi, Hafiz Shirazi, Saadi y Omar Jayyam. En árabe, destaca la figura del pensador Algacel.

### Cultura actual
Después de la islamización de Irán, rituales islámicos han penetrado en la cultura iraní. El más notable de ellos es la conmemoración de Husayn ibn Ali. Cada año en el Día de Ashura la mayoría de los iraníes, incluidos los armenios y los zoroástricos participan en el duelo por los mártires de la batalla de Karbala. La vida cotidiana en el Irán moderno está estrechamente interrelacionada con el chiismo y el arte, la literatura y la arquitectura del país son un siempre presente recordatorio de su profunda tradición nacional y de una más amplia cultura literaria. 
El nuevo año iraní (Nowruz) es una antigua tradición que se celebra el 21 de marzo para marcar el comienzo de la primavera en Irán. También se celebra en Afganistán, la República de Azerbaiyán, Uzbekistán, Turkmenistán, Tayikistán, Kazajistán y anteriormente también en Georgia y Armenia. También es celebrado por los kurdos de Irak y Anatolia. El Nowruz fue nominado por la Unesco como una de las Obras Maestras del Patrimonio Oral e Inmaterial de la Humanidad en 2004. Internet es popular entre la juventud iraní, lo que ha convertido a Irán en el cuarto país con más blogueros en el mundo.

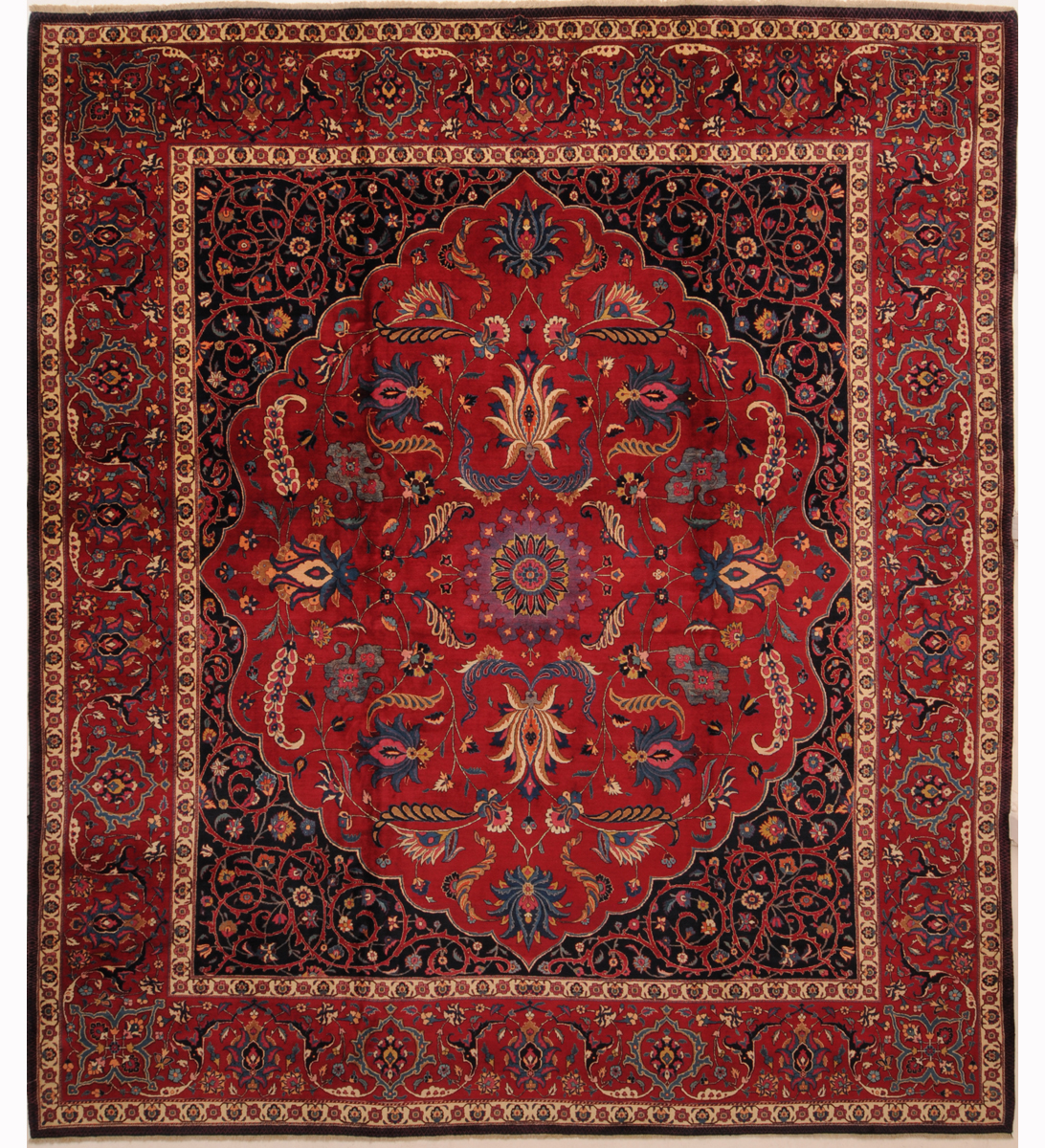
Antiguo tapete iraní.

### Cinematografía
El cine iraní ha prosperado en el moderno Irán, y varios directores iraníes han recibido reconocimiento mundial por su trabajo. Películas iraníes han ganado más de trescientos premios en los últimos veinticinco años. Uno de los más conocidos directores es Abbas Kiarostami. Los medios de comunicación de Irán son una mezcla de empresas privadas y de propiedad estatal, pero los libros y las películas deben de ser aprobados por el Ministerio de Cultura y Orientación Islámica antes de ser liberados al público. En los últimos años, el cine iraní se ha convertido en una expresión de libertad y arte a través de la cual los ciudadanos pueden expresar sus ideas. Un ejemplo de esto es la película Esto no es una película, dirigida por Jafar Panahi, que logra mostrar las condiciones que se vive en la república persa, sin perder la creatividad y el humor.

### Arquitectura
La arquitectura tradicional iraní refleja las condiciones climáticas y sociales del país. Para sobrevivir al caluroso y seco verano, desde hace tres milenios se construyen qanats, depósitos subterráneos de agua y casas de hielo. Se utilizan torres de viento para llevar aire fresco a las viviendas, algunas de las cuales son subterráneas, donde se barre sobre superficies de agua para enfriar las habitaciones. 

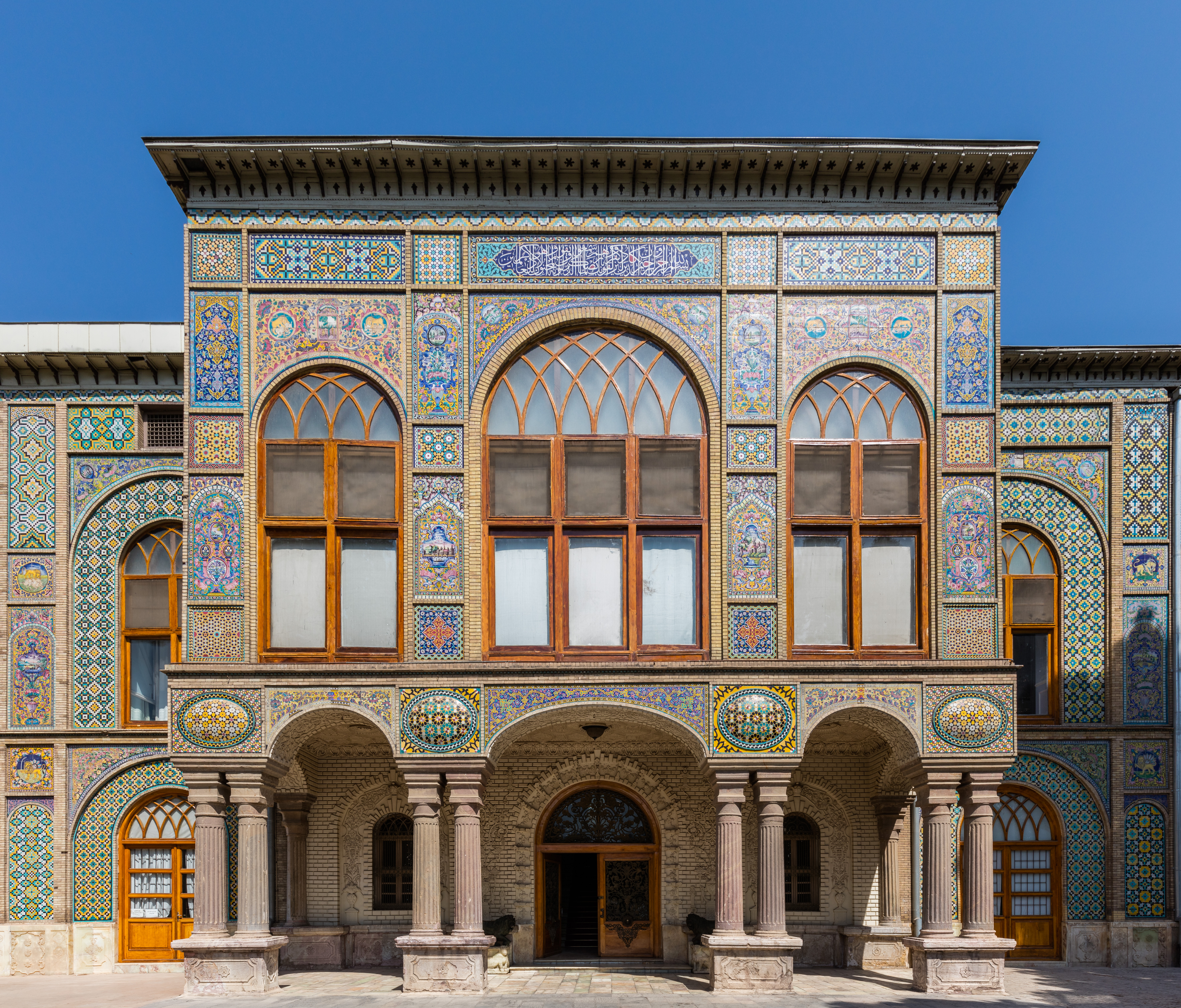
Palacio de Golestán, Teherán

El material de construcción utilizado era principalmente la arcilla y los ladrillos hechos de ella, cocidos o sin cocer; este material de construcción protege contra el calor y mantiene el calor en la habitación cuando hace frío. Los muros, ya sean los de la ciudad o los de la propia casa, reflejan las numerosas incursiones que tuvo que sufrir el pueblo iraní, pero también la necesidad, determinada por la religión, de separar la vida privada de la pública.
Por ejemplo, la vivienda tradicional no tiene ventanas al exterior, sólo a un patio interior. La preferencia por la luz como fuente de belleza, que procede del zoroastrismo, pero también la preferencia por una rica ornamentación, se ha transmitido hasta nuestros días como elemento definitorio de la arquitectura iraní. La ciudad tradicional iraní separa los barrios residenciales de los distritos comerciales, donde también se encuentran el bazar y la plaza principal. Las minorías étnicas y religiosas también suelen tener asignados sus propios barrios; sin embargo, los residentes ricos y pobres no estaban separados.

Castillo de Falakolaflak

La arquitectura preislámica más antigua de Irán se conserva en forma de restos de casas construidas con ladrillos de barro (Tappe Zaghe, cerca de Qazvin). Los elamitas construyeron enormes zigurats cubiertos de mosaicos de ladrillos vidriados, como en Chogha Zanbil. La primera gran ciudad fue la residencia planificada de los reyes medos, Ekbatana. Del periodo aqueménida sobreviven numerosos restos arquitectónicos de los típicos palacios elegantes, mausoleos y templos del fuego decorados con relieves, entre los que destacan las capitales de Pasargadae y Persépolis. Con los partos se introdujeron las bóvedas, los arcos conopiales y el uso intensivo de la cantería y el estucado. Los sasánidas tomaron como modelo de sus edificios los de los aqueménidas, y sus estructuras se caracterizaron por una elaborada pintura.
Tras la introducción del Islam en Irán, la creatividad arquitectónica también cambió. Las mezquitas, inicialmente sencillas, pronto se convirtieron en edificios abovedados al gusto iraní, decorados con caligrafía, estuco, mocárabes, azulejos, mosaicos y espejos. Entre los edificios religiosos más significativos desde el punto de vista arquitectónico se encuentran el santuario del Imam Reza, el santuario de Fátima Masuma, el santuario del sha Abdol Azim o Shah Cheragh. La decoración de mezquitas con azulejos, no sólo en el exterior sino también en el interior, apareció en el siglo XIII, y los azulejos pueden tener motivos florales, caligráficos o geométricos. Los safávidas fueron especiales mecenas de la arquitectura; hicieron decorar su capital, Ispahán, con el conjunto que rodea el Meidan-e Emam, jardines y palacios como el Chehel Sotun; los zand embellecieron Shiraz con numerosas estructuras como la ciudadela o jardines como el Bāgh-e Eram.

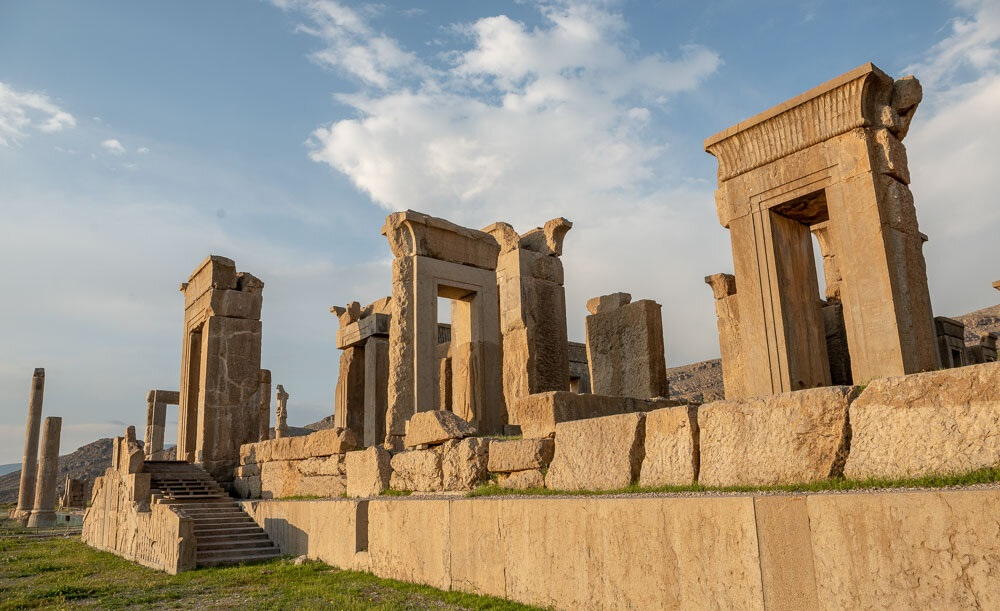
Palacio de Darío I en Persépolis

En la época de los Kajars, los conceptos europeos se abrieron paso en la arquitectura iraní. La arquitectura de Bellas Artes, en particular, es visible en numerosos edificios estatales nuevos. En el periodo de entreguerras, arquitectos europeos proyectaron muchos edificios para Irán, sólo superficialmente adornados con formas persas. El paisaje urbano de muchas ciudades se enriqueció con grandes plazas y monumentos, el más famoso de los cuales es la Torre Shahyad, construida en 1971. Tras la Revolución Islámica, al principio se rechazó todo lo occidental y preislámico, pero desde entonces han aparecido formas de construcción que combinan tradiciones iraníes, islámicas y occidentales, de las que el Hotel Abbasi de Ispahán es un ejemplo. Hoy en día, ante el rápido crecimiento de la población urbana, en muchos lugares predominan las viviendas rápidas sin consideraciones arquitectónicas.
En cuanto a los monumentos y bienes culturales, desde 2018 existe una iniciativa de Karl von Habsburg, presidente de Blue Shield International, y del embajador austriaco Stephan Scholz para crear un Comité nacional de Blue Shield.

## Deportes

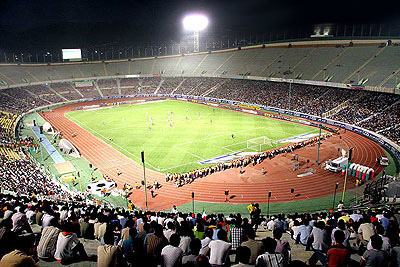
Estadio Azadi de Fútbol.

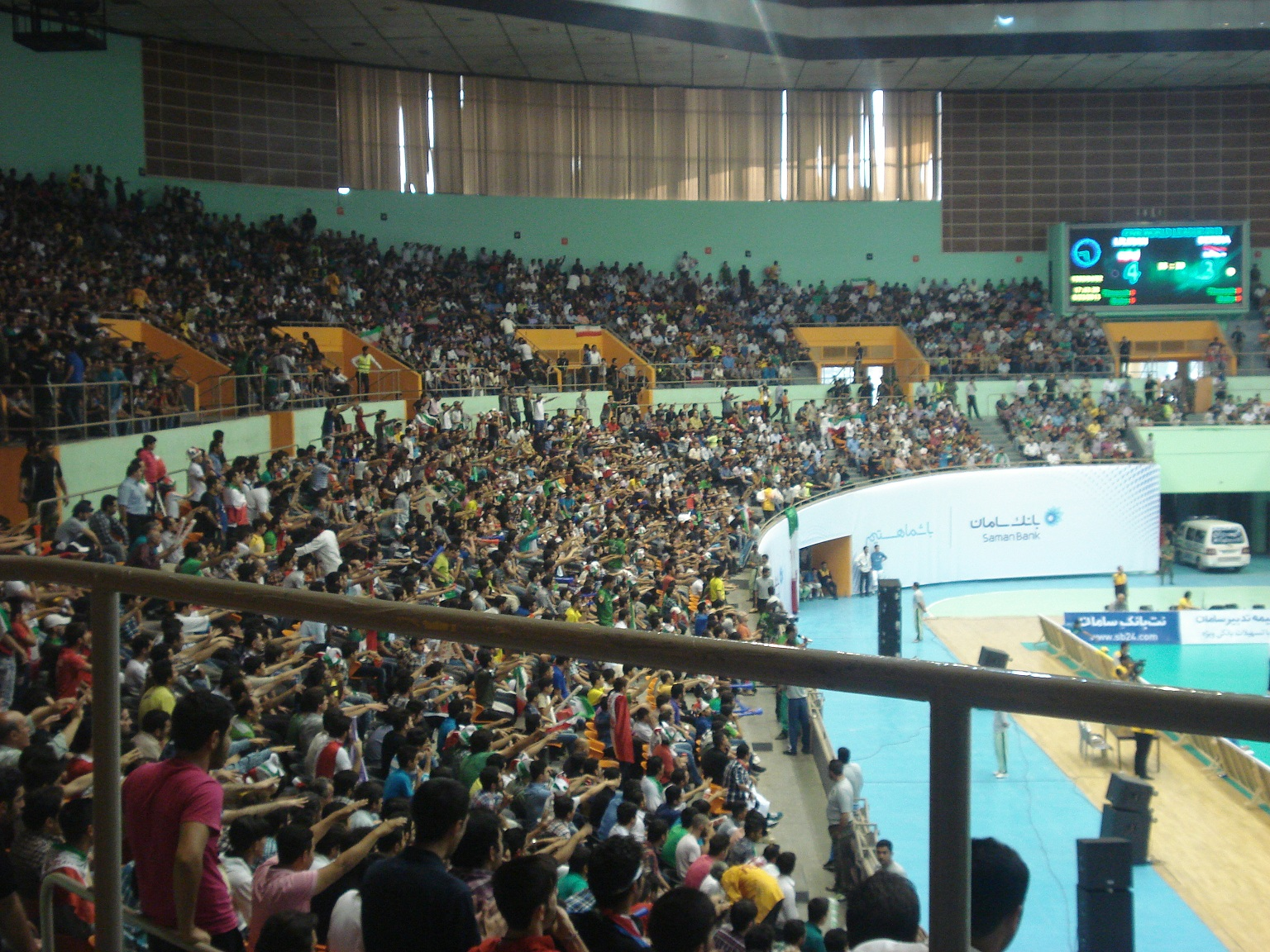
Estadio Azadi de Voleibol.

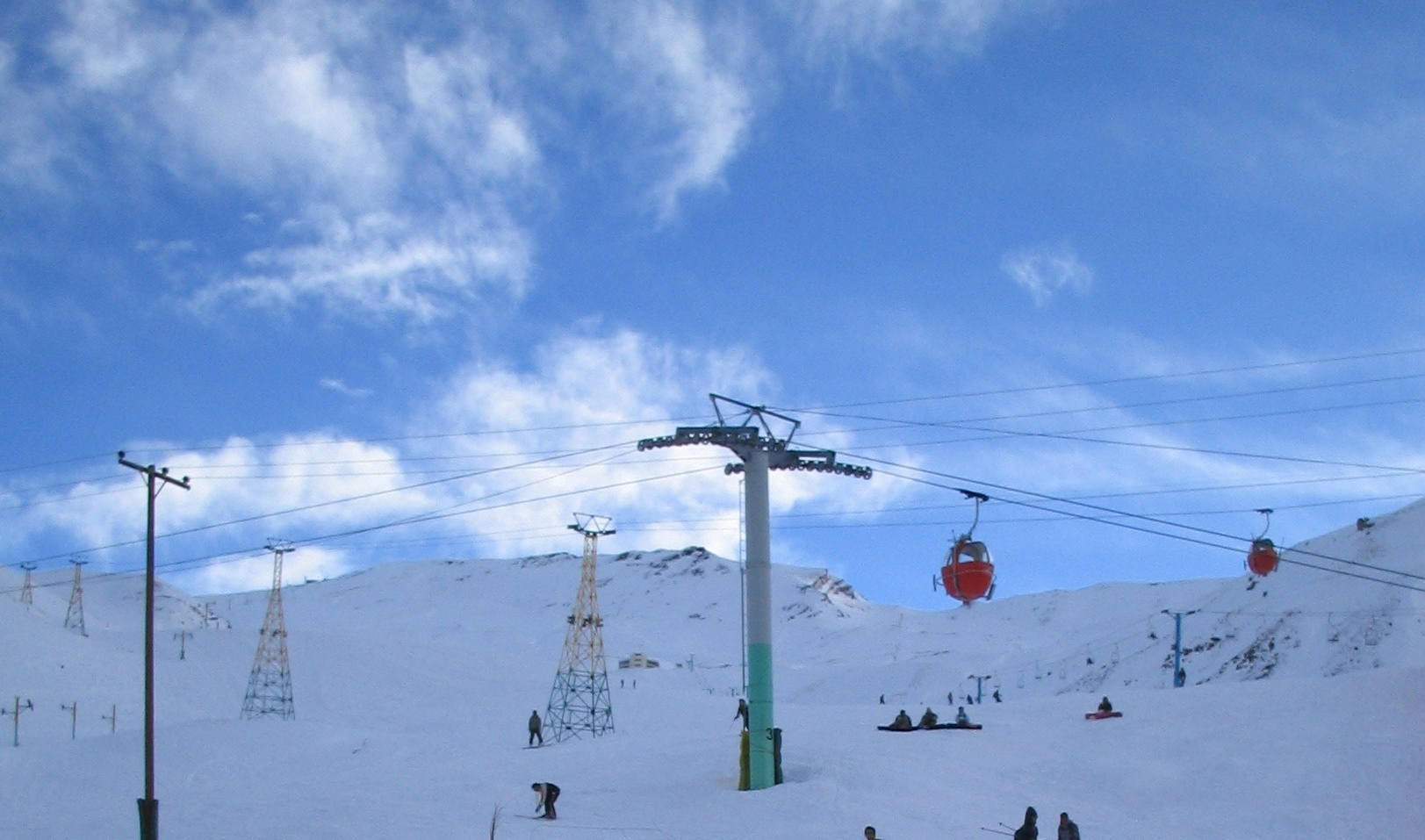
Complejo de esquí Dizin, Irán.

Con dos tercios de la población menor de veinticinco años, los iraníes practican una gran variedad de deportes, tanto tradicionales como modernos. Irán es el lugar donde nació el polo y el varzesh-e pahlavani, un deporte tradicional de lucha. La lucha libre ha sido reconocida tradicionalmente como el deporte nacional, aunque el deporte más popular es el fútbol, cuya selección nacional ha participado en la Copa Mundial de Fútbol en cinco ocasiones y ha ganado la Copa Asiática tres veces. Irán fue el primer país de Oriente Medio en albergar los Juegos Asiáticos de 1974. Cuenta con instalaciones para la práctica de esquí, como el complejo situado en la montaña Tochal, el quinto complejo de esquí más grande del mundo (3730 m s. n. m.), en las proximidades de Teherán. Por su orografía en Irán se practica el senderismo, la escalada y el montañismo. El voleibol es un deporte popular debido a su participación en la Liga Mundial de 2013 y en la Copa del Mundo del 2015.[cita requerida]